# المظاهرات على الحرب الإسرائيلية على قطاع غزة (2023 - الآن)
خرجت مُظاهرات واحتجاجات في العديد من دول العالم للتنديد بالحرب الإسرائيلية على قطاع غزة، ركزت الاحتجاجات على مجموعة متنوعة من القضايا المتعلقة بالصراع، بما في ذلك المطالب بوقف إطلاق النار، وإنهاء الحصار والاحتلال الإسرائيلي، وإعادة الرهائن الإسرائيليين، والاحتجاج على جرائم الحرب، وإنهاء الدعم الأمريكي لإسرائيل، وتقديم المساعدات الإنسانية إلى غزة. منذ بدء الحرب في 7 أكتوبر 2023، تجاوز عدد القتلى 50 ألفًا.
أبرز هذه المسيرات التضامنية كان في دُول الأردن و‌المغرب و‌تونس عربيا، و‌المملكة المتحدة و‌الولايات المتحدة و‌أستراليا وكندا غربيا، وفي فرنسا، قررت وزارة الداخلية حظر جميع المظاهرات الداعمة لفلسطين، وحددت عقوبة خرق هذا الحظر في الحبس 6 أشهر وغرامة مالية قدرها 7500 يورو. في ألمانيا، قررت شرطة برلين حظر إقامة أية مظاهرات داعمة لفلسطين أو متضامنة مع الأسرى الفلسطينيين في السجون الإسرائيلية.
تم حظر المظاهرات المؤيدة للفلسطينيين في السويد، وهو ما تم تبريره على أنه ضروري للحفاظ على النظام العام ومنع الاضطرابات. ومع ذلك، أثارت هذه الإجراءات مخاوف بين منظمات حقوق الإنسان، التي تؤكد أن الحكومات تتحمل مسؤولية دولية لحماية حقوق حرية التعبير والتجمع. أعلنت قوة شرطة سنغافورة ومجلس المتنزهات الوطنية أنه لن يُسمح بأي فعاليات عامة أو تجمعات متعلقة بالحرب، بما في ذلك تلك الموجودة في ركن المتحدثين. في 6 تشرين الثاني/نوفمبر، أصبحت جامعة برانديز أول جامعة خاصة في الولايات المتحدة تحظر فرعها الطلابي التابع لـ طلاب من أجل العدالة في فلسطين.
وأشارت الأبحاث التي أجراها مشروع بيانات مواقع وأحداث الصراعات المسلحة إلى أنه في الفترة من 7 أكتوبر/تشرين الأول إلى 24 نوفمبر/تشرين الثاني 2023، كان هناك ما لا يقل عن 7283 احتجاجًا مؤيدًا للفلسطينيين و845 فقط احتجاجًا مؤيدًا لإسرائيل في جميع أنحاء العالم.

## أكتوبر

### 6 أكتوبر
- دعا خالد مشعل، الزعيم السابق لحركة حماس، في 6 أكتوبر/تشرين الأول، الناس إلى "التوجه إلى الساحات والشوارع" تضامنا مع غزة في 13 أكتوبر/تشرين الأول 2023. وفي بيان لاحق صدر في 10 أكتوبر/تشرين الأول، دعا مشعل صراحة إلى الاحتجاجات في جميع المدن التي يوجد بها هي مجتمعات مسلمة.[24]

### 9 أكتوبر
- في ليلة التاسع من أكتوبر، شارك ما يقرب من ألف شخص في مسيرة تضامنية مع فلسطين في مدينة سيدني، طالبوا خلالها الحكومة الأسترالية بإيقاف دعمها لإسرائيل.[25] انطلقت المسيرة عبر منطقة الأعمال المركزية وصولا إلى دار أوبرا سيدني، وهذه الأخيرة كانت قد أُضيئت واجهتها سابقا بألوان العلم الإسرائيلي.[26] نُصح السكان اليهود بتفادي المنطقة خلال هذه المسيرة، كما أوقفت السلطات رجلا كان يحمل علم إسرائيل حرصا منها على عدم تصاعد الوضع. نُظمت مسيرة أخرى ذلك اليوم في منطقة لاكيمبا [الإنجليزية] جنوب غرب المدينة. كما انتقد كُل من رئيس الوزراء أنتوني ألبانيز وحاكم ولاية نيوساوث ويلز كريس مينز  [لغات أخرى]‏ بعض الشعارات التي رُفعت خلال هذه المظاهرات مُعتبرين إياها "مُعادية للسامية".[27]
- في 9 أكتوبر/تشرين الأول، تجمع متظاهرون مؤيدون للفلسطينيين في بويرتا ديل سول في مدريد.[28]

### 10 أكتوبر
- في أستراليا، شارك العديد في مُظاهرة احتجاجية بمدينة ملبورن عبروا خلالها عن دعمهم لفلسطين.[29]
- في البرازيل، نظمت الجالية الفلسطينية البرازيلية مظاهرة احتجاجية أمام المتحف الوطني بالعاصمة برازيليا.[28]
- في مينداناو، نُظمت احتجاجات في مراوي تضامنًا مع الفلسطينيين في 10 أكتوبر.[30]

### 11 أكتوبر
- أُقيمت وقفة احتجاجية ضد العدوان الإسرائيلي على قطاع غزة أمام مقر نقابة الصحفيين المصريين في العاصمة القاهرة.[31]

### 12 أكتوبر
- في ليلة الثاني عشر من أكتوبر، استعملت الشرطة الفرنسية قنابل للغاز المسيل للدموع وخراطيم المياه لتفريق مسيرة تضامنية مع فلسطين في العاصمة باريس.
- في 12 أكتوبر، تجمع 200 متظاهر في ميدان سينتاجما في أثينا لإظهار التضامن مع فلسطين.[32] وفي اليوم التالي، سار 2000 متظاهر، من بينهم فلسطينيون وأفراد من المجتمعات الإسلامية وجماعات يسارية وفوضوية، باتجاه السفارة الإسرائيلية.
- في 29 أكتوبر، تظاهر حشد من 5000 شخص في أثينا (اليونان)، مطالبين بإنهاء "مذبحة غزة".[33]
- في 12 أكتوبر، دعت حماس الفلسطينيين إلى الاحتجاج في القدس الشرقية والضفة الغربية، وشجعت المظاهرات في المسجد الأقصى.[34] كما دعوا إلى تنظيم احتجاجات في الدول المجاورة وفي جميع أنحاء العالم، وحثوا المجتمعات الإسلامية على التجمع لدعم غزة.[35][36]

### 13 أكتوبر

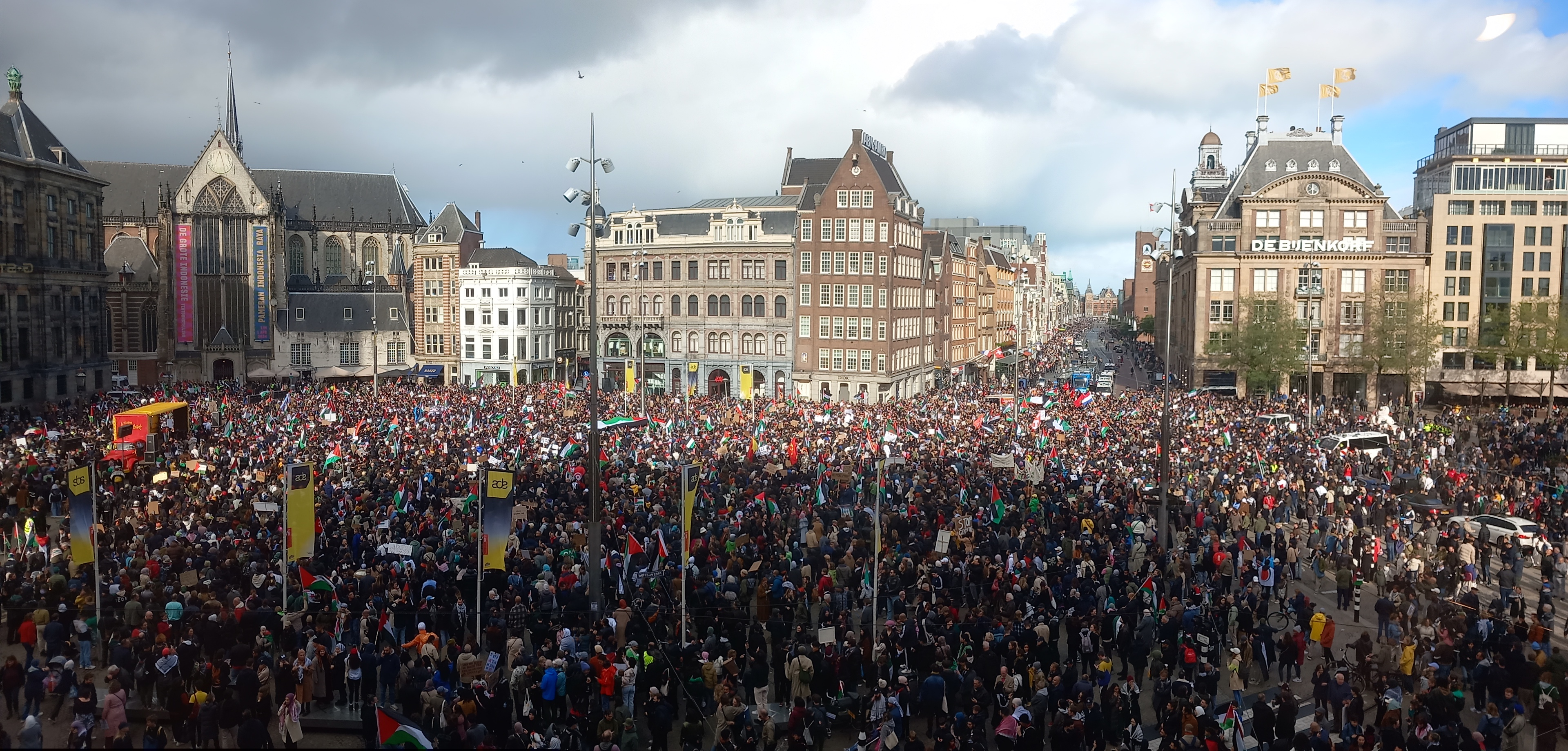
مظاهرات مناهضة للحرب ترفع الأعلام الفلسطينية في أمستردام بهولندا

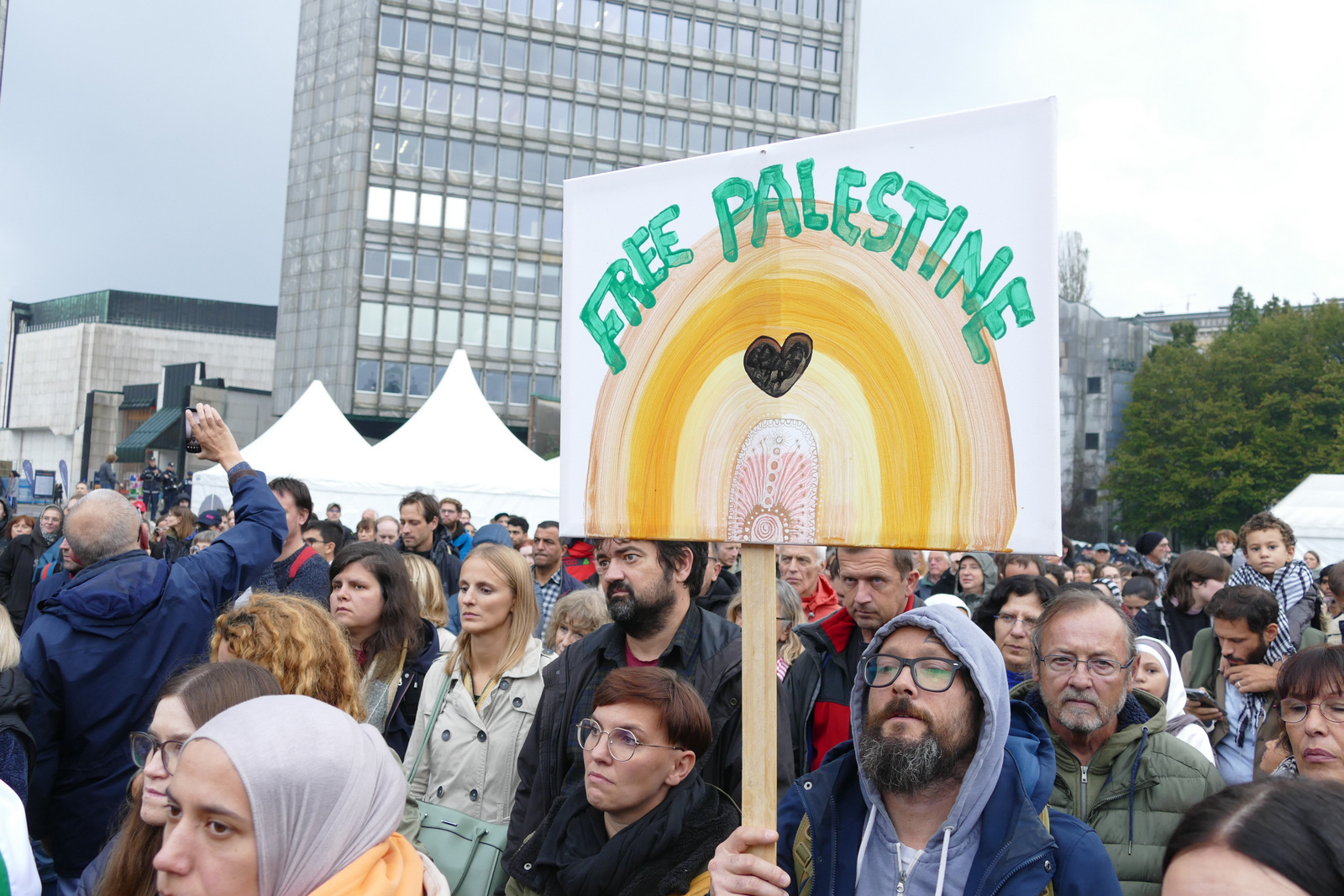
مظاهرة مؤيدة لفلسطين في سلوفينيا، 13 أكتوبر

- في موريتانيا خرج الآلاف من الموريتانيين، مساء الجمعة، في مظاهرات حاشدة انتهت بمهرجان جماهيري أمام مقر ممثلية الأمم المتحدة في نواكشوط؛ رفضا للهجمات الإسرائيلية على غزة[37]
- في أفغانستان، تجمع العديد من المُتظاهرين أمام مسجد عيد غا في العاصمة كابل للتعبير عن دعمهم للقضية الفلسطينية.[38]
- أُقيمت بعد صلاة الجمعة مظاهرات حاشدة في الجامع الأزهر تنديدا بالهجمات الإسرائيلية على قطاع غزة.[39]
- تجمع الآلاف من العراقيين في ساحة التحرير في مسيرات حاشدة رفعوا خلالها الأعلام العراقية والفلسطينية.[40]
- ونظم المئات مسيرة في كيب تاون في 13 أكتوبر/تشرين الأول احتجاجًا على الهجمات الإسرائيلية على قطاع غزة. في خطاب للجمهور. ماندلا مانديلا، حفيد نيلسون مانديلا دعا الرئيس سيريل رامافوسا للتحدث عن فلسطين في الجمعية العامة للأمم المتحدة والتصرف بشأن الأزمة.[41]
- وسار ما يقدر بنحو 3000 شخص في شوارع تونس للتعبير عن دعمهم للفلسطينيين المتضررين من الهجمات الإسرائيلية.[42] وتجمع الآلاف خارج السفارة الفرنسية في تونس احتجاجا على الدعم الغربي لإسرائيل، مرددين أن "الفرنسيين والأمريكيين شركاء في الهجوم" ضد الفلسطينيين. وأعرب البعض عن دعمهم لحماس، من خلال هتاف "عزيزي (عز الدين) القسام، دمروا تل أبيب"، في إشارة إلى الجناح العسكري للحركة. ووقع احتجاج مماثل أمام السفارة الأمريكية في الضواحي الشمالية لتونس.[43]
- نظم نشطاء من إسلامي أندولان بنغلادش احتجاجات ضد الأعمال العسكرية الإسرائيلية في غزة وأعربوا عن تضامنهم مع الشعب الفلسطيني أمام مسجد بيت المكرم الوطني في دكا.
- وفي 13 أكتوبر/تشرين الأول، اندلعت الاحتجاجات المؤيدة للفلسطينيين في ثلاث مدن في الهند. وفي حيدر أباد، ردد الناس شعارات مثل "تحيا فلسطين" و"غزة لن تموت أبدًا"، وقامت الشرطة، عند وصولها إلى مكان الحادث، بتفريق الاحتجاج وإبعاد المتظاهرين من المكان. في منطقة بودجام، جامو وكشمير، ردد المتظاهرون شعارات ضد إسرائيل والولايات المتحدة، وكان أحدها "نحن نقف مع فلسطين".[44]
- لتجنب الاضطرابات، تم إغلاق المسجد الرئيسي في سريناجار خلال صلاة الجمعة.[45] في لكهنؤ، اتهم رجل دين إسرائيل بارتكاب جرائم حرب على فلسطين وناشد رئيس الوزراء ناريندرا مودي التدخل في الحرب ووقف الأعمال العدائية في غزة.[44]
- وشهدت المسيرات المؤيدة للفلسطينيين في وقت لاحق حملة قمع من قبل الشرطة الهندية بينما سُمح بالاحتجاجات المؤيدة لإسرائيل.[46][47]
- في 13 أكتوبر، عُقدت تجمعات عامة للتعبير عن الدعم لفلسطين بعد صلاة الجمعة. نظمت مجموعات سياسية ودينية مختلفة احتجاجات عديدة في المدن الكبرى مثل كراتشي، لاهور، بيشاور، والعاصمة إسلام آباد. تم إحراق العلم الأمريكي والعلم الإسرائيلي في المظاهرات.[48][49]
- سار 1000 مسلم في كوالالمبور بعد صلاة الجمعة لإظهار الدعم لفلسطين.[50]
- ورفع المتظاهرون في سيريلانكا لافتات كتب عليها "فلسطين لن تمشي وحدك أبدا".[40]
- وفي المانيا، منعت السلطات تنظيم مسيرة مؤيدة للفلسطينيين.[51]

احتشدت مجموعة من الطلاب في لاهاي في 13 أكتوبر لإظهار التضامن مع فلسطين. تلتها مظاهرة مؤيدة للفلسطينيين شارك فيها 15 ألف شخص في أمستردام في 15 أكتوبر/تشرين الأول.
- في 13 أكتوبر/تشرين الأول، تم تنظيم احتجاجات مؤيدة للفلسطينيين في نوفي بازار ونوفي ساد.[53][54]
- في 13 أكتوبر، احتشد المتظاهرون عند نصب كولومبوس التذكاري في برشلونة.[50]
- تجمع المتظاهرون المؤيدون لفلسطين أمام مكتب الأمم المتحدة في جنيف.[50]
- في لبنان، اندلعت المظاهرات في جميع أنحاء البلاد في 13 أكتوبر/تشرين الأول، حيث رفع المتظاهرون أعلام حزب الله وLCP وSSNP وهم يرددون شعارات مؤيدة للفلسطينيين.[39]
- في الأسابيع التي شهدت الهجمات الإسرائيلية المضادة على غزة، تم تنظيم عدد من الوقفات الاحتجاجية والمسيرات والمسيرات المؤيدة لفلسطين في جميع أنحاء المملكة المتحدة،[55][56] مع أكبر المظاهرات التي جرت في لندن.[57]
- تجمع آلاف المتظاهرين في ساحة بايزيد في إسطنبول لإظهار التضامن مع الفلسطينيين.[58]

وفي كراكاس، احتشد المتظاهرون لإظهار التضامن مع فلسطين.
- وفي 13 أكتوبر/تشرين الأول، وفي صنعاء الخاضعة لسيطرة الحوثيين، لوح المتظاهرون بأعلام اليمن وفلسطين ورددوا شعارات "الموت لأمريكا" و"الموت لإسرائيل".[39]

### 14 أكتوبر
- تظاهر الآلاف من الأشخاص في المدن والبلدات في جميع أنحاء أيرلندا، بما في ذلك كارلو، كورك، دبلن، إنيس، جالواي وليمريك دعماً لفلسطين وضد الاعتداءات الإسرائيلية على غزة واستمرار احتلال فلسطين.[59][60]
- في 14 أكتوبر/تشرين الأول، احتج آلاف المتظاهرين المؤيدين لفلسطين خارج وزارة الخارجية في أوسلو.[61]
- في 14 أكتوبر/تشرين الأول، تظاهر المتظاهرون في كاراكاس لإظهار التضامن مع فلسطين.[50]

### 15 أكتوبر
- شارك الآلاف في العاصمة المغربية الرباط في مسيرة تضامنية مليونية داعمة للشعب الفلسطيني ولحركة المقاومة الإسلامية حماس في حربها ضد إسرائيل ورفضا للتطبيع، وقد انطلقت المسيرة من أمام باب الأحد وصولا إلى مقر البرلمان المغربي.[62][63] في ذات اليوم وبمدينة مراكش، نُظمت مسيرة تضامنية دعما لفلسطين شارك فيها الآلاف.[64]
- وفي 15 أكتوبر/تشرين الأول، نظمت مظاهرة مؤيدة للفلسطينيين في لارنكا.[65]

### 16 أكتوبر
- في 16 أكتوبر، شارك ما بين 12.000 إلى 25.000 متظاهر في تجمع بانغسامورو من أجل فلسطين الحرة في مدينة كوتاباتو. كما دعوا الدول العربية المجاورة إلى فتح حدودها أمام اللاجئين، كما دعوا الولايات المتحدة إلى اتخاذ موقف محايد بشأن هذه القضية.[66][67]
- نُظمت احتجاجات مؤيدة للفلسطينيين في ريكيافيك (ایسلند).[68][69]

### 17 أكتوبر
- انطلقت مسيرات ومظاهرات شعبية في عدد من مدن ومخيمات الضفة الغربية والقدس الشرقية أبرزها في رام الله و‌الخليل و‌جنين و‌نابلس، للتنديد بمجزرة مستشفى المعمداني.[70] طالب المحتجون خلال المظاهرات في رام الله برحيل الرئيس محمود عباس، كما اندلعت مواجهات بينهم وبين أفراد قوات الأمن الفلسطينية.[71] وفي قرية النبي صالح قُرب المدينة، قُتل شاب مُتأثرا بجروح أصيب بها برصاص قوات الاحتلال الإسرائيلي.[72]
- في لبنان، تجمع المئات من المتظاهرين بمُحيط السفارة الأمريكية في بيروت تنديدا بمجزرة المستشفى المعمداني، وقد استعانت قُوات الأمن اللبنانية بقنابل الغاز المسيل للدموع لتفريق المتظاهرين.[73]
- في تونس، تجمعت حشود من المتظاهرين أمام السفارة الفرنسية في تونس العاصمة، طالبوا خلالها بطرد السفير الفرنسي عقب تصويت بلاده ضد قرار لمجلس الأمن بفرض هدنة إنسانية في قطاع غزة.[74] كما خرجت مظاهرات شعبية أخرى في مُدن صفاقس و‌سوسة و‌قابس و‌تطاوين و‌الكاف تنديدا بمجزرة مستشفى المعمداني.[75]

### 18 أكتوبر
- في الأردن، تجمع نحو 10 آلاف شخص في احتجاجات شعبية في محيط السفارة الإسرائيلية في منطقة الرابية غرب العاصمة عمان، تنديدا بالعدوان الإسرائيلي على غزة وبمجزرة مستشفى المعمداني التي راح ضحيتها أكثر من 500 شهيد.[76] حاول العديد من المتظاهرين اقتحام مبنى السفارة، لكن قوات الأمن الأردنية أبعدتهم عن مُحيط المبنى.[77]
- في الولايات المتحدة، اقتحم محتجون مبنى الكونغرس الأمريكي مطالبين بوقف العدوان الإسرائيلي على قطاع غزة.[78]

### 19 أكتوبر
في 19 أكتوبر، نُظمت مظاهرة احتجاجية لدعم غزة في نيقوسيا.

### 20 أكتوبر
في 20 أكتوبر/تشرين الأول، نظم حوالي 300 عضو من لجنة التضامن من أجل فلسطين واليمن مظاهرة مؤيدة لفلسطين أمام سفارة الولايات المتحدة في جاكرتا ثم ساروا بعد ذلك إلى مكتب الأمم المتحدة.
- في 20 أكتوبر، نُظمت مسيرة في ميدان إسكندر بك في العاصمة تيرانا دعمًا لفلسطين والشعب الفلسطيني. وأدان المتظاهرون الهجمات الإسرائيلية على الفلسطينيين.[81][82]

### 21 أكتوبر
- في 21 أكتوبر/تشرين الأول، نُظمت مسيرة مؤيدة لفلسطين في بوخارست وحضرها أكثر من 1000 متظاهر،[83] من بينهم مذيع Twitch والناشط اليساري سيلفيو إيستراتي.[84]
- نُظمت مظاهرة أمام السفارة الإسرائيلية في بوغوتا دعماً لفلسطين، أحرق خلالها المتظاهرون العلم الإسرائيلي.[85]
- في 21 أكتوبر/تشرين الأول، كتب مجموعة من المشاهير رسالة مفتوحة إلى الرئيس الأمريكي بايدن يدعون فيها إلى وقف فوري لإطلاق النار.[86]

### 22 أكتوبر
في 22 أكتوبر/تشرين الأول، نظمت في فرنسا أول مظاهرة مرخصة مؤيدة لفلسطين، اجتذبت 15 ألف مشارك هتفوا "غزة، باريس معكم".
في 22 أكتوبر، سار الآلاف في سراييفو لدعم غزة، وهم يهتفون "أمس سربرينيتسا، اليوم غزة"، في إشارة إلى مذبحة عام 1995 التي راح ضحيتها 8000 رجل وصبي مسلم.

### 23 أكتوبر
- هلند في 23 أكتوبر/تشرين الأول، احتل النشطاء المعارضون للإجراءات الإسرائيلية في غزة مدخل المحكمة الجنائية الدولية في لاهاي، مطالبين باتخاذ إجراءات ضد بنيامين نتنياهو بتهمة ارتكاب جرائم حرب مزعومة.[89]

### 26 أكتوبر
في 26 أكتوبر/تشرين الأول، نُظمت مسيرة مؤيدة لفلسطين في كوزيكود، كيرالا، والتي اجتذبت 200,000 شخص ونظمتها رابطة مسلمي الاتحاد الهندي.

### 28 أكتوبر
- في 28 أكتوبر، شارك آلاف المتظاهرين في مسيرات تضامنية مع فلسطين في أوكلاند، هاملتون، نابير، بالمرستون نورث، وانجانوي، نيلسون، كرايستشيرش ودونيدين. دعت هذه المسيرات إلى وقف فوري لإطلاق النار في الصراع بين حماس وإسرائيل ودخول المساعدات الإنسانية إلى غزة.[90][91][92]
- نظم التحالف الإندونيسي للدفاع عن بيت المقدس احتجاجًا تضامنيًا مع فلسطين في 28 أكتوبر أمام السفارة الأمريكية.[93]
- في اليمن شهدت عدة من المحافظات مظاهرات ومسيرات حاشدة تحت شعار “جمعة الغضب والتضامن مع فلسطين”، نصرةً لغزة[94]

### 29 أكتوبر
في 29 أكتوبر، نُظمت مظاهرة مؤيدة لفلسطين في لشبونة.

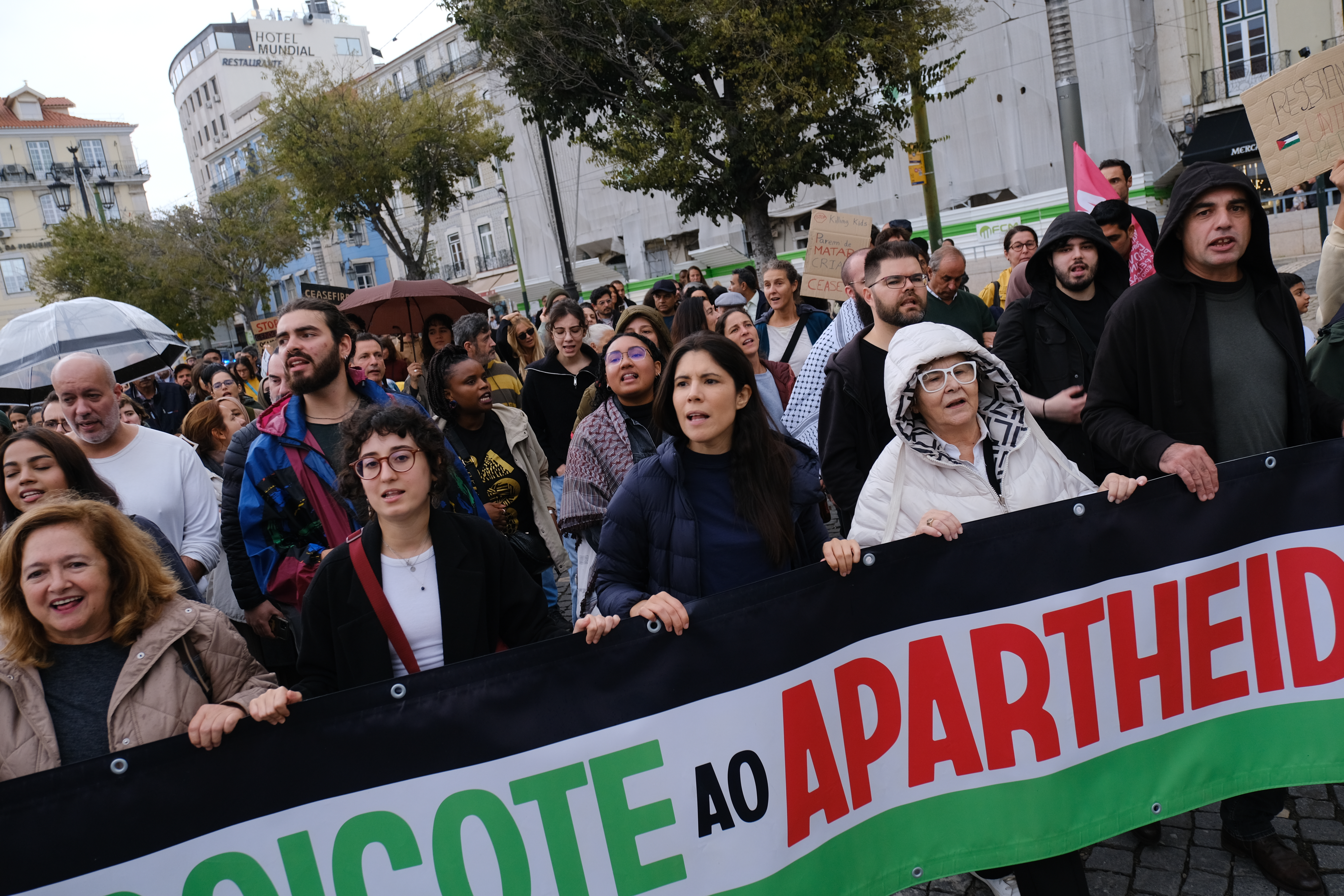
مظاهرة مؤيدة لفلسطين في لشبونة، البرتغال، 29 أكتوبر

## النقابات العمالية
- في 16 أكتوبر/تشرين الأول، أصدر الاتحاد العام لنقابات العمال الفلسطينية نداءً عاجلاً لنقابات العمال الدولية لوقف تجارة الأسلحة إلى إسرائيل.[95]
- في 31 أكتوبر/تشرين الأول، أصدرت نقابات عمال النقل في بلجيكا تعليمات لأعضائها برفض التعامل مع المعدات العسكرية المتجهة إلى إسرائيل.[96]
- في 9 تشرين الثاني/نوفمبر، وقع أكثر من 2,900 طبيب في المملكة المتحدة على رسالة مفتوحة إلى الجمعية الطبية البريطانية يطالبون فيها باتخاذ إجراءات لدعم غزة.[97]
- في 13 تشرين الثاني (نوفمبر)، وصفت عشر نقابات عمالية كبرى في الهند الحرب على غزة بأنها "إبادة جماعية مخزية" وحثت العمال على رفض التعامل مع البضائع الإسرائيلية.[98]

## إسرائيل
شارك مواطنون إسرائيليون في الاحتجاجات العامة المتعلقة بسياسات الحرب. تعرض النشطاء اليهود الإسرائيليون المناهضون للحرب للاستهداف من قبل الجماعات اليمينية المتطرفة، بينما أبلغ العرب الإسرائيليون عن حملة قمع بشأن حرية التعبير، مع اعتقال الأشخاص بسبب منشورات وإعجابات على وسائل التواصل الاجتماعي. اندلعت الاحتجاجات المناهضة للحرب في المثلث والجليل، حيث قمعت الشرطة الإسرائيلية المتظاهرين في أم الفحم، وهي مدينة في منطقة المثلث. في مارس 2024، وقعت احتجاجية أخرى في المدينة، تحث إسرائيل على "إنهاء حربها الإجرامية"
انتقدت مسيرة تضامنية للرهائن في تل أبيب في 14 أكتوبر/تشرين الأول طريقة تعامل الحكومة مع الحرب ودعت رئيس الوزراء بنيامين نتنياهو إلى الاستقالة. في اليوم التالي، اقترح وزير الاتصالات شلومو كرعي أنظمة الطوارئ التي تسمح باعتقال الأشخاص الذين يلحقون "الروح المعنوية الوطنية". في 28 أكتوبر، تجمع حشد من الإسرائيليين في كلية نتانيا الأكاديمية، وهم يهتفون "الموت للعرب" على الطلاب الفلسطينيين الذين يعيشون في مهاجع الحرم الجامعي.
في 4 نوفمبر، نُظمت احتجاجات بالقرب من مقر إقامة نتنياهو. في 8 نوفمبر/تشرين الثاني، سمحت المحكمة العليا الإسرائيلية للشرطة بحظر جميع الأنشطة المناهضة للحرب احتجاجات. في 9 نوفمبر، اعتقلت الشرطة الإسرائيلية عضو الكنيست السابق محمد بركة في الناصرة لمحاولته تنظيم احتجاج مناهض للحرب. في مقابلة مع مجلة تايم، بركة وصفت حملات القمع الإسرائيلية على حرية التعبير بأنها فاشية. في 18 نوفمبر، نظمت إسرائيل أول احتجاج مسموح به مناهض للحرب في تل أبيب.
قام الكنيست بتجريم "استهلاك المواد الإرهابية" في 8 نوفمبر. انتقدت جماعات الحقوق المدنية مشروع القانون، قائلة إنه "يغزو عالم الأفكار والمعتقدات الشخصية".
في 20 نوفمبر، نشرت قناة كان 11 ثم حذفت مقطع فيديو أنتجته منظمة غير حكومية خاصة، يظهر أطفالًا تم إجلاؤهم من مستوطنات غلاف غزة وهم يغنون "سنقضي عليهم جميعًا ونعود إلى حرث حقولنا". في 23 نوفمبر، اقترح وزير الاتصالات شلومو كرعي سحب التمويل من صحيفة هآرتس بسبب "دعايتها المهزومة والكاذبة". في 23 نوفمبر، وقبل تبادل الرهائن، صرح وزير الأمن القومي إيتمار بن غفير أن أي "تعبير عن الفرح" فيما يتعلق بالإفراج عن السجناء الفلسطينيين "يعادل دعم الإرهاب".
في 20 تشرين الثاني/نوفمبر، نشر كان 11 مقطع فيديو أنتجته منظمة غير حكومية خاصة، ثم حذفته، يُظهر الأطفال الذين إجلوا من مستوطنات غلاف غزة وهم يغنون "سنقضي عليهم جميعًا ونعود لحراثة حقولنا". في 23 تشرين الثاني (نوفمبر)، اقترح وزير الاتصالات شلومو كارهي وقف تمويل الصحيفة هاآرتس بسبب "دعايتها الانهزامية والكاذبة". في 23 نوفمبر، قبل مبادلة الرهائن، صرح وزير الأمن القومي إيتمار بن غفير أن أي "تعبير عن الفرح" يتعلق بالإفراج عن السجناء الفلسطينيين هو أمر غير مقبول. "يعادل دعم الإرهاب".<ref>Keller-Lynn، Carrie. .timesofisrael.com/liveblog_entry/ahead-of-slated-palestinian-prisoner-release-ben-gvir-tells-police-to-shut-down-celebrations/# "قبل إطلاق سراح السجناء الفلسطينيين المقرر، بن جفير يطلب من الشرطة إغلاق الاحتفالات". The Times of Israel. اطلع عليه بتاريخ 2023-11-25. {{استشهاد ويب}}: تحقق من قيمة |مسار= (مساعدة)</ref>
في 25 نوفمبر/تشرين الثاني، دعا المتظاهرون في القدس نتنياهو إلى الاستقالة. شارك اليهود والإسرائيليون في الخارج في الاحتجاجات المؤيدة والمحتجة على الرد الإسرائيلي في الحرب.
في 29 نوفمبر، ألقت الشرطة القبض على نشطاء في مظاهرة للكنيست معارضة للحكومة. قبض على ستة أشخاص في 2 ديسمبر/كانون الأول أثناء احتجاجهم خارج منزل نتنياهو في قيصرية. إبلغ عن حريق يشتبه في أنه ناجم عن حريق متعمد في مخيم احتجاج لعائلات الرهائن المحتجزين في غزة؛ وتعرضت العائلات لمضايقات من أنصار نتنياهو اليمينيين.

في 2 كانون الأول (ديسمبر)، صرح محامي في عدالة، وهو مركز قانوني إسرائيلي، كان تطبيق القانون يستخدم لمراقبة وإسكات الناس، بينما قالت جمعية الحقوق المدنية في إسرائيل إن ذلك "غير مسبوق في الدول الديمقراطية".
في 16 ديسمبر/كانون الأول، نصب المتظاهرون خيامًا خارج وزارة الدفاع الإسرائيلية في تل أبيب، وذكروا أنهم لن يغادروا حتى تبدأ الحكومة مفاوضات الرهائن مرة أخرى. قبض على ناشطين في حيفا بسبب الاحتجاج بهدوء ضد الحرب.

### الرسائل المفتوحة
أعربت بعض الجماعات في إسرائيل عن تأييدها للحرب. وقع العشرات من الحاخامات على رسالة إلى نتنياهو وكبار مسؤولي الدفاع تفيد بأنه "حتى عندما يختبئ العدو خلف درع بشري. لا يوجد هالاخاه أو مانع أخلاقي، ولا منع قانوني من قصف العدو بعد إنذار مسبق كاف.
وقعت مجموعة من 100 طبيب تسمى "أطباء من أجل حقوق الجنود الإسرائيليين"، بيانًا يفيد بأن لإسرائيل "الحق المشروع" في قصف "أوكار الإرهاب" ومقار حماس في المستشفيات في غزة". دفع هذا إلى رد قاسٍ من القائم بأعمال رئيس مكتب الأخلاقيات في نقابة الأطباء الإسرائيلية، الدكتور تامي كارني، الذي كتب أن "الأطباء أقسموا على الشفاء، وليس القتل. لقد رفض أطباء إسرائيل الانجرار إلى الضمير والانحدار الأخلاقي للعدو، وسنواصل التصرف وفقا لذلك". شجبت منظمة الجلباب الأبيض، وهي منظمة يبلغ عدد أفرادها المئات، الرسالة ووصفتها بأنها "كتيب استفزازي من قبل أقلية متطرفة"، مشيرة إلى أن "الدعوات إلى التدمير العشوائي والقتل، حتى لو كانت مبررة عسكريًا، ليست جزءًا من مدونة أخلاقيات الطب".
في سبتمبر/أيلول 2023، أصدر أكثر من 200 شاب إسرائيلي رسالة مفتوحة بعنوان شباب ضد الدكتاتورية أعلنوا فيها أنهم سيرفضون الخدمة العسكرية.

## فلسطين

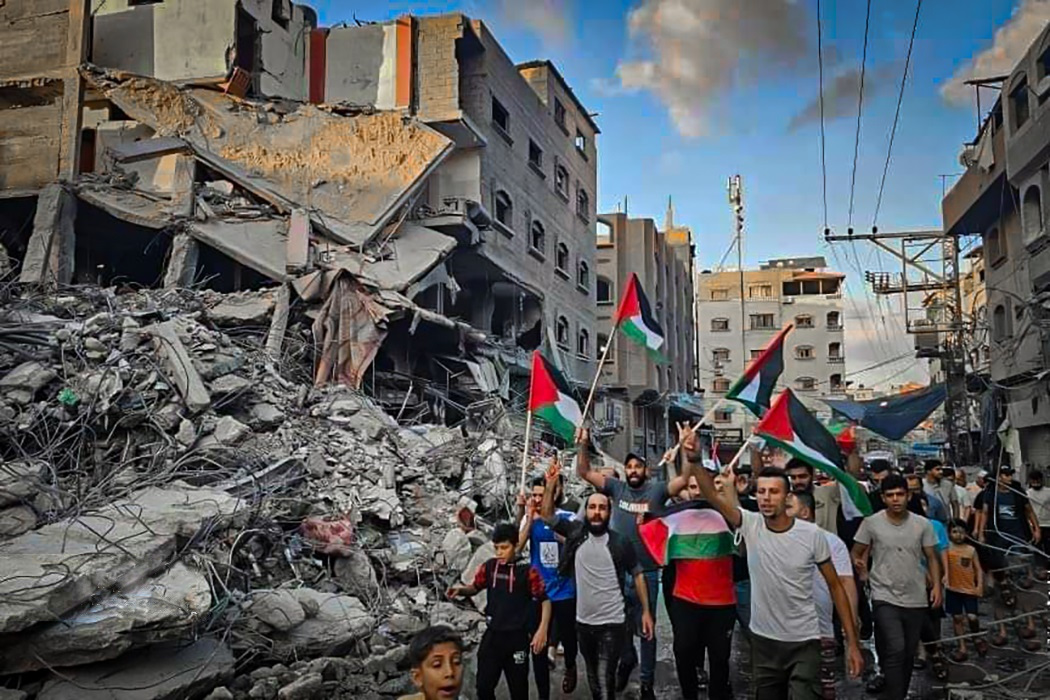
متظاهرون فلسطينيون في قطاع غزة، 16 أكتوبر

### الضفة الغربية والقدس الشرقية
في 12 أكتوبر/تشرين الأول، دعت حركة حماس الفلسطينيين إلى الاحتجاج في القدس الشرقية والضفة الغربية، وشجعت المظاهرات في المسجد الأقصى. كما دعت إلى تنظيم احتجاجات في البلدان المجاورة وفي جميع أنحاء العالم، وحثت المجتمعات الإسلامية على التجمع لدعم غزة.

بعد مجزرة مستشفى الأهلي العربي، اندلعت الاحتجاجات في الضفة الغربية دعماً لغزة. في 27 تشرين الأول (أكتوبر)، احتشد المئات في رام الله لدعم غزة، على الرغم من المخاوف من عنف المستوطنين. في 1 نوفمبر (تشرين الثاني)، نظم إضراب عام في الضفة الغربية والقدس الشرقية احتجاجًا على الهجمات الإسرائيلية على غزة. في 5 نوفمبر/تشرين الثاني، احتج المتظاهرون في رام الله على زيارة وزير الخارجية الأمريكي أنتوني بلينكن إلى الضفة الغربية، حاملين لافتات كتب عليها "بلينكن، الدم على يديك". في 17 تشرين الثاني/نوفمبر، أطلقت القوات الإسرائيلية النار الغاز المسيل للدموع على المتظاهرين المناهضين للحرب في الخليل.
في 11 ديسمبر/كانون الأول، بدأ الفلسطينيون في الضفة الغربية والقدس الشرقية إضرابًا عامًا كجزء من إضراب عالمي أكبر من أجل وقف إطلاق النار؛ كما أدى الإجراء إلى إغلاق المؤسسات التعليمية والمباني الإدارية في الضفة الغربية المحتلة والقدس الشرقية. ودعا الناشطون الفلسطينيون والمنظمات الشعبية إلى إضراب عالمي. تهدف الدعوة إلى رد فعل، والتي اكتسبت زخمًا عبر وسائل التواصل الاجتماعي، إلى تغطية "جميع جوانب الوجود العام" ونظر فيها في 11 ديسمبر/كانون الأول. عرض فتيان وفتيات الكشافة في الضفة الغربية لافتة تخلد ذكرى الأطفال ضحايا الحرب خلال احتفالات ليلة عيد الميلاد. حمل المتظاهرون في رام الله لافتة تحمل أسماء آلاف القتلى في غزة في 1 يناير (كانون الثاني) 2024. قيد التشغيل في 3 يناير 2024، نظم الفلسطينيون احتجاجًا عامًا في الضفة الغربية. في 7 فبراير، تظاهر المتظاهرون أمام مقر الأمم المتحدة في رام الله ضد تعليق المساعدات.
في 9 فبراير، ورد أن الفلسطينيين والإسرائيليين الذين كانوا يحتجون دعمًا لوقف إطلاق النار تعرضوا لهجوم من قبل الشرطة في الضفة الغربية. في 10 فبراير، فرقت الشرطة الإسرائيلية احتجاجًا من أجل السلام في غزة في أريحا. احتج المسعفون في الضفة الغربية على مقتل إسرائيليين اثنين من مستجيبي الطوارئ للهلال الأحمر الفلسطيني اللذين قُتلا أثناء محاولتهما إنقاذ هند رجب. تظاهر متظاهرون في رام الله في 17 فبراير. في مارس 2024، المدينة من أريحا كشف النقاب عن شارع يحمل اسم آرون بوشنيل، وهو جندي أمريكي أضرم النار في نفسه احتجاجًا على دعم الولايات المتحدة لإسرائيل. نظمت احتجاجات كبيرة في عرابة، جنين احتجاجًا على مقتل إسرائيلي لرجل يُدعى محمد جابر. في 21 مارس، أضرب سكان جنين احتجاجًا على مقتل ثلاثة شبان. في 26 مارس/آذار، أظهر مقطع فيديو مئات الأشخاص في مخيم نور شمس يحتجون على الإجراءات الإسرائيلية في غزة.
في يناير/كانون الثاني 2024، في احتجاج نادر ضد حماس، رفع العشرات من أطفال غزة لافتات خارج مستشفى شهداء الأقصى في دير البلح، تطالب حماس بإطلاق سراح الرهائن الإسرائيليين وإنهاء الحرب. معبرين عن رغبتهم في العودة إلى ديارهم. شارك المتحدث باسم الجيش الإسرائيلي باللغة العربية أفيخاي أدرعي تسجيلاً للاحتجاج على تويتر، وغرد "هل ستصل هذه الصرخات والمطالب إلى مخابئ قادة حماس؟". وجاء الاحتجاج بعد يوم واحد من احتجاج صغير آخر ضد حماس في رفح حيث شتم فلسطينيون حماس ويحيى السنوار. المظاهرة المنظمة ضد حماس غير مسموح بها في غزة. في فبراير 2024، أفادت راديو السويد عن بعض الاحتجاجات العفوية الصغيرة بواسطة سكان غزة اليائسين ضد حماس.
نظمت مجموعة صغيرة من الأطفال في رفح احتجاجهم الخاص قبل هجوم رفح المخطط له في فبراير/شباط 2024، حاملين لافتات باللغة الإنجليزية كتب عليها "نحن نرفض الموت" و"أنقذونا من هذه الإبادة الجماعية". متظاهرون في مقر الأونروا في جباليا طالبوا بمزيد من الطعام، وهتفوا: "نريد طحينًا، نريد طحينًا". نظم الأطفال في رفح مرة أخرى احتجاجهم ضد المجاعة في قطاع غزة في 6 مارس، حاملين لافتة كتب عليها "أوقفوا موتنا اليومي".

## أفريقيا

### الجزائر
نظمت احتجاجات في الجزائر في 19 أكتوبر 2023 تندد بـ الرئيس الأمريكي جو بايدن ورئيس الوزراء الإسرائيلي بنيامين نتنياهو والدول العربية التي لديها تطبيع العلاقات مع إسرائيل بتهمة "التواطؤ" في أعمال العنف في غزة. ونظمت الاحتجاجات الداعمة للفلسطينيين مرة أخرى في 14 مارس 2024.

### غانا
أقيمت مسيرة وطنية من أجل فلسطين في أكرا في 2 نوفمبر/تشرين الثاني، واجتذبت آلاف المشاركين.

### كينيا
نُظمت مظاهرة تضامنية مع فلسطين في نيروبي في 25 يناير/كانون الثاني 2024، لكن الشرطة فرقتها باستخدام الغاز المسيل للدموع. كما نُظمت مظاهرة مؤيدة لفلسطين في 14 مارس/آذار في مومباسا. ورفع المتظاهرون لافتات ولوحوا بالعلم الفلسطيني، فيما رفعت شعارات مثل "أوقفوا العنف" و"أوقفوا معاناة حياة الأبرياء" و"متحدون مع غزة".

### المغرب
في 19 نوفمبر، نُظمت احتجاجات في طنجة دعمًا لفلسطين والمطالبة بإنهاء تطبيع العلاقات بين المغرب وإسرائيل. ونظمت احتجاج مماثل انعقدت في الدار البيضاء في 26 نوفمبر. دعا المتظاهرون في فبراير 2024 إلى النهاية للتطبيع مع إسرائيل، قائلا: "التطبيع خيانة".

### نيجيريا
نظم حوالي 50.000 متظاهر مسيرة للتعبير عن التضامن مع فلسطين نظمها مؤتمر المنظمات الإسلامية في حديقة جاني فاوهينمي، لاغوس في 21 أكتوبر/تشرين الأول. وطالبوا الحكومة النيجيرية بوقف العلاقات الدبلوماسية مع إسرائيل حتى يتم التوصل إلى حل الدولتين. احتج المئات من أعضاء الحركة الإسلامية في نيجيريا في الشوارع كادونا ضد الغزو الإسرائيلي لغزة في 16 تشرين الثاني/نوفمبر. وأسفر الاحتجاج عن اشتباكات مع الشرطة أسفرت عن مقتل شخص وإصابة عدد آخر. وتبادلت الشرطة والحركة الإسلامية النيجيرية الاتهامات في مقتل شخص.

### السنغال
في 4 نوفمبر/تشرين الثاني 2023، تجمع 200 متظاهر خارج المسجد الكبير في دكار حاملين العلم الفلسطيني ولافتات تدين الإبادة الجماعية في غزة. في 4 مايو/أيار 2024، نُظمت مسيرات ومظاهرات مؤيدة للفلسطينيين في دكار. في 26 مايو، احتج المئات أمام السفارة الفلسطينية في دكار.

### جنوب أفريقيا
ونظم المئات مسيرة في كيب تاون في 13 أكتوبر/تشرين الأول احتجاجًا على الهجمات الإسرائيلية على قطاع غزة في خطاب للجمهور. ماندلا مانديلا، حفيد نيلسون مانديلا دعا الرئيس سيريل رامافوزا للتحدث عن فلسطين في الجمعية العامة للأمم المتحدة والتصرف بشأن الأزمة.
وفي 11 نوفمبر/تشرين الثاني، تظاهر الآلاف في كيب تاون مطالبين بطرد السفير الإسرائيلي وإغلاق السفارة الإسرائيلية. في 11 كانون الثاني (يناير) 2024، نصب تمثال لديزموند توتو يرتدي الكوفية في كيب تاون. في 13 كانون الثاني (يناير)، سار المتظاهرون إلى القنصلية الأمريكية في جوهانسبرغ للمطالبة بوقف إطلاق النار.

### تونس
وتجمع الآلاف خارج السفارة الفرنسية في تونس احتجاجا على الدعم الغربي لإسرائيل، مرددين أن "الفرنسيين والأمريكيين شركاء في الهجوم" ضد الفلسطينيين. وأعرب البعض عن دعمهم لحماس، من خلال هتاف "عزيزي (عز الدين) القسام، دمروا تل أبيب"، في إشارة إلى الجناح العسكري للحركة. وحدث احتجاج مماثل خارج السفارة الأمريكية في الضواحي الشمالية لتونس العاصمة. شارك في المظاهرات 3000 شخص.

## آسيا

### أفغانستان
في 13 أكتوبر/تشرين الأول، تجمع المتظاهرون في مسجد عيد جاه في كابل للتعبير عن دعمهم لفلسطين.

### بنجلاديش
نظم نشطاء من إسلامي أندولان بنغلادش احتجاجات ضد الأعمال العسكرية الإسرائيلية في غزة وأعربوا عن تضامنهم مع الشعب الفلسطيني أمام مسجد بيت المكرم الوطني في دكا. ورفع المتظاهرون لافتات كتب عليها "تحرير فلسطين" و"أوقفوا الإبادة الجماعية". في 9 مايو 2024، نُظمت احتجاجات في دكا للمطالبة بإنهاء "الإبادة الجماعية في فلسطين".

### الهند
وفي 13 أكتوبر/تشرين الأول، اندلعت الاحتجاجات المؤيدة للفلسطينيين في ثلاث مدن. وفي حيدر آباد، ردد الناس شعارات مثل "تحيا فلسطين" و"غزة لن تموت أبدًا"، وقامت الشرطة، عند وصولها إلى مكان الحادث، بتفريق الاحتجاج وإبعاد المتظاهرين من المكان. في منطقة بودجام، جامو وكشمير، هتف المتظاهرون بشعارات ضد إسرائيل والولايات المتحدة، وكان أحدها "نحن نقف مع فلسطين". لتجنب الاضطرابات، إغلق المسجد الرئيسي في سينجارا أثناء صلاة الجمعة. في لكهنؤ، اتهم رجل دين إسرائيل بارتكاب جرائم حرب على فلسطين وناشد رئيس الوزراء ناريندرا مودي التدخل في الحرب ووقف الأعمال العدائية في غزة. وشهدت المسيرات المؤيدة للفلسطينيين في وقت لاحق حملة قمع من قبل الشرطة الهندية بينما سُمح بالاحتجاجات المؤيدة لإسرائيل.
كما اعتقل العديد من المتظاهرين المؤيدين للفلسطينيين أثناء محاولتهم الاحتجاج في دلهي.
في 26 أكتوبر/تشرين الأول، نُظمت مسيرة مؤيدة لفلسطين في كوزيكود، كيرلا، والتي اجتذبت 200,000 شخص ونظمتها رابطة مسلمي الاتحاد الهندي. تجمع آخر في 11 نوفمبر اجتذب 50.000 مشارك نظمه الحزب الشيوعي الهندي (الماركسي) وافتتحه رئيس الوزراء بيناراي فيجايان، ندد خلاله بما أسماه "التحيز الصهيوني" للحزب الشيوعي الهندي حكومة مودي وطالبتها بقطع الاتفاقيات العسكرية والعلاقات الدبلوماسية مع إسرائيل.

### اندونيسيا
أبو بكر باعشير، أحد المشتبه بهم في تفجيرات بالي 2002، انضم إلى الاحتجاجات في سولو. وفي خطاب ألقاه أمام المتظاهرين الذين كانوا يحملون العلم الفلسطيني، قال: "لا يمكننا أن نكون ضعفاء في مواجهة إسرائيل" وأنه "نأمل أن يكون هناك من بين هؤلاء الشباب من هم على استعداد لإرسالهم إلى (الأراضي الفلسطينية)". في 20 أكتوبر/تشرين الأول، نظم حوالي 300 عضو من لجنة التضامن من أجل فلسطين واليمن مظاهرة مؤيدة لفلسطين أمام السفارة الأمريكية في جاكرتا وساروا لاحقًا إلى مكتب الأمم المتحدة. نظم التحالف الإندونيسي للدفاع عن بيت المقدس وقفة تضامنية لفلسطين في 28 أكتوبر أمام السفارة الأمريكية. في بالو، نظم 500 شخص احتجاجًا للتعبير عن دعمهم لفلسطين أمام مطعم ماكدونالدز في 27 أكتوبر وطالب بمقابلة الإدارة.
في 12 تشرين الثاني/نوفمبر، نُظمت مسيرات مؤيدة للفلسطينيين في بيكاسي، شيماهي، بيكالونغان، سورابايا، وسوراكارتا. نظمت جبهة التضامن الإسلامي مسيرة مؤيدة لفلسطين في بيتونغ في 25 نوفمبر، مما أدى إلى اشتباكات مع منظمة باسوكان المؤيدة لإسرائيل.

### اليابان
في 11 أكتوبر/تشرين الأول، نظمت مسيرة مؤيدة لإسرائيل في منطقة شيبويا في طوكيو حضرها دبلوماسيون إسرائيليون.
تظاهر أعضاء من مجتمع المسلمون اليابانيون أمام السفارة الإسرائيلية في طوكيو حاملين لافتات ومرددين شعارات مثل "إسرائيل، إرهابيون" و"فلسطين حرة". كانت هناك أيضًا مظاهرات في كيوتو يوم 19 نوفمبر.
في 20 نوفمبر، تظاهر حوالي 1500 متظاهر في طوكيو للمطالبة بوقف إطلاق النار "لإنقاذ غزة". في ديسمبر، حوالي 1200 شخص تجمع الناس في طوكيو لتنظيم مسيرة لدعم إسرائيل.
في 13 يناير 2024، كجزء من "يوم العمل العالمي"، تجمع المئات في طوكيو للاحتجاج على الحرب الإسرائيلية في غزة وطالبوا بوقف إطلاق النار. تظاهر متظاهر واحد في طوكيو بمفرده لمدة ثلاثة أشهر منذ نوفمبر/تشرين الثاني 2023 يرفع لافتة كتب عليها "أوقفوا الإبادة الجماعية في غزة".
في 4 فبراير، قام أكثر من 50 متظاهرًا مؤيدًا للفلسطينيين بمسيرة للدعوة إلى وقف إطلاق النار أمام قبة القنبلة الذرية في هيروشيما.
في 11 مايو/أيار، قام مئات المتظاهرين بمسيرة في مسيرة مؤيدة لفلسطين في شيبويا في طوكيو. وهتف البعض "من النهر إلى البحر، فلسطين ستتحرر."

### قيرغيزستان
انضم 300 شخص إلى الجالية الفلسطينية في بيشكيك في المظاهرات التي مولها الناشر الإسلامي، إسلامسكي جورنال أمة.

### ماليزيا

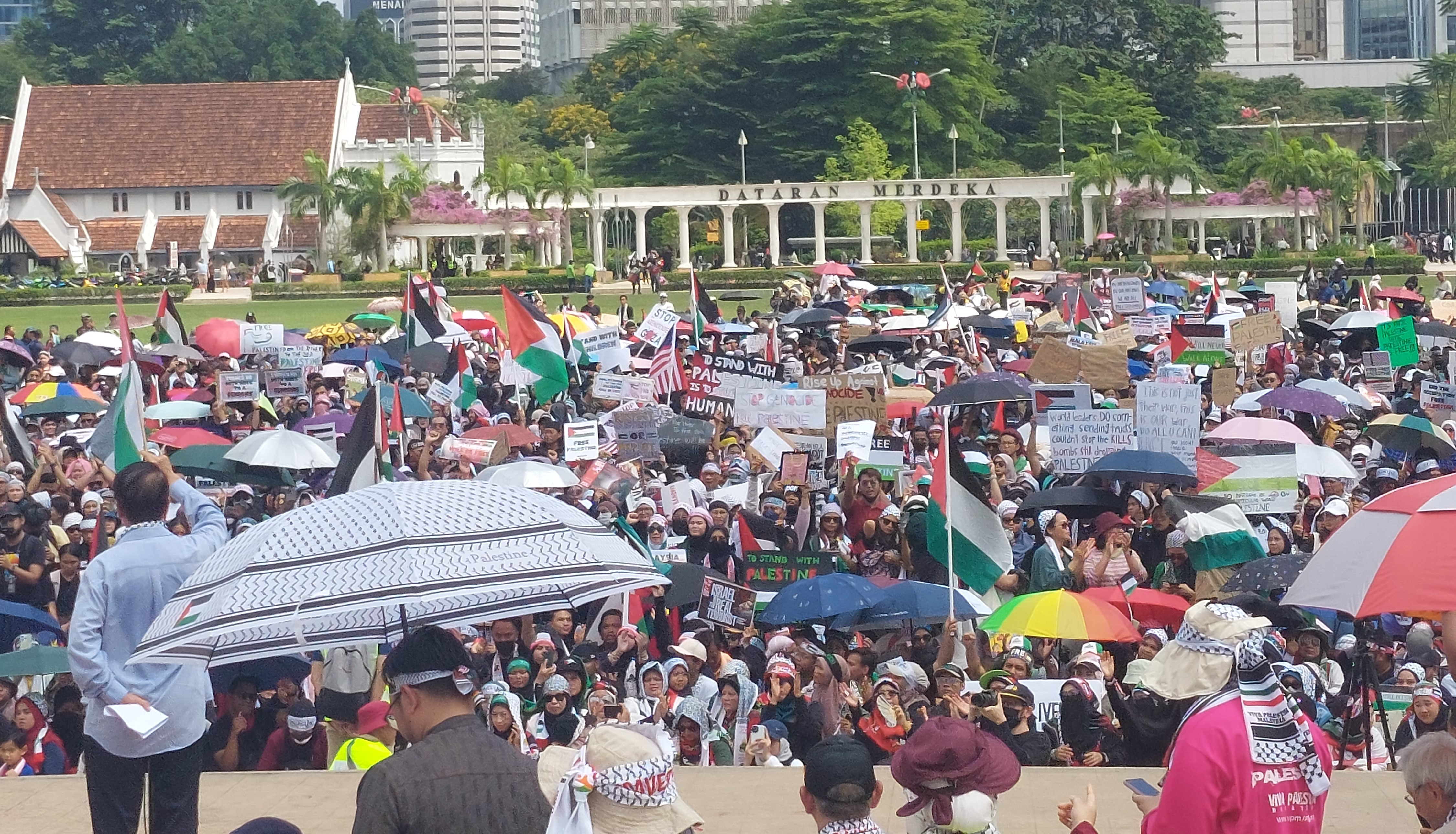
احتجاج ضد العمل الإسرائيلي في غزة، 22 أكتوبر، كوالالمبور

تجمع حوالي 15.000 شخص في كوالالمبور للتعبير عن رفضهم للهجمات الجوية الإسرائيلية والهجوم البري على غزة. وارتدى المتظاهرون الكوفية الفلسطينية ورفعوا لافتات كتب عليها "إسرائيل كوك" (أي "إسرائيل خائفة"). بالإضافة إلى ذلك، حرق مجسمين مغطيا بالعلم الإسرائيلي بينما هتف الحشد "حيدوب فلسطين" (تعني "تحيا فلسطين") و"هنكور صهيوني" (يعني "اسحق الصهاينة"). تظاهر 1000 مسلم في كوالالمبور بعد صلاة الجمعة لإظهار الدعم لفلسطين في 13 أكتوبر. تظاهر ما يقرب من ألف شخص أمام السفارة الأمريكية في كوالالمبور في 13 يناير/كانون الثاني 2024.

### نيبال
في 10 أكتوبر 2023، دعا المتظاهرون خارج مكتب رئيس الوزراء إلى إجلاء النيباليين في إسرائيل من أجل عودة أحبائهم من إسرائيل. في 20 أكتوبر/تشرين الأول 2023، دعا المتظاهرون خارج السفارة الإسرائيلية إلى وقف إطلاق النار. وكان من بين المشاركين رئيس الوزراء السابق بابورام بهاتاراي وزعيم الحزب الاشتراكي النيبالي هسيلا يامي. في 30 أكتوبر 2023، دعا المتظاهرون في ساحة باتان دوربار في كاتماندو إلى وقف إطلاق النار، حاملين لافتات كتب عليها "السكان الأصليون في نيبال مع فلسطين" و"التضامن بين الجنوب والجنوب". في 31 أكتوبر 2023، نظمت جمعية حقوق الإنسان والسلام مظاهرة خارج مكتب الأمم المتحدة في لاليتبور دعت فيها المنظمة إلى اتخاذ إجراءات لحماية أرواح المدنيين في غزة وإطلاق سراح جميع الرهائن الذين تحتجزهم حماس، بما في ذلك الرهينة النيبالية، بيبين جوشي. في 29 مارس/آذار 2024، نظم الأطباء والعاملون في مجال الرعاية الصحية من حرم مهراجغونج الطبي احتجاجًا خارج السفارة الإسرائيلية، أدانوا مقتل أكثر من 685 عاملاً في مجال الرعاية الصحية في فلسطين ويطالبون بوقف إطلاق النار.

### باكستان
في 13 أكتوبر، عُقدت تجمعات عامة للتعبير عن الدعم لفلسطين بعد صلاة الجمعة. نظمت مجموعات سياسية ودينية مختلفة احتجاجات عديدة في المدن الكبرى مثل كراتشي، لاهور، بيشاور، والعاصمة إسلام آباد. إحرق العلم الأمريكي والعلم الإسرائيلي في المظاهرات. في 13 يناير 2024، كجزء من "يوم العمل العالمي"، تجمعت حشود كبيرة أمام نادي الصحافة في لاهور للاحتجاج على الحرب والدعوة إلى وقف دائم لإطلاق النار.
تجمع آلاف الأشخاص، بينهم نساء وأطفال، في إسلام أباد للمشاركة في أكبر مظاهرة مؤيدة لفلسطين في باكستان منذ بدء الصراع الإسرائيلي على غزة في أكتوبر. عرض المتظاهرون في كراتشي الأعلام الفلسطينية وارتدوا الكوفية خلال تجمع نظمته الجماعة الإسلامية الباكستانية، أكبر جماعة سياسية دينية في البلاد.

### الفلبين
في مينداناو، نُظمت احتجاجات في مراوي تضامنًا مع الفلسطينيين في 10 أكتوبر. في 16 أكتوبر، شارك ما بين 12,000 إلى 25,000 متظاهر في مسيرة بانغسامورو من أجل فلسطين الحرة في مدينة كوتاباتو. كما دعوا الدول العربية المجاورة إلى فتح حدودها أمام اللاجئين، كما دعوا الولايات المتحدة إلى اتخاذ موقف محايد بشأن هذه القضية. نظمت مسيرة تضامن كبيرة أخرى في 19 أكتوبر حيث أدانت مجموعات مورو المختلفة في مراوي انفجار المستشفى الأهلي العربي.
كما أطلقت منظمات يسارية مختلفة، بما في ذلك حزب بيان منى وحزب غابرييلا النسائي، مظاهرات منفصلة لدعم فلسطين وحثت على إنهاء الاحتلال الإسرائيلي. كررت مظاهرة في 31 أكتوبر نظمها 500 متظاهر من باغونغ أليانسانغ ماكابايان أمام السفارة الإسرائيلية في تاغويغ دعم فلسطين وإدانة الإبادة الجماعية وما أسمته خضوع الحكومة الفلبينية للولايات المتحدة. اشتبك المتظاهرون في تاجويج مع الشرطة المحلية. ردا على ذلك أصر السفير الإسرائيلي إيلان فلوس على حق إسرائيل في الدفاع عن نفسها وأن الصراع هو ضد حماس وليس ضد فلسطين. كما أنه ساوى بين حماس والدولة الإسلامية. نظم مائتي شخص من الجماعات اليسارية احتجاجًا آخر عند السفارة الأمريكية في مانيلا في 14 نوفمبر يؤكدون تضامنهم مع الفلسطينيين ويتهمون الولايات المتحدة بتحمل "مسؤولية ساحقة" في الحرب بين إسرائيل وحماس. كما اشتبكوا مع الشرطة المحلية.
أقام المسيحيون الفلبينيون من مختلف الكنائس والمنظمات وقفة صلاة عند علامة الصداقة الفلبينية الإسرائيلية في دائرة كويزون التذكارية في كيزون تضامنًا مع إسرائيل والخسائر في صفوف المدنيين. احتج الطلاب في جامعة الفلبين دعمًا لوقف إطلاق النار.
أقيمت مسيرة من لونيتا إلى مجمع الحزب الشيوعي الصيني في مانيلا في 25 نوفمبر للدعوة إلى وقف إطلاق النار وإنهاء الحصار الإسرائيلي على غزة.

### سنغافورة
في 2 فبراير 2024، نظم حدثين منفصلين لدعم فلسطين، تضمن أحدهما "مجموعة من حوالي 70 شخصًا" تجمعوا على طول طريق أورشارد وساروا نحو الإستانة لتسليم 130 رسالة إلى رئيس الوزراء لي هسين لونغ بينما كان يحملون مظلات بأنماط البطيخ. ردًا على ذلك، قامت الشرطة بالتحقيق في الحدث باعتباره تجمعًا عامًا نظم بدون تصريح، وحذرت من الدعوات لاحتجاجات مماثلة في معرض سنغافورة للطيران القادم. في مساء يوم 15 أبريل، قامت مجموعة من ثلاثة أشخاص بحمل لافتة مكتوب عليها "أوقفوا تجارة الأسلحة الإسرائيلية" من او سي بي سي سكايواي في حدائق بجانب الخليج.

### كوريا الجنوبية
في 17 أكتوبر، تجمع حوالي 500 إسرائيلي وكوري جنوبي في وسط سول لإظهار التضامن مع إسرائيل. في 17 نوفمبر، قامت المجموعات المدنية في سول بتوزيع 2000 زوج من الأحذية ترمز إلى مقتل مدنيين أبرياء في غزة والضفة الغربية المحتلة وإسرائيل. في 13 يناير 2024، بصفته كجزء من "يوم العمل العالمي"، سار المتظاهرون في سول للمطالبة بوقف إطلاق النار وإنهاء الحرب الإسرائيلية على غزة.

### سريلانكا
في 13 أكتوبر/تشرين الأول، رفع المتظاهرون لافتات كتب عليها "يا فلسطين لن تمشي وحدك أبدًا". في 14 نوفمبر/تشرين الثاني، وقع 159 أعضاء البرلمان على رسالة مفتوحة إلى الأمم المتحدة وطالب الأمين العام أنطونيو غوتيريش بفرض "الخطوات اللازمة على إسرائيل لوقف هجومها واضطهادها واعتداءاتها" ضد الشعب الفلسطيني؛ كما ناشدوا الدول الغربية التوقف عن دعم إسرائيل والامتثال للقانون الدولي "دون نفاق ومعايير مزدوجة". في ديسمبر/كانون الأول 2023، أعرب المتظاهرون عن خيبة أملهم وإحباطهم إزاء اختيار حكومتهم إرسال عمال مهاجرين إلى إسرائيل.

## أوروبا

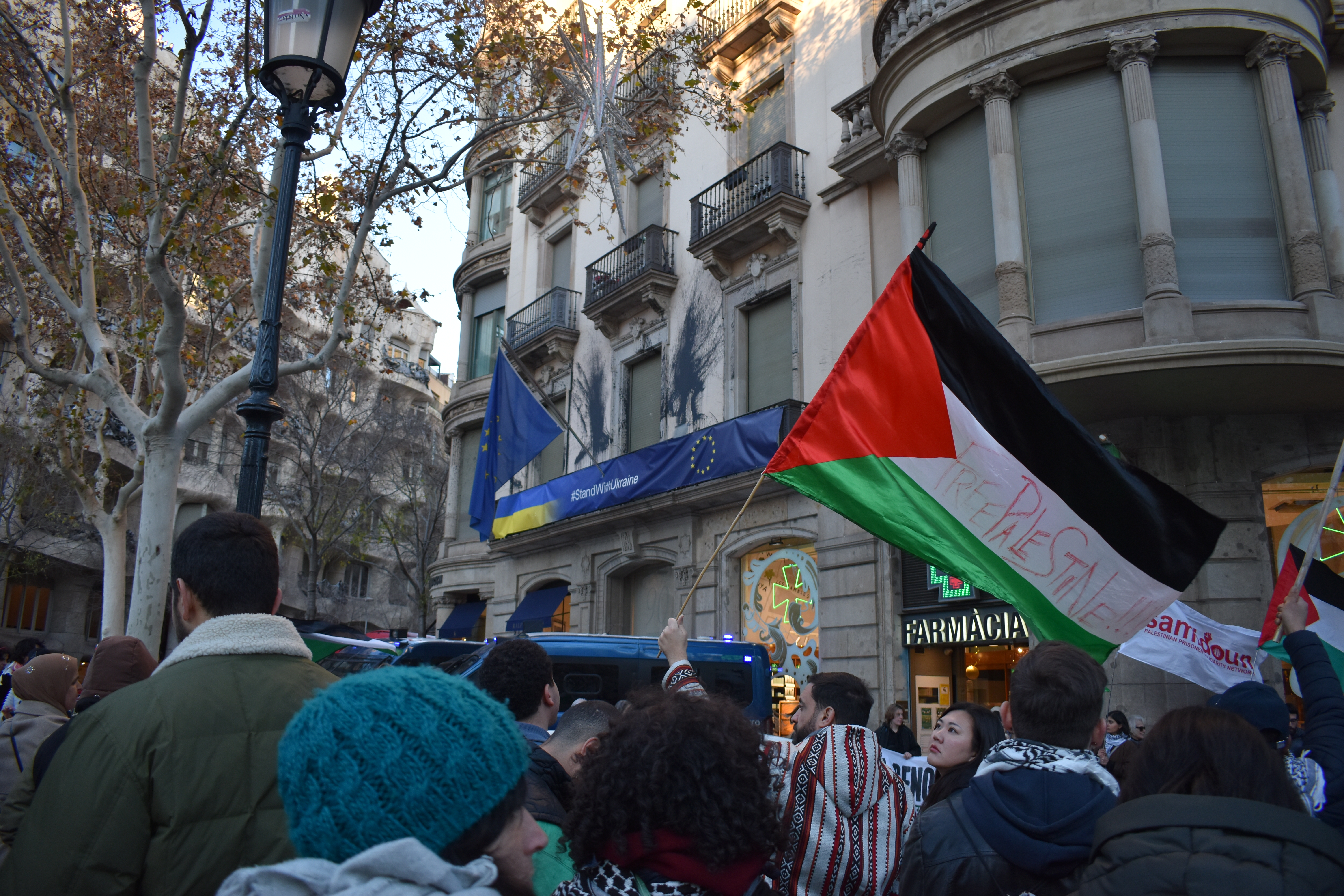
احتجاج أمام المفوضية الأوروبية فرع في برشلونة، 7 يناير 2024

### ألبانيا

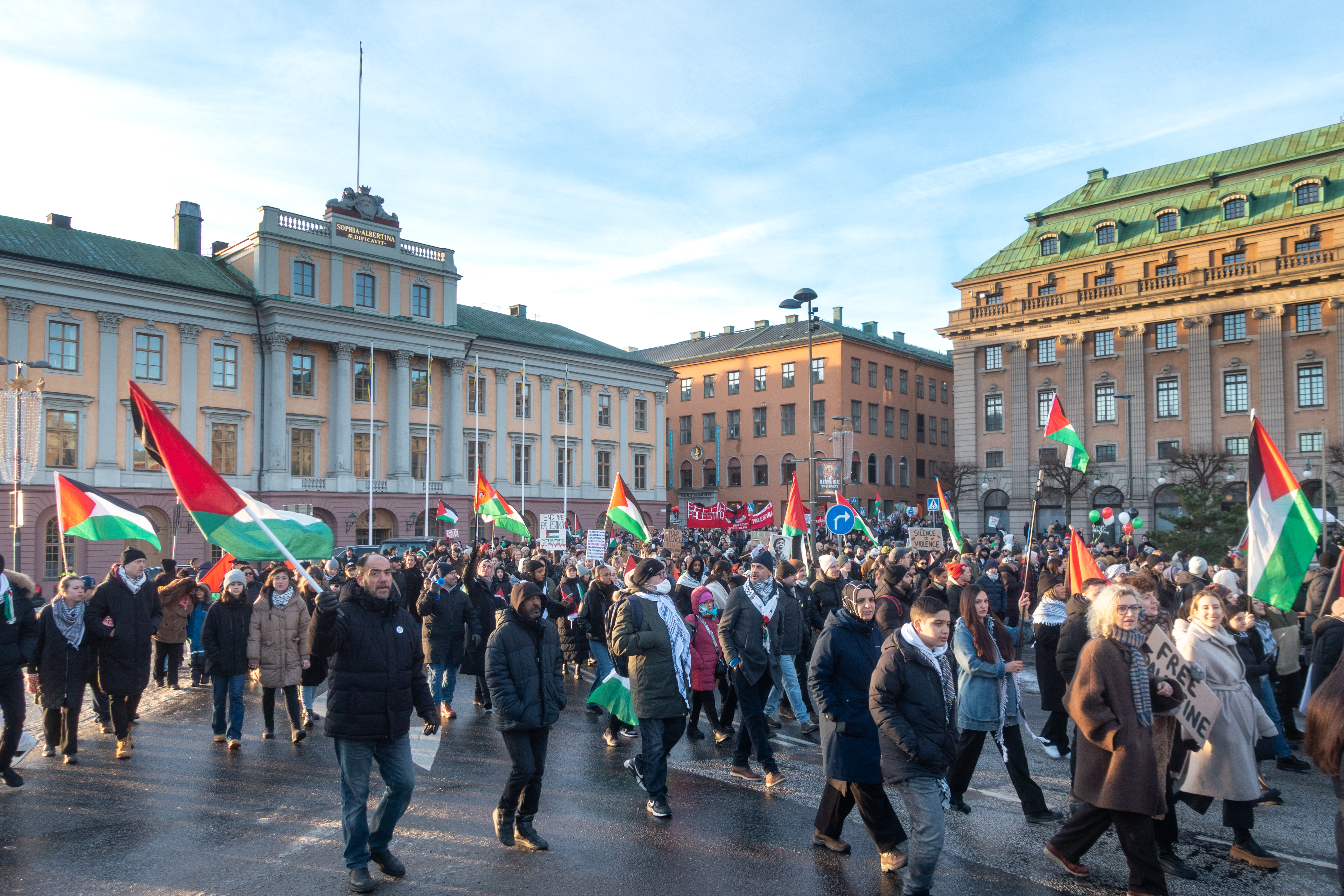
احتجاج مؤيد للفلسطينيين في وسط ستوكهولم، السويد، 27 يناير 2024

في 20 أكتوبر، نُظمت مسيرة في ميدان إسكندر بك في العاصمة تيرانا دعمًا لفلسطين والشعب الفلسطيني. أدان المتظاهرون الهجمات الإسرائيلية على الفلسطينيين ودعوا إلى إنهاء الاحتلال الإسرائيلي لفلسطين وتنفيذ حل الدولتين.

### النمسا
في 13 يناير 2024، أقيمت مسيرة مؤيدة لفلسطين في فيينا كجزء من "يوم العمل العالمي". وحمل المتظاهرون الأعلام الفلسطينية ولافتات كتب عليها: "ارفعوا أيديكم عن رفح"، و"وقف فوري لإطلاق النار"، و"أوقفوا الإبادة الجماعية في غزة".

### بلجيكا
في 10 ديسمبر 2023، لوح حوالي 4000 شخص في بروكسل بالأعلام البلجيكية وتظاهروا ضد معاداة السامية وسط قلق بشأن العدد المتزايد من الحوادث المعادية للسامية في أوروبا بسبب الحرب بين إسرائيل وحماس.
في 21 يناير/كانون الثاني 2024، تظاهر المتظاهرون في بروكسل ضد الحرب ودعوا إلى وقف دائم لإطلاق النار. قبل اجتماع وزراء الخارجية في بروكسل، دعت مجموعة من 100 شخصية بارزة، بما في ذلك الرئيسة الأيرلندية السابقة ماري روبنسون ووزيرة الخارجية السويدية السابقة مارجوت فالستروم، الاتحاد الأوروبي إلى منع "المعدل غير المسبوق لقتل المدنيين" في غزة. ايضًا، سار 27000 متظاهر في بروكسل في مسيرة وطنية تطالب بوقف فوري دائم لإطلاق النار في غزة.

### البوسنة والهرسك
في 22 أكتوبر، سار الآلاف في سراييفو دعمًا لغزة، وهم يهتفون، "أمس سربرينيتشا، اليوم غزة"، في إشارة إلى مذبحة 1995 التي راح ضحيتها 8000 رجل وصبي مسلم. تجمع عدة آلاف من الأشخاص في سراييفو، ولوحوا بالعلم الفلسطيني والعلم البوسني وطالبوا بوقف الهجوم الإسرائيلي في غزة.

### قبرص
في 15 أكتوبر/تشرين الأول، نُظمت مظاهرة مؤيدة للفلسطينيين في لارنكا. في 19 أكتوبر، نظمت مظاهرة لدعم غزة في نيقوسيا. نظم مجلس السلام القبرصي احتجاجًا آخر مؤيدًا للفلسطينيين في 20 أكتوبر، حضره 2000 متظاهر بالإضافة إلى أعضاء البرلمان ورؤساء البلديات والأمين العام لـ الحزب التقدمي للشعب العامل والسفير الفلسطيني في قبرص. في 17 أكتوبر مؤيد لإسرائيل نظمت المظاهرة من قبل المجتمع الإسرائيلي. نظمت احتجاجات في قاعدة سلاح الجو الملكي البريطاني أكروتيري في المملكة المتحدة يومي 14 و15 يناير/كانون الثاني 2024 بعد استخدام القاعدة لشن غارات جوية على اليمن. وحمل المتظاهرون لافتة تطالب بـ "وقف إطلاق النار" بينما كتب على أخرى "أوقفوا تمويل الإبادة الجماعية".

### الدنمارك

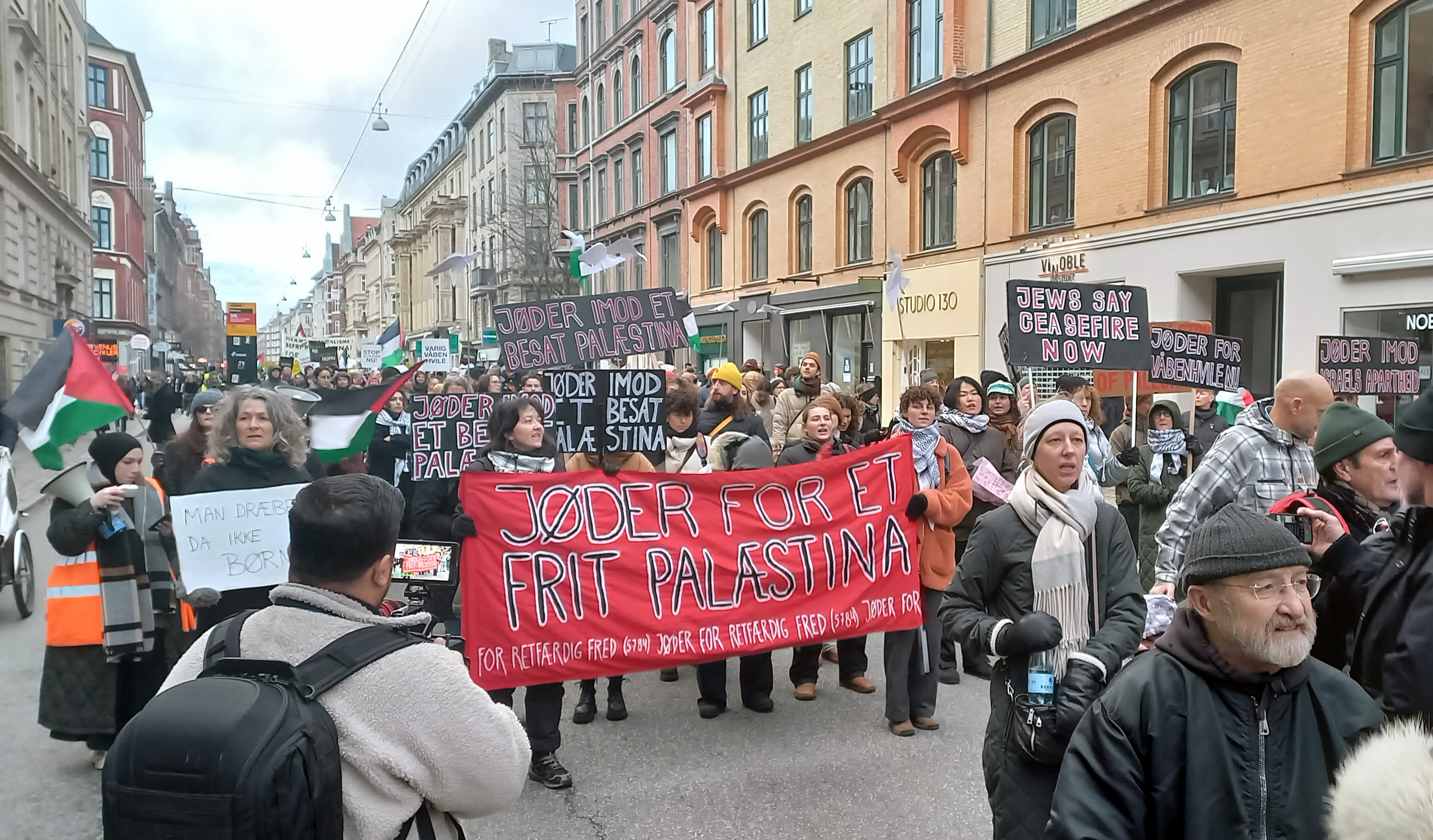
لافتة" يهود من أجل فلسطين حرة " في كوبنهاغن، 2 فبراير 2024

سار المتظاهرون لدعم غزة في كوبنهاغن في 2 فبراير/شباط 2024، وهم يهتفون "فلسطين حرة" و"فلسطين لن تموت أبدًا". دعا المتظاهرون إلى إنهاء الهجمات العسكرية الإسرائيلية في غزة. كما وصفوا الصراع بأنه "إبادة جماعية" وحثوا السياسيين على تكثيف جهودهم في مساعدة السكان الفلسطينيين.

### فنلندا

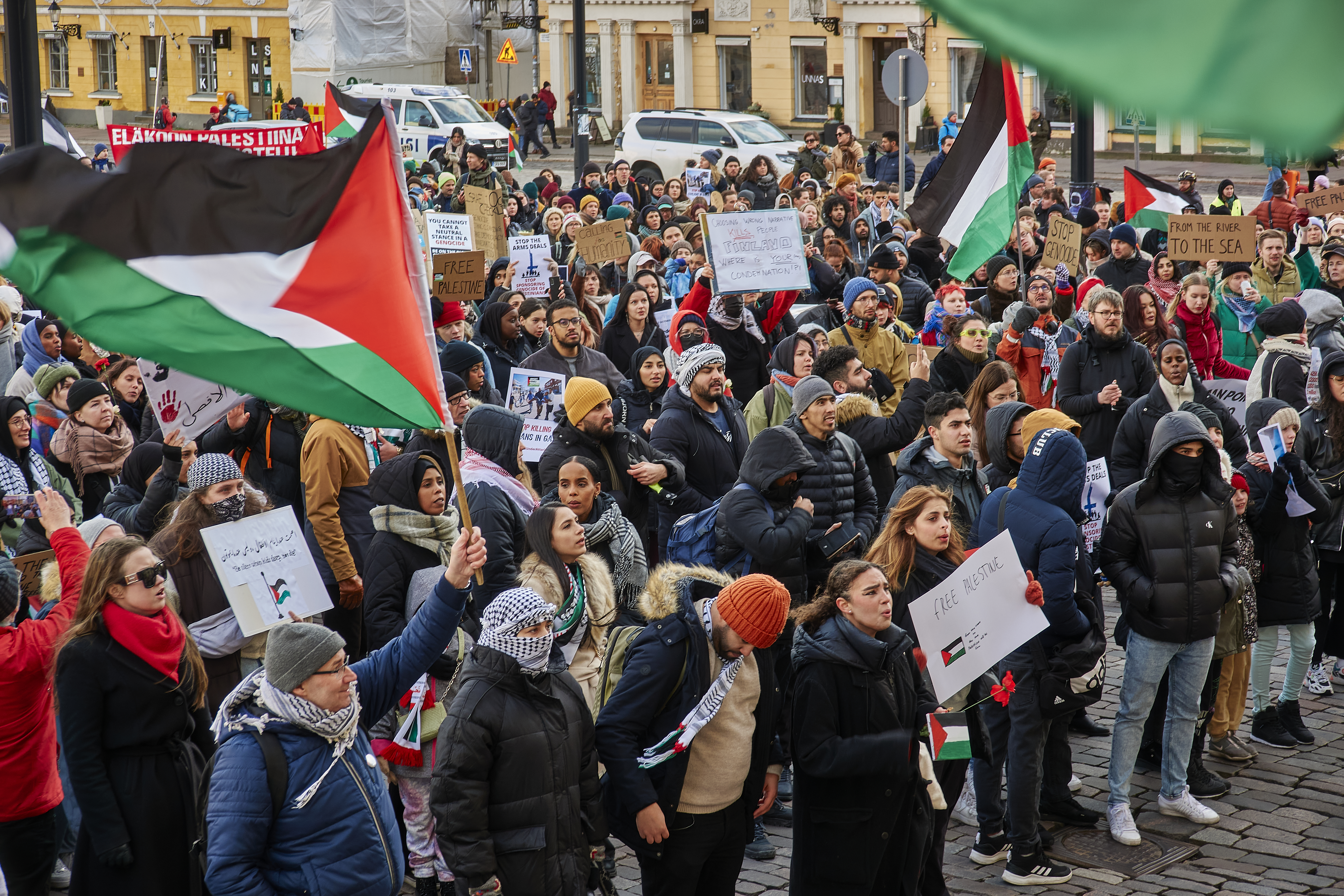
احتجاج مؤيد للفلسطينيين في هلسنكي، فنلندا، 21 تشرين الأول / أكتوبر

في 11 نوفمبر 2023، شارك ما يقدر بنحو 4000 شخص في مسيرة لدعم الشعب الفلسطيني في هلسنكي. ودعت المسيرة أيضًا إلى إنهاء العمل العسكري الإسرائيلي في غزة وانتقدت موافقة الحكومة الفنلندية على شراء نظام دفاع صاروخي من إسرائيل. في يناير 2024، وقع 79 من الدبلوماسيون الفنلنديون على رسالة إلى وزير الخارجية إيلينا فالتونن، ينتقدون فيها الرد الرسمي على الهجمات الإسرائيلية على غزة. في فبراير 2024، ورد أن المشاركين سيتجمعون في مانرهايمينتي في هلسنكي للاحتجاج، على الرغم من أن السلطات لم تمنح الإذن لأي مظاهرات.

### فرنسا
ردًا على دعوة خالد مشعل إلى "يوم الغضب"، فرضت الحكومة حظراً على الاحتجاجات المؤيدة للفلسطينيين. قال وزير الداخلية جيرالد دارمانين إن مثل هذه التجمعات من المحتمل أن تسبب اضطرابات في النظام العام.
في ليلة 12 أكتوبر/تشرين الأول، أطلقت الشرطة الغاز المسيل للدموع وخراطيم المياه لتفريق مسيرة محظورة مؤيدة للفلسطينيين في باريس. في نفس اليوم، نظم المجلس التمثيلي للمؤسسات اليهودية الفرنسية مسيرة مؤيدة لإسرائيل. أدى ذلك إلى حث الرئيس إيمانويل ماكرون المواطنين للامتناع عن جلب الصراع إلى المنزل.
في 14 أكتوبر/تشرين الأول، ألقي القبض على الصحفي الفرنسي الجزائري طه بوحفص أثناء تغطيته لاحتجاج مؤيد لفلسطين في باريس. وقال لـ مجلة +972 إن الناس كانوا "يُخنقون على يد الشرطة"، وأن الشرطة فرضت عليه غرامة لمشاركته في "مظاهرة غير قانونية" على الرغم من إبراز بطاقته الصحفية. وادعى أيضًا أن الشرطة هددت بكسر ساقيه إذا رأوه مرة أخرى في مظاهرة.
في 22 أكتوبر/تشرين الأول، عقدت فرنسا أول مسيرة مصرح بها مؤيدة لفلسطين، حيث اجتذبت 15000 مشارك هتفوا: "غزة، باريس معك".
في 12 نوفمبر، شارك أكثر من 100.000 شخص بمسيرة من أجل الجمهورية وضد معاداة السامية في باريس. انضم إلى المتظاهرين رئيسة الوزراء إليزابيث بورن، ورئيسا مجلسي النواب والشيوخ في البرلمان الفرنسي، والرؤساء السابقون فرانسوا أولاند ونيكولا ساركوزي، والعديد من السياسيين البارزين. أثار وجود زعيمة التجمع الوطني اليمينية المتطرفة مارين لوبان، والتي كان لحزبها تاريخ في معاداة السامية، انتقادات من بعض المشاركين مثل بورن، وهي ابنة الهولوكوست الناجون. في 21 يناير 2024، أوقفت شرطة باريس سيارة وفرقتها موكب يلوح بالأعلام الفلسطينية. في 22 يناير، النائب لويس بويارد تعرض لاعتداء لفظي وتهديد من قبل ناشط مؤيد لإسرائيل. وقعت مظاهرة حاشدة في مارسيليا دعمًا لفلسطين في 18 فبراير.
في 25 أبريل، دعا طلاب من جامعة السوربون الحكومة الفرنسية إلى مساعدة الفلسطينيين. في 15 مايو تجمع الناس حول جامعة السوربون لإحياء ذكرى يوم النكبة.

### ألمانيا

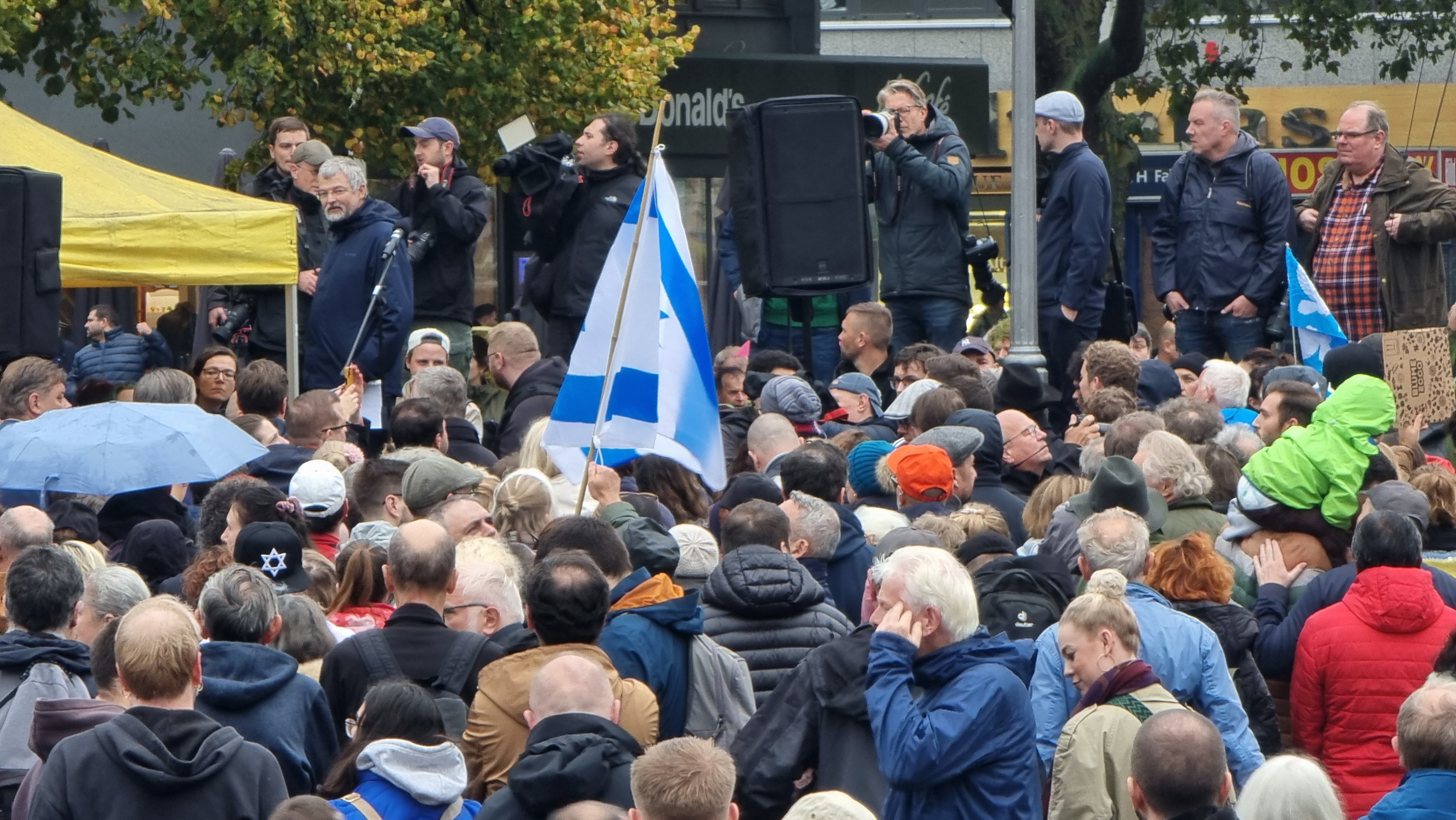
احتجاج مؤيد لإسرائيل في هانوفر، 10 تشرين الأول / أكتوبر

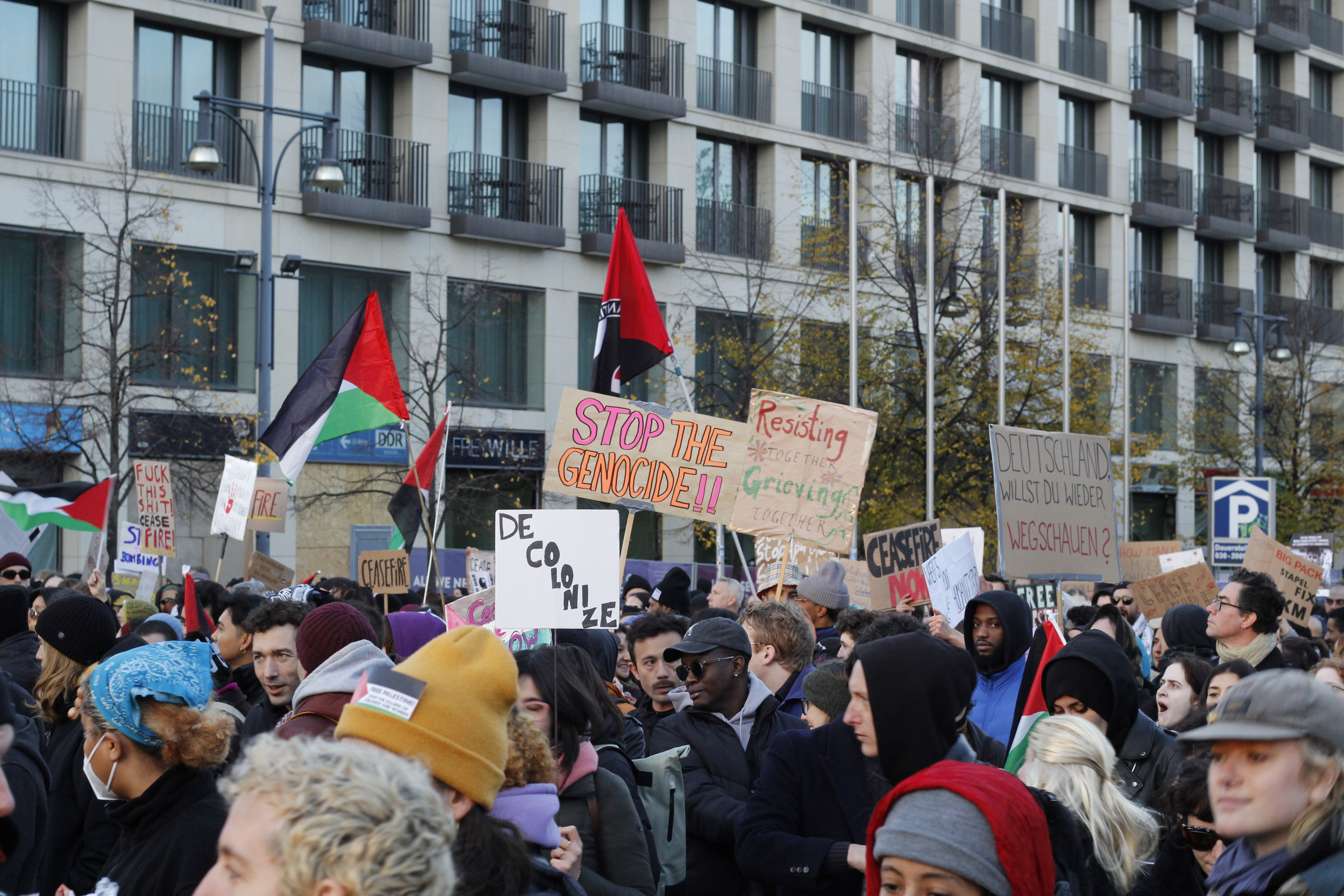
احتجاج مؤيد لفلسطين في برلين، 4 نوفمبر

في برلين، منعت السلطات تنظيم مسيرة مؤيدة للفلسطينيين. وجرى عدد من المظاهرات العفوية احتجاجًا على وقع قصف غزة في جميع أنحاء البلاد، ولكن فرقت بالقوة من قبل الشرطة. حظرت ألمانيا جمع التبرعات، عرض العلم الفلسطيني وارتداء الكوفية.
في 22 أكتوبر/تشرين الأول، نُظمت مسيرة مؤيدة لإسرائيل في برلين عند بوابة براندنبورغ. كان الرئيس فرانك فالتر شتاينماير حاضراً في المظاهرة، بالإضافة إلى ممثلين عن الجمعية الألمانية الإسرائيلية، ومعظم الأحزاب السياسية الرئيسية، ومجلس الكنيسة البروتستانتية في ألمانيا، ومؤتمر أساقفة ألمانيا، المجلس المركزي لليهود في ألمانيا، اتحاد الصناعات الألمانية، اتحاد نقابات العمال الألماني والسفير الإسرائيلي رون بروسور.
في 24 فبراير 2024، حمل المتظاهرون في برلين لافتة كتب عليها "أوقفوا الإبادة الجماعية". في نويكولن، وهو أحد أحياء برلين، وصف المتظاهرون المؤيدون للفلسطينيين حملات الشرطة القمعية على الاحتجاجات بأنها "صادمة وعنيفة". في أواخر أبريل، إنشأ معسكر في برلين أمام البوندستاغ معارضة نقل الأسلحة إلى إسرائيل.

### اليونان
في 12 أكتوبر 2023، تجمع 200 متظاهر في ميدان سنتغما في أثينا لإظهار التضامن مع فلسطين. وفي اليوم التالي، سار 2000 متظاهر، من بينهم فلسطينيون وأفراد من المجتمعات الإسلامية وجماعات يسارية وفوضوية، باتجاه السفارة الإسرائيلية. في 29 أكتوبر، تظاهر حشد من 5000 شخص في أثينا، مطالبين بإنهاء مذبحة غزة. في 25 مارس/آذار 2024، اعترض المتظاهرون المؤيدون للفلسطينيين دبابة أثناء عرض عسكري بمناسبة يوم استقلال اليونان في أثينا. في 15 مايو، سار حشد من 2500 شخص في أثينا باتجاه السفارة الإسرائيلية تضامنًا مع فلسطين، اشتبك المتظاهرون لاحقًا مع الشرطة.

### أيسلندا
نُظمت احتجاجات مؤيدة للفلسطينيين في أوستورفولور في ريكيافيك.

### أيرلندا

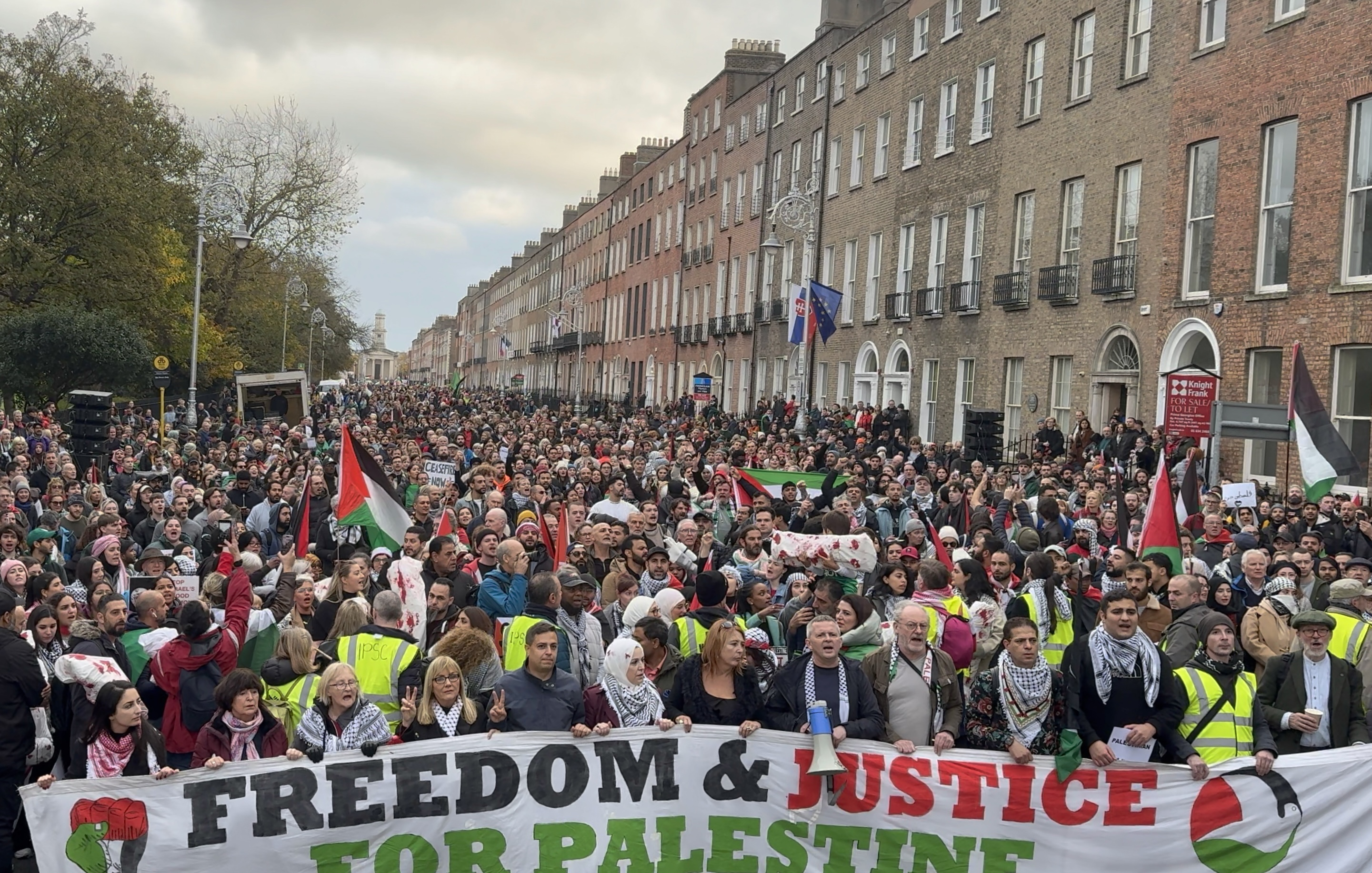
احتجاج مؤيد لفلسطين في دبلن، أيرلندا، 18 تشرين الثاني / نوفمبر

تظاهر الآلاف من الأشخاص في المدن والبلدات في جميع أنحاء أيرلندا، بما في ذلك كارلو، كورك، دبلن، إنيس، جالواي وليمريك دعمًا لفلسطين وضد الهجمات الإسرائيلية على غزة والاحتلال المستمر لفلسطين. سكان بالينا، مسقط رأس أسلاف الرئيس الأمريكي جو بايدن، قامت برش الطلاء الأحمر وكتبت "الإبادة الجماعية ضد الفلسطينيين" على لوحة جدارية لوجه الرئيس.

### إيطاليا
سار آلاف المتظاهرين المؤيدين للفلسطينيين في روما حاملين علمًا فلسطينيًا كبيرًا ومرددين شعارات مؤيدة لفلسطين. في 17 نوفمبر/تشرين الثاني، تظاهر فلسطيني طويل علق العلم من برج بيزا المائل خلال مظاهرة مؤيدة للفلسطينيين في المدينة. في 27 يناير/ كانون الثاني 2024، في ميلانو، اشتبكت الشرطة مع مؤيدين للفلسطينيين متظاهرون على الرغم من الحظر الرسمي على الاحتجاجات في اليوم العالمي لإحياء ذكرى الهولوكوست. في 28 مايو 2024 احتلت مجموعة من المتظاهرين محطة قطار في بولونيا. في 5 حزيران (يونيو) 2024، رفع علم فلسطيني بطول 15 مترًا فوق كاتدرائية ميلانو من قبل النائب الإيطالي السابق ستيفانو أبوزو.

### لاتفيا
حظر موكب مؤيد لفلسطين خطط له في 6 يناير 2024 من قبل حركة "من أجل فلسطين حرة" (باللاتفية: Kustība "Par brīvu Palestīnu")‏ من قبل مجلس مدينة ريغا بسبب ما يُتصور أنه تهديد محتمل لـ السلامة العامة.

### لوكسمبورغ
في 13 يناير 2024، كجزء من "يوم العمل العالمي"، تجمع المتظاهرون أمام السفارة الأمريكية في مدينة لوكسمبورغ للمطالبة بإنهاء الحرب الإسرائيلية في غزة ووقف دائم لإطلاق النار.

### هولندا

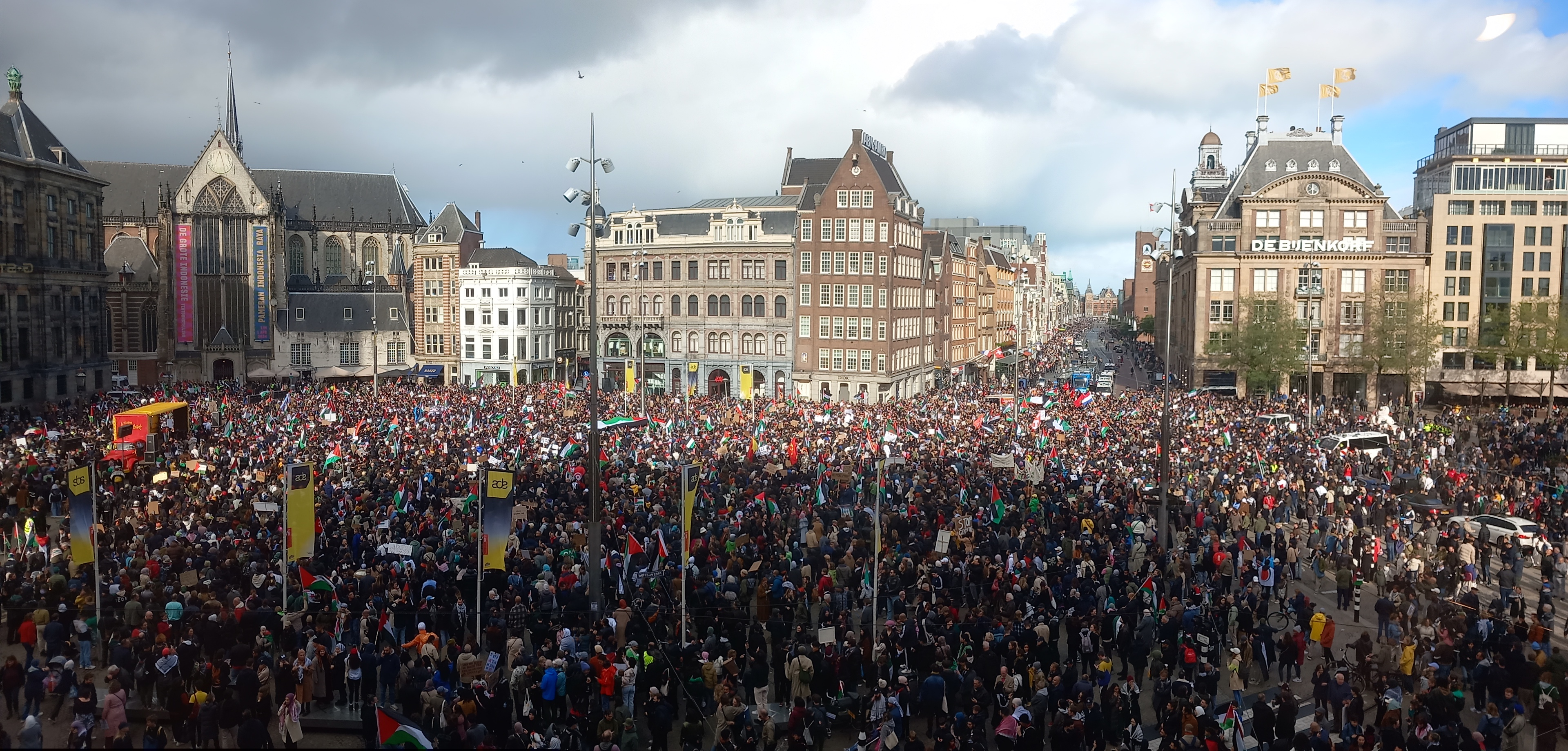
مظاهرات مناهضة للحرب تحمل الأعلام الفلسطينية في أمستردام بهولندا

احتشدت مجموعة من الطلاب في لاهاي في 13 أكتوبر/تشرين الأول لإظهار التضامن مع فلسطين، أعقبها احتجاج قوي مؤيد للفلسطينيين شارك فيه 15,000 شخص في أمستردام في 15 أكتوبر/تشرين الأول. في 23 أكتوبر، احتل النشطاء المعارضون للإجراءات الإسرائيلية في غزة مدخل المحكمة الجنائية الدولية في لاهاي، مطالبين باتخاذ إجراءات ضد بنيامين نتنياهو بتهمة ارتكاب جرائم حرب. ناشطون مؤيدون للفلسطينيين يحتلون دخول المحكمة الدولية ويطالبون باتخاذ إجراءات ضد الزعيم الإسرائيلي. في 21 ديسمبر/كانون الأول، طالب موظفو الخدمة المدنية بالهدنة. في يناير 2024، عرضت حملة لوحات إعلانية رسائل تتعلق بالحرب، بما في ذلك "كل عشر دقائق يموت طفل فلسطيني". في 13 كانون الثاني (يناير) 2024، أقيمت مظاهرة احتجاجية نظمتها مؤسسة Plant een Olijfboom (ازرع شجرة زيتون) في أمستردام، تكريمًا لأطفال غزة من خلال وضع حوالي 10000 زوج من أحذية الأطفال في ساحة دام، تمثل طفلًا فلسطينيًا قُتل في غارات جوية إسرائيلية.
في 12 يناير/كانون الثاني 2024، تجمع مئات المتظاهرين المؤيدين لإسرائيل حاملين الأعلام الهولندية والإسرائيلية خارج محكمة العدل الدولية. كما تجمع مئات من المؤيدين الفلسطينيين لمشاهدة جلسات الإبادة الجماعية على شاشة كبيرة على بعد أقل من مائة متر من المجموعة المؤيدة لإسرائيل. احتجت مجموعة من العاملين في مجال الرعاية الصحية ضد انهيار الرعاية الصحية في غزة مع خمسة مطالب: إنهاء قصف المستشفيات الإسرائيلية؛ وضع حد لـ قتل العاملين في مجال الرعاية الصحية؛ نهاية مبيعات الأسلحة لإسرائيل؛ إطلاق سراح العاملين في مجال الرعاية الصحية المختطفين؛ والوصول الفوري إلى الإمدادات الطبية. خلال زيارة إسحاق هرتسوغ إلى متحف الهولوكوست الوطني في أمستردام، هتف المتظاهرون في ساحة قريبة "لن يحدث ذلك أبدًا مرة أخرى الآن" و"وقف إطلاق النار الآن" وحملوا لافتات كتب عليها "اليهود ضد الإبادة الجماعية".

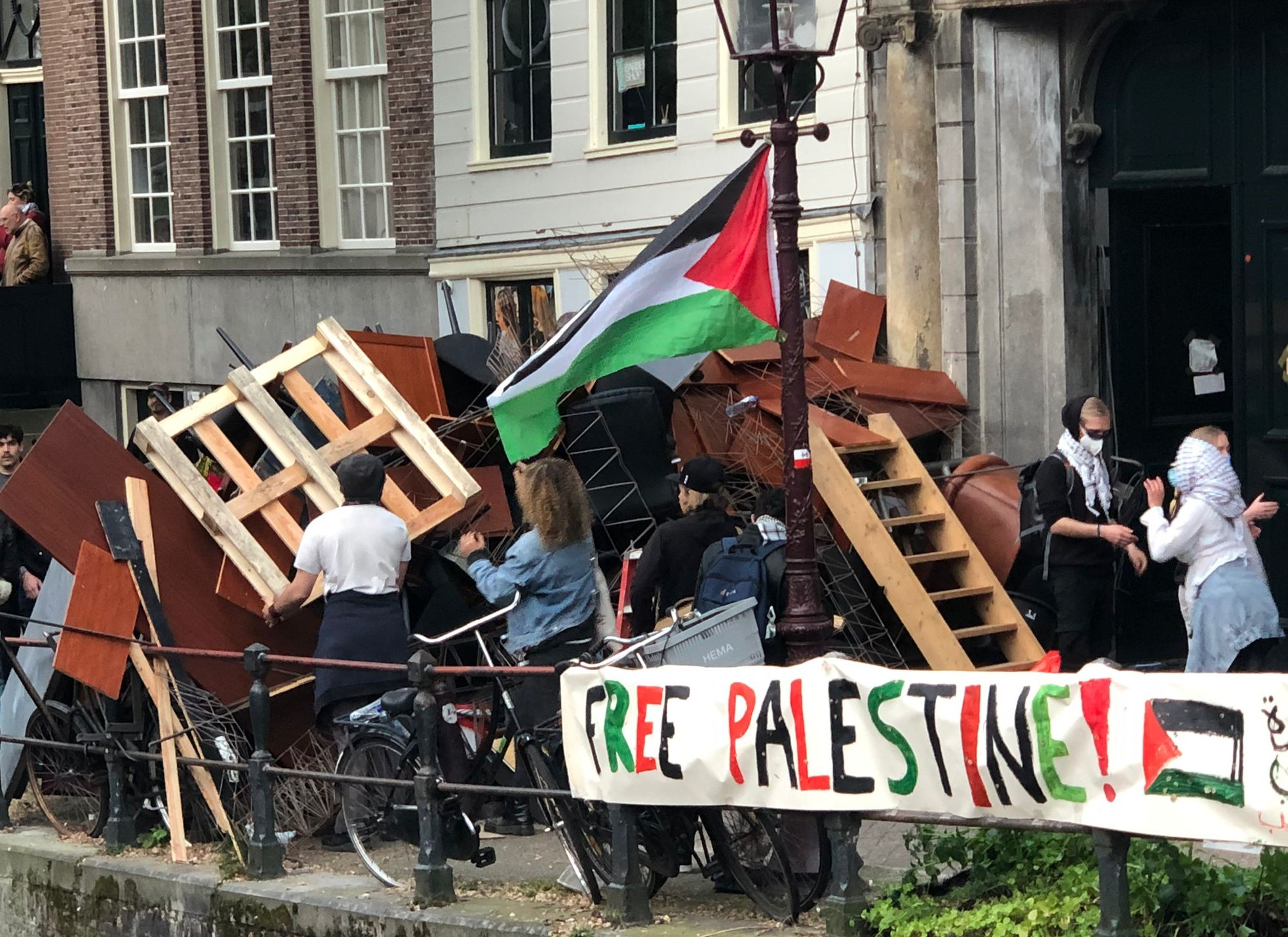
متظاهرون يعززون حاجزا في جامعة أمستردام الحرم الجامعي الاحتلال، 8 مايو 2024

في 17 مارس/آذار 2024، صف الناس آلاف الأحذية المخصصة لـ 13000 طفل فقدوا أرواحهم بسبب الحرب في ساحة عامة في أترخت.
في 8 مايو/أيار 2024، كجزء من سلسلة من الاحتجاجات المؤيدة للفلسطينيين في الحرم الجامعي، فضت الشرطة احتجاجًا طلابيًا في جامعة أمستردام، حيث قام المتظاهرون بحصار حرم الجامعة. وكان المتظاهرون يطالبون بإنهاء الصراع، ودعا البعض الجامعة إلى قطع العلاقات الأكاديمية مع إسرائيل. ووُصفت المواجهات بأنها عنيفة، لكن لم يكن من الواضح ما إذا كان أي شخص قد أصيب أو اعتقل. ذكرت رويترز أن الشرطة ضربت المتظاهرين على رؤوسهم بالهراوات.

### مقدونيا الشمالية
في 20 أكتوبر، مواطنون من أعراق مختلفة مثل الألبان، المقدونيون، الترك، البوشناق في شمال مقدونيا والروما نظموا احتجاجًا في الجزء القديم من العاصمة سكوبيي لإظهار الدعم والتضامن مع الشعب الفلسطيني في ظل حكمه شعار "لا تصمتوا على المجزرة".

### النرويج

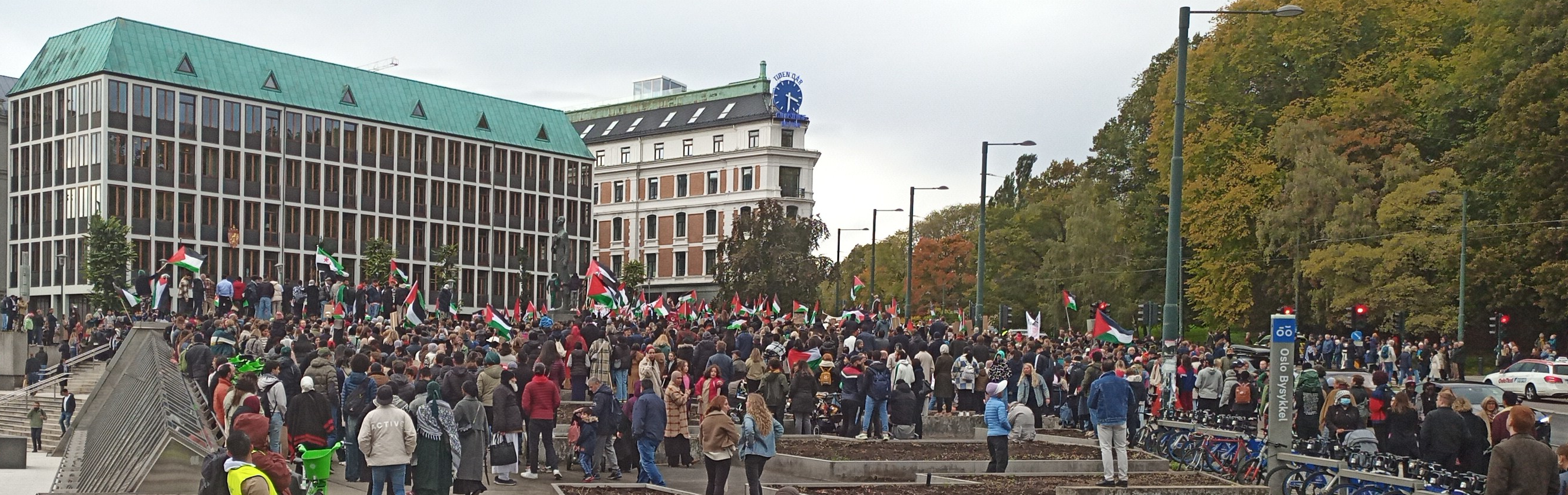
مسيرة لدعم شعب غزة، أوسلو، النرويج، 14 تشرين الأول / أكتوبر

في 14 أكتوبر/تشرين الأول، احتج آلاف المتظاهرين المؤيدين لفلسطين خارج وزارة الخارجية في أوسلو. في 17 أكتوبر، احتج حوالي 100 متظاهر مؤيد لفلسطين خارج الحدود الإسرائيلية سفارة الولايات المتحدة في أوسلو تهتف "الله أكبر".
في 15 أكتوبر/تشرين الأول، حضر حوالي 500 شخص مظاهرة مؤيدة لإسرائيل في أوسلو نظمتها منظمة مع إسرائيل من أجل السلام. وكان من بين المتحدثين سياسيون مثل زعيم حزب التقدم سيلفي ليستهاوغ.
في 4 نوفمبر/تشرين الثاني، حضر 9000 شخص مظاهرة مؤيدة لغزة ناشدها زعيم حزب اليسار الاشتراكي زعيم كيرستي بيرجستو وزعيم الحزب الأحمر ماري سنيف مارتينوسن.
في 11 نوفمبر، حضر ما يصل إلى 5000 شخص مظاهرة سيرًا على الأقدام من الستورتنج. نظمت الاحتجاج معارضًا لدور النرويج في الصراع.

### بولندا
تجمع مئات المتظاهرين في وارسو في 30 أكتوبر للتعبير عن دعمهم للسكان الفلسطينيين وإدانة الهجمات الإسرائيلية على غزة. في 23 كانون الثاني (يناير) 2024، احتج شخص واحد ضد الإبادة الجماعية الإسرائيلية المزعومة للفلسطينيين في السفارة الإسرائيلية في وارسو.

### البرتغال

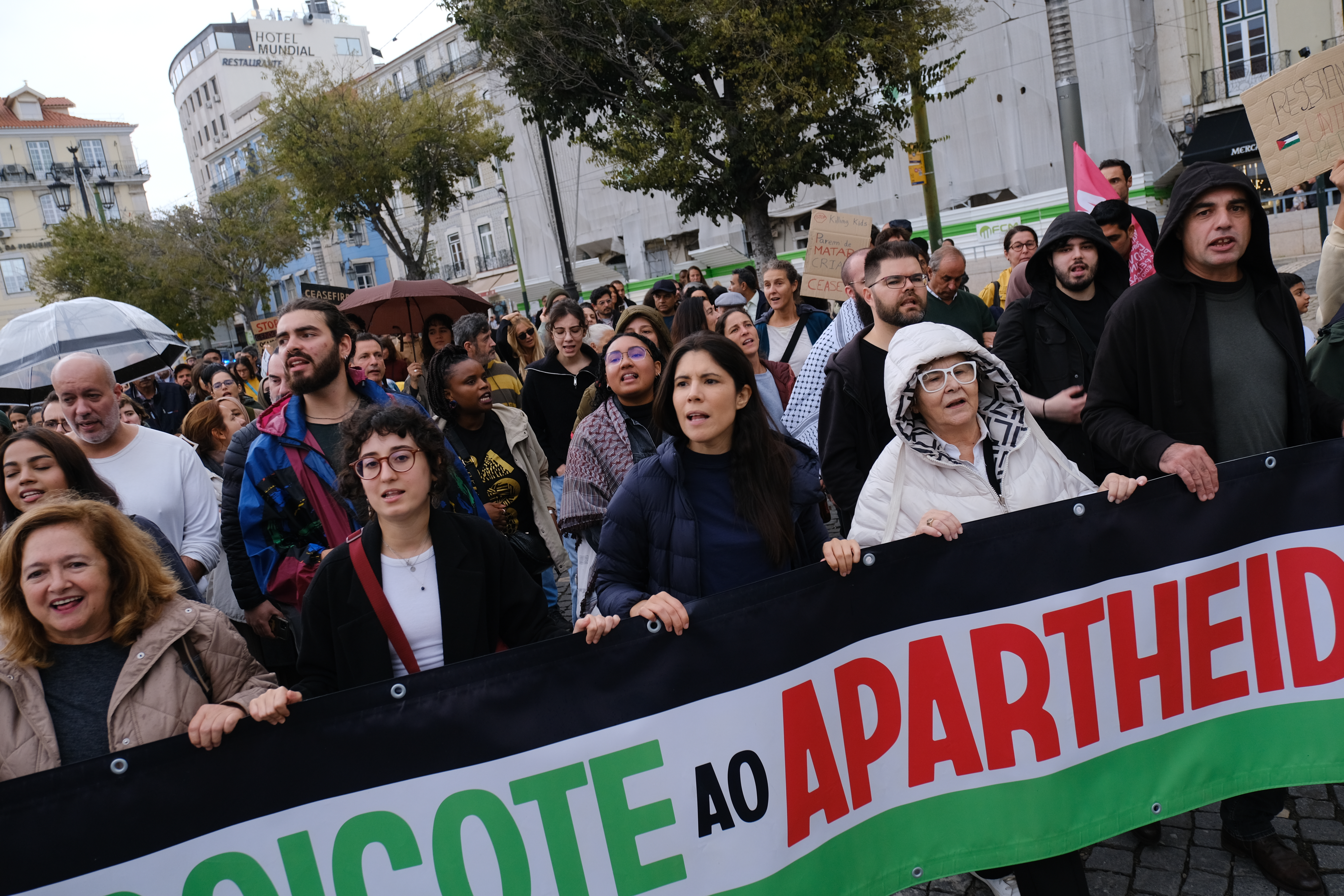
احتجاج مؤيد لفلسطين في لشبونة، البرتغال، 29 تشرين الأول / أكتوبر

نُظمت مظاهرة مؤيدة لفلسطين في لشبونة. تجمع عدد من الأشخاص في لشبونة خلال عطلة نهاية الأسبوع للتنديد بما أسموه "الإبادة الجماعية في قطاع غزة" وللدعوة إلى وقف عاجل للأعمال العدائية. انطلقت الاحتجاجات من أمام السفارة الأمريكية في لشبونة، الواقعة في منطقة سيت ريوس، قبل أن تتوجه إلى السفارة الإسرائيلية في أفينيداس نوفاس. المجلس البرتغالي للسلام والتعاون (CPPC)، الاتحاد العام لنظم العمال البرتغاليون، النقابة الوطنية للعمال (CGTP-IN)، وحركة حقوق الشعب الفلسطيني والسلام في الشرق الأوسط (MPPM)، ومشروع الضجيج، وجمعية الشباب احتجاجًا مشتركًا من أجل "السلام في الشرق الأوسط".

### رومانيا
في 12 أكتوبر 2023، نظمت مسيرة مؤيدة لإسرائيل في بوخارست من قبل الجالية اليهودية الرومانية والسفارة الإسرائيلية. وقد حضره أكثر من 600 شخص، بما في ذلك وزير الصحة الكسندرو رافيلا، وزير الدفاع السابق فاسيلي دينكو، وزعيم المعارضة جورج سيمون.
في 21 أكتوبر 2023، نظمت مسيرة مؤيدة لفلسطين في بوخارست وحضرها أكثر من 1000 متظاهر، بما في ذلك نشل غاسل وناشط يساري سيلفيوسترات.
مظاهرة مؤيدة للفلسطينيين عقدت في بوخارست في 19 مايو 2024 حضرها حزب الخضر/التحالف الأوروبي الحر وعضو في البرلمان الأوروبي نيكولاي تيفانوتشا.

### روسيا
في أواخر أكتوبر 2023، اقتحمت حشود مناهضة لإسرائيل مطار أويتاش في محج قلعة، داغستان لمنع هبوط رحلة جوية من تل أبيب، والتي زعم الغوغاء أنها كانت تضم لاجئين يهود من إسرائيل وصلوا إلى داغستان. نشرت هذه الشائعات من خلال قناة تيليجرام المرتبطة بالسياسي الروسي الأوكراني إيليا بونوماريف. أصيب 20 شخصًا، من بينهم تسعة ضباط شرطة، اثنان منهم بجروح خطيرة. ولم يصب ركاب الطائرة بأذى. تم التعرف على 150 مشتبهًا بهم، بينما اعتقل 60 شخص.
ووصف رئيس داغستان سيرجي ميليكوف الحادث بأنه انتهاك جسيم للقانون. أمر الرئيس الروسي فلاديمير بوتين بعقد اجتماع لكبار مسؤوليه الأمنيين، بينما ألقى المتحدث باسمه ديمتري بيسكوف باللوم في الاضطرابات على "التدخل الخارجي". وأضاف بوتين أن أي شخص عادي سيغضب من صور "الأطفال الملطخين بالدماء" في غزة، لكن الروس بحاجة إلى "الحفاظ على صفاء الذهن". دعت الحكومة الإسرائيلية السلطات الروسية إلى حماية الإسرائيليين واليهود في روسيا.

### صربيا
في 13 أكتوبر/تشرين الأول، نظمت احتجاجات مؤيدة للفلسطينيين في نوفي بازار ونوفي ساد. تجمع أكثر من 15000 متظاهر في نوفي ساد للتعبير عن التضامن مع فلسطين وإدانة إسرائيل بشعارات مثل "الحرية لفلسطين"، و"من النهر إلى البحر، فلسطين ستكون حرة"، و"أوقفوا الإبادة الجماعية".

### سلوفينيا

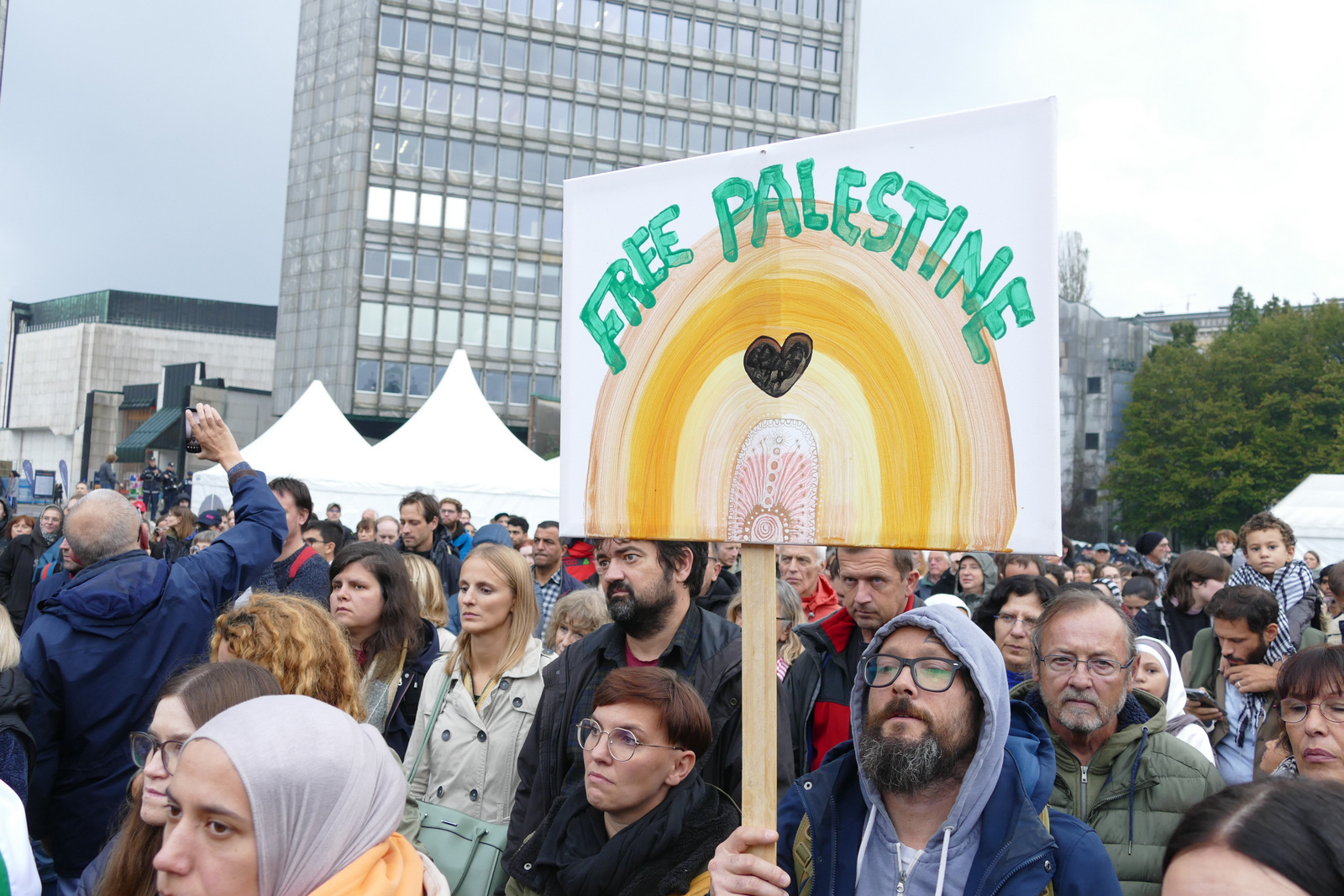
احتجاج مؤيد لفلسطين في ليوبليانا، سلوفينيا، 13 تشرين الأول / أكتوبر

في 13 أكتوبر، نظمت احتجاجات مؤيدة للفلسطينيين في ليوبليانا. وفي 9 نوفمبر/تشرين الثاني، تجمع حشد كبير في ليوبليانا لإظهار دعمهم للفلسطينيين، في حين وافقت لجنة السياسة الخارجية البرلمانية على بيان يحث على الوقف الفوري للأعمال العدائية، ووقف إطلاق النار، وإنشاء ممرات إنسانية في غزة.

### إسبانيا
في 9 أكتوبر/تشرين الأول، تجمع متظاهرون مؤيدون للفلسطينيين في بويرتا دي سول في مدريد. في 13 أكتوبر، احتشد المتظاهرون عند نصب كولومبوس التذكاري في برشلونة. في 8 ديسمبر، قام أكثر من 3000 متظاهر مؤيد لفلسطين في غرنيكا بتشكيل فسيفساء ضخمة بسلسلة بشرية تصور العلم الفلسطيني للتعبير عن تضامنهم. في 27 يناير/كانون الثاني 2024، شارك ما يقدر بنحو 20,000 شخص في مسيرة لدعم فلسطين في مدريد. انضم ستة وزراء على الأقل إلى مسيرة لوقف إطلاق النار في مدريد. في 19 مايو، اندلعت مظاهرات حاشدة في فالنسيا تدعو إلى إنهاء الحرب.

### السويد
اعتبارًا من نوفمبر 2023، نظمت العديد من المظاهرات منذ بدء الحرب، مؤيدة للفلسطينيين ومؤيدة لإسرائيل. إدينت بعض المسيرات المؤيدة للفلسطينيين في يوم 9 أكتوبر من قبل رئيس الوزراء أولف كريسترسون وزعيم المعارضة ماغدالينا أندرسون بدعوى الاحتفال بحماس.
في 7 يناير 2024، تظاهر متظاهرون ضد الحرب خارج سفارة الولايات المتحدة في ستوكهولم. في 28 يناير، نُظمت احتجاجات مؤيدة للفلسطينيين في هلسينغبورغ، ومالمو، غوتنبرغ. في 29 فبراير، استغلت عضوة البرلمان الأوروبي السويدية عبير السهلاني وقت التحدث المخصص لها خلال جلسة برلمانية لتنظيم احتجاج صامت. في 27 أبريل 2024، جرت مظاهرة احتجاجية في السويد مع هتافات "فلسطين حرة" و"قاطعوا إسرائيل".
في 9 مايو، تجمع ما يقرب من مائة متظاهر في مالمو للمشاركة في مسيرة مؤيدة لإسرائيل في نفس اليوم الذي تظاهر فيه الآلاف ضد مشاركة إسرائيل في مسابقة الأغنية الأوروبية 2024. في 11 مايو، احتج الآلاف على يوروفيجن في مالمو بسبب إدراج إسرائيل كمتسابق. قبض على ناشطة المناخ السويدية جريتا ثونبرج أثناء احتجاجها في الخارج. إطلق الجمهور صيحات الاستهجان على المغني الإسرائيلي إيدن جولان أثناء التدريب. انسحب مذيع من النرويج بعد تقديم ادعاءات علنية بالإبادة الجماعية ضد إسرائيل. غاب العديد من الفنانين الآخرين عن التدريبات، واشتكوا من المعايير المزدوجة التي يرتكبها اتحاد البث الأوروبي وارتدوا أزياء ومكياج تحمل رسائل سياسية محظورة صراحة بموجب قواعد المسابقة.
في 7 يونيو/حزيران، تحصن 19 ناشطًا مؤيدًا للفلسطينيين داخل مبنى المعهد الملكي للتكنولوجيا في ستوكهولم، مطالبين المؤسسة بإنهاء تعاونها مع الجامعات الإسرائيلية.

### سويسرا

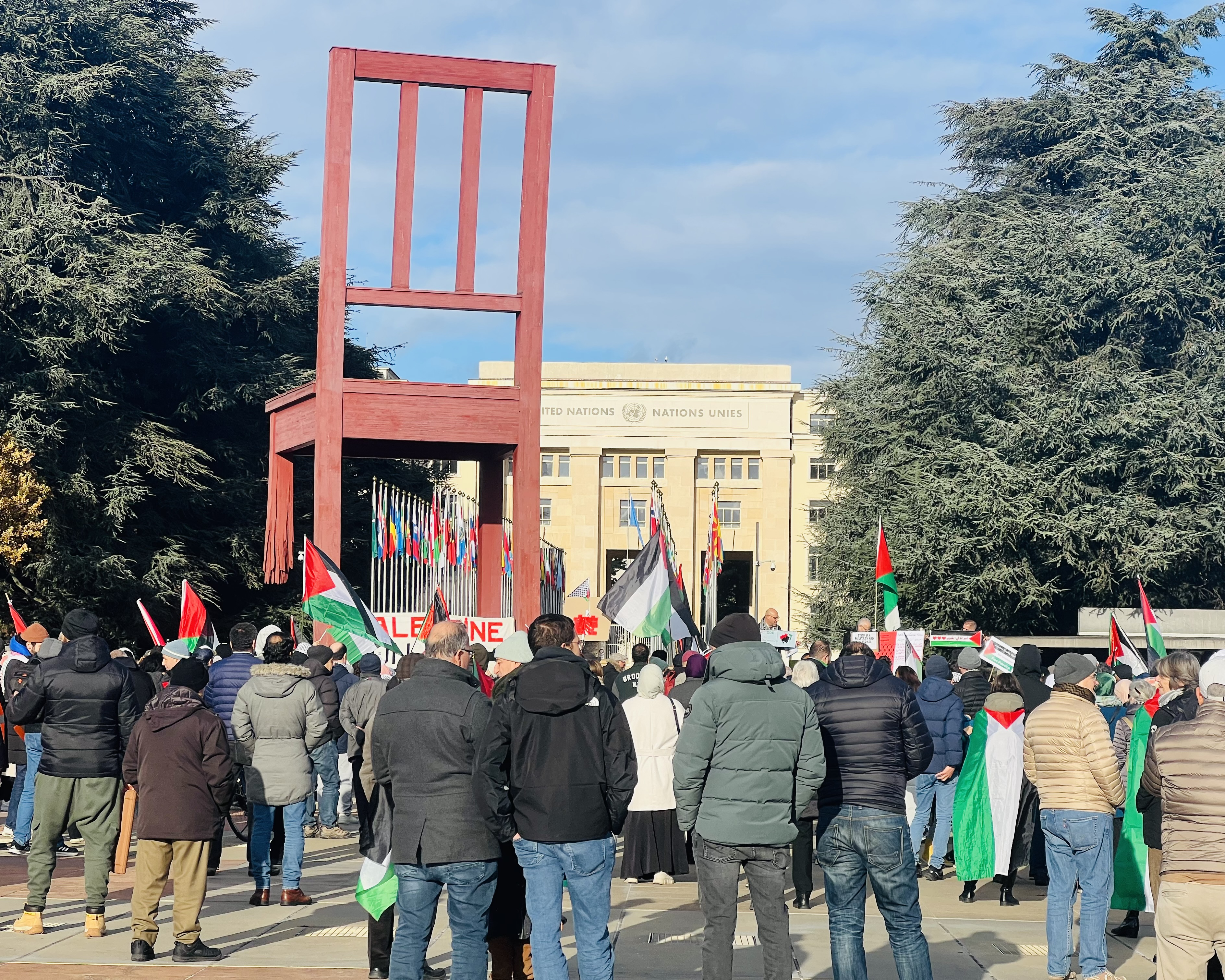
احتجاج مؤيد لفلسطين في جنيف أمام مكتب الأمم المتحدة، 25 تشرين الثاني / نوفمبر 2023

في 25 تشرين الثاني/نوفمبر 2023، تجمع متظاهرون مؤيدون للفلسطينيين أمام مكتب الأمم المتحدة في جنيف.
في 13 يناير 2024، تجمع أكثر من 15000 متظاهر مؤيد للقضية الفلسطينية في بازل لتنظيم مظاهرة تضامنًا مع شعب غزة. جاء هذا التجمع في أعقاب الحظر الذي فرضه العديد من الكانتونات السويسرية الناطقة بالألمانية على أنشطة مماثلة.
نظم المئات من الطلاب المؤيدين لفلسطين في جامعة لوزان اعتصامًا في إحدى المنشآت الجامعية في 5 مايو/أيار، وهم يهتفون "غزة، جامعة لوزان معك" و"يسقط الفصل العنصري الإسرائيلي".
في 13 مايو/أيار، تظاهر الطلاب المؤيدون لفلسطين في جامعة برن، واحتلوا مبنى الجامعة.

### أوكرانيا
لقد دعم العديد من الأوكرانيين إسرائيل، معتبرين أن هجوم حماس على إسرائيل عام 2023 مشابه لـ الغزو الروسي لأوكرانيا. سفير أوكرانيا لدى إسرائيل وصف ميخايلو برودسكي أوكرانيا بأنها الدولة الأكثر تأييدًا لإسرائيل في أوروبا، وقال إن المسيرات والتجمعات الداعمة لإسرائيل حدثت في البلاد على الرغم من حظر التجمعات في أوكرانيا بسبب الحرب الروسية الأوكرانية، مثل كما في كييف، لفيف، أوديسا، خاركيف، ودنبرو.
في 2 نوفمبر، نشرت مجلة اليسار العموم رسالة مفتوحة من "باحثين وفنانين ونشطاء سياسيين وعماليين أوكرانيين وأعضاء في المجتمع المدني" معربا عن تضامنه مع الفلسطينيين، وأدان تصرفات إسرائيل في غزة، وكراهية الإسلام ومعاداة السامية. اعتبارًا من 27 ديسمبر، تحتوي الرسالة على 443 توقيعًا.

### المملكة المتحدة

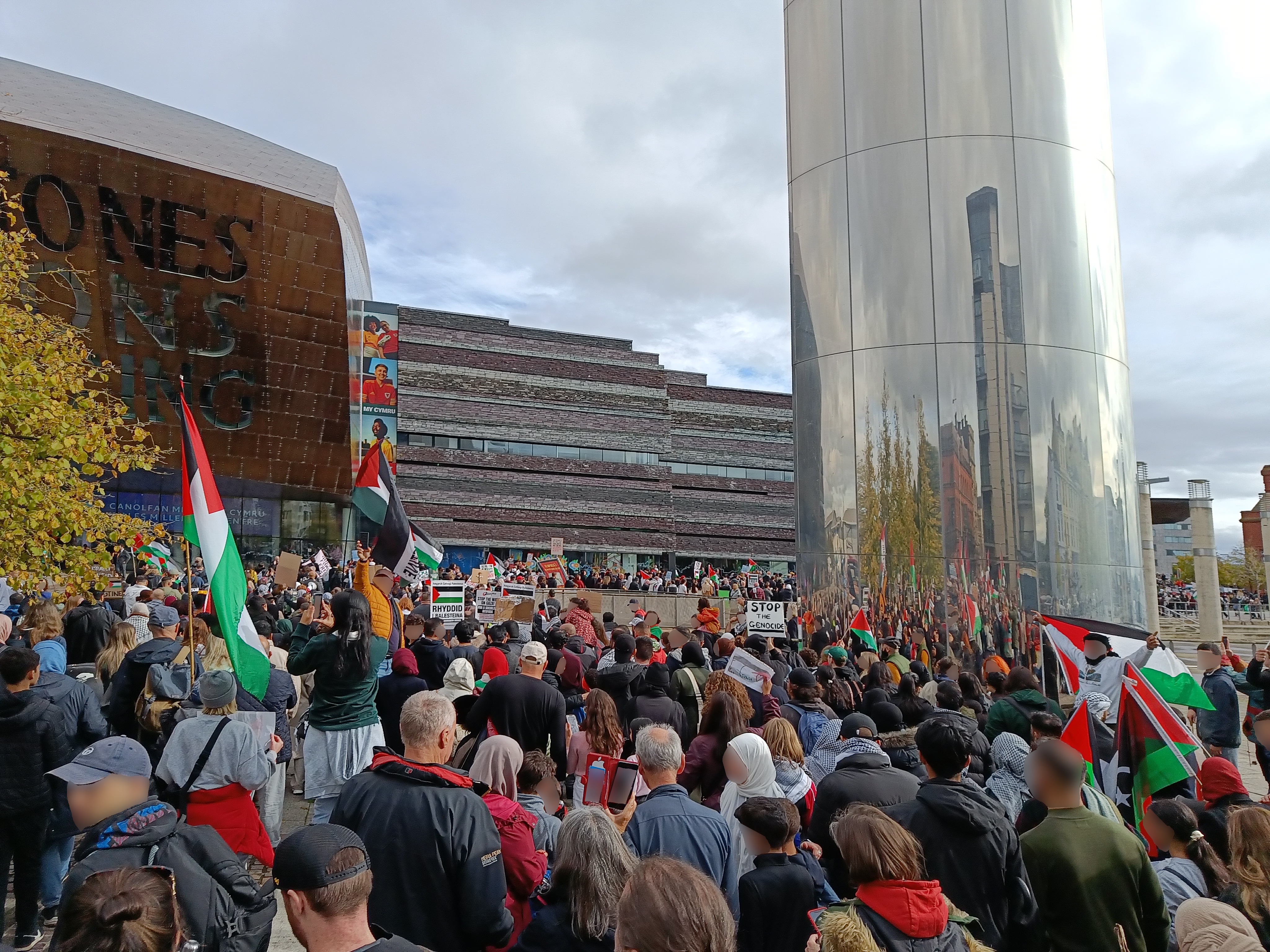
احتجاج تضامني ضد قصف غزة، كارديف، 21 تشرين الأول / أكتوبر

في الأسابيع التي أعقبت الهجمات الإسرائيلية المضادة على غزة، نظمت عدد من الوقفات الاحتجاجية والمسيرات والمسيرات المؤيدة لفلسطين في جميع أنحاء المملكة المتحدة، مع أكبر المظاهرات التي جرت في لندن. شارك ما لا يقل عن 300000 متظاهر في مسيرة مؤيدة للفلسطينيين في 11 نوفمبر/تشرين الثاني، مما جعلها واحدة من أكبر الاحتجاجات المؤيدة للفلسطينيين في العالم الغربي منذ 7 أكتوبر.
أعرب المحامون عن مخاوفهم بشأن جرائم الحرب التي ارتكبتها إسرائيل، وانضمت النقابات العمالية إلى الدعوات لوقف إطلاق النار كما فعلت الجمعيات الخيرية، شخصيات ثقافية  والزعماء الدينيين.
استهدفت الشركات التي تزود إسرائيل بالأسلحة، إلى جانب الشركات الأخرى التي يُنظر إليها على أنها تدعم إسرائيل، مع المقاطعة والاحتجاجات والحصار.
كان الموقف الرسمي لكل من الحزبين السياسيين الرئيسيين في المملكة المتحدة، الحزب الحاكم المحافظون وحزب العمال المعارض، داعمًا لإسرائيل، على الرغم من وجود معارضة من السياسيين من كلا الحزبين، والذي غالبًا ما قوبل بالعقاب من قادة الحزب. استقال عدد من سياسيي حزب العمال من مناصبهم أو استقال الحزب تمامًا بسبب الخلاف حول موقف الحزب. كانت الاحتجاجات موجهة إلى السياسيين، خاصة بعد امتناع غالبية نواب حزب العمال عن التصويت على التصويت الذي يدعو إلى وقف إطلاق النار.
في 26 نوفمبر، سار 60 ألف شخص في لندن للاحتجاج على تزايد جرائم الكراهية المعادية للسامية خلال الحرب، مما جعلها أكبر احتجاج ضد معاداة السامية منذ عام 1936. في يناير 2024، حضر الآلاف مسيرة مؤيدة لإسرائيل في لندن للمطالبة بالإفراج عن جميع الرهائن من غزة. في مارس 2024، حضر ما يقدر بنحو 400000 شخص في لندن المسيرة الوطنية العاشرة لفلسطين منذ بدء الحرب. في مايو 2024، نُظمت مسيرات مؤيدة للفلسطينيين في وسط لندن لإحياء الذكرى السادسة والسبعين للنكبة.

## الشرق الأوسط

### البحرين
هتف المصلون في مسجد الدراز "الموت لإسرائيل" و"الموت لأمريكا" خلال صلاة الجمعة. وتلا ذلك مسيرة ردد المشاركون فيها شعارات مناهضة لإسرائيل بما في ذلك "لا للتطبيع!". اعتقل المسؤولون البحرينيون العديد من الأفراد المشاركين في المظاهرات الداعمة لفلسطين، بما في ذلك القُصّر والأفراد الذين شاركوا بنشاط في الدفاع عن فلسطين عبر الإنترنت.

### مصر
في 11 أكتوبر، أفادت التقارير أن المتظاهرين رددوا شعارات مؤيدة للفلسطينيين وأحرقوا الأعلام الإسرائيلية خارج مقر نقابة الصحفيين في القاهرة.
في 13 أكتوبر/تشرين الأول، تجمع المتظاهرون في الجامع الأزهر بعد صلاة الجمعة وهم يرددون شعارات مناهضة لإسرائيل.
في 20 أكتوبر/تشرين الأول، اندلعت احتجاجات على الحدود بين مصر وغزة بالقرب من رفح. في القاهرة، ورد أنه اعتقل 43 شخصًا في مظاهرة غير مصرح بها مؤيدة لفلسطين في القاهرة في ميدان التحرير. نزل عشرات الآلاف إلى شوارع القاهرة ومدن أخرى في الوقت الذي سعت فيه السلطات إلى إدارة موجة الغضب العام.
في 15 يناير/كانون الثاني 2024، تجمعت مجموعة من الصحفيين المصريين في مقر نقابة الصحفيين بالقاهرة، وهم يهتفون "الصهاينة يسيطرون علينا" ومطالبين بوقف قتل إسرائيل للفلسطينيين.

### إيران

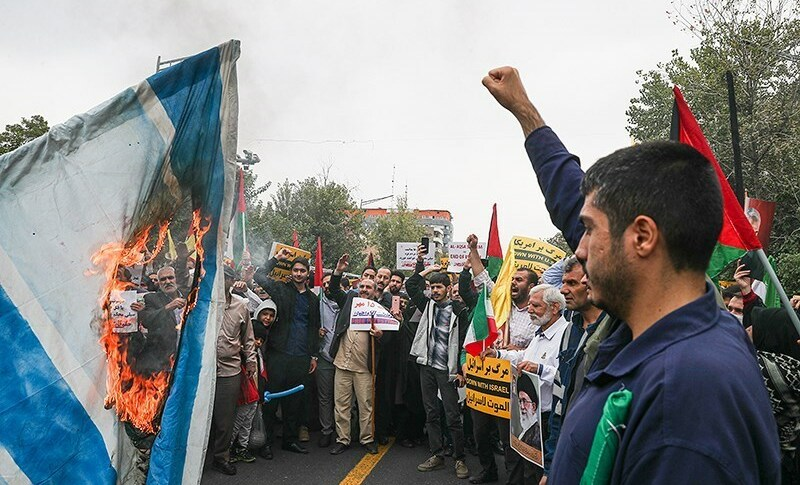
احتجاج ضد السياسة الإسرائيلية في غزة، 14 أكتوبر، طهران

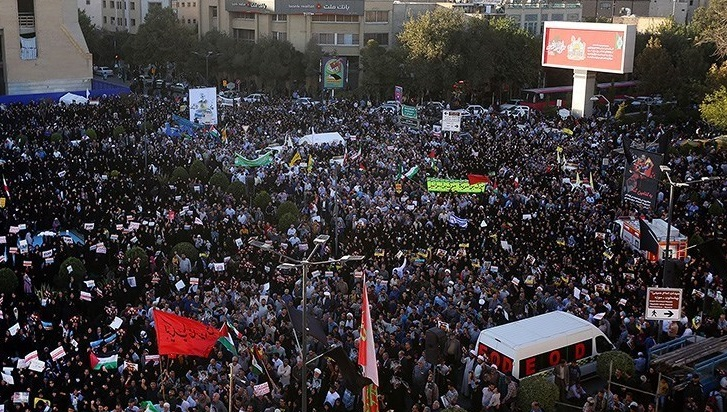
احتجاجات مؤيدة للفلسطينيين في أصفهان، إيران

ونظمت مسيرات متعددة لدعم حماس وضد القصف الإسرائيلي لغزة. ورفع العديد من المتظاهرين الأعلام الفلسطينية وأعلام حزب الله، مرددين شعارات مناهضة لإسرائيل. وقد قدمت وسائل الإعلام الحكومية تلك المسيرات على أنها "صرخات ألم مشترك... ألم سحق النظام الصهيوني للإنسانية". خلال مباراة كرة قدم في ملعب آزادي في طهران، ردد المتظاهرون المناهضون شعارًا مناهضًا للفلسطينيين. كما هتف المتظاهرون المناهضون بشعارات معادية للفلسطينيين في جنازة المخرج المقتول داريوش مهرجوئي. أنشأ المتظاهرون المناهضون أيضًا علامة التصنيف "#IraniansStandWith Israel" وقاموا بتعليق الأعلام الإسرائيلية.
وتجمع المتظاهرون في طهران ومدن أخرى للاحتجاج على القصف الإسرائيلي لغزة والتعبير عن التضامن مع غزة. وبالمثل، "الموت لإسرائيل"، والموت لأمريكا، و"إنهاء الإبادة الجماعية" وما إلى ذلك.

### العراق
في 13 أكتوبر، تجمع الآلاف في ساحة التحرير، بغداد، ملوحين بالأعلام الفلسطينية وأحرقوا الأعلام الإسرائيلية بينما كانوا يرددون شعارات مناهضة لإسرائيل ومعادية لأمريكا. كما تجمع المتظاهرون عند الجسر المؤدي إلى المنطقة الخضراء، فيما اعتصم آخرون عند معبر طريبيل الحدودي مع الأردن. وتعهد المتظاهرون في بغداد بمواصلة احتجاجهم "حتى تفتح الطرق لإرسال المساعدات" إلى غزة. سار المتظاهرون في بغداد في فبراير/شباط 2024، حاملين لافتات، مثل كما يقرأ أحدهم: "إن تجويع أطفال غزة هو عار على البشرية جمعاء".

### الأردن
شارك الآلاف في مسيرة يوم 1 ديسمبر/كانون الأول لإظهار التضامن مع الفلسطينيين في قطاع غزة. بدأ الموكب بعد صلاة الجمعة في محيط المسجد الحسيني الكبير في عمان. أطلقت شرطة مكافحة الشغب الغاز المسيل للدموع لتفريق 500 متظاهر مؤيد للفلسطينيين عند نقطة تفتيش أمنية خارج عمان في 13 أكتوبر/تشرين الأول، أثناء توجههم إلى الحدود. مع الضفة الغربية. كما خرجت احتجاجات في إربد والزرقاء، فيما مُنعت المسيرات المناهضة لإسرائيل في المناطق الحدودية في وادي الأردن، بحسب وزارة الداخلية (الأردن).
نُظمت الاحتجاجات بعد انتهاء وقف إطلاق النار في غزة في 1 ديسمبر. في 8 ديسمبر، تظاهر المتظاهرون خارج السفارة الأمريكية في عمان، مطالبين بمقاطعة المنتجات الأمريكية.
في 23 يناير 2024، نُظمت احتجاجات أمام السفارة المصرية في عمان ضد الحصار المفروض على غزة. في 6 فبراير/شباط، أفادت هيومن رايتس ووتش أن السلطات الأردنية اعتقلت المئات من النشطاء المؤيدين للفلسطينيين. في 27 مارس، استخدمت الشرطة الغاز المسيل للدموع والهراوات على متظاهرون يحاولون اقتحام السفارة الإسرائيلية. في 23 أبريل، دعا المتحدث باسم كتائب القسام المتحدث باسم أبو عبيدة "الجماهير الأردنية" إلى تصعيد إجراءاتها و"رفع صوتها" ضد إسرائيل.

### لبنان
اندلعت المظاهرات في جميع أنحاء البلاد في 13 أكتوبر/تشرين الأول، حيث رفع المتظاهرون أعلام حزب الله والحزب الشيوعي اللبناني والحزب السوري القومي الاجتماعي في لبنان وهم يرددون شعارات مؤيدة للفلسطينيين. متابعة انفجار المستشفى الأهلي العربي، تجمع المتظاهرون عند سفارة الولايات المتحدة والسفارات الفرنسية في بيروت بسبب دعم بلادهم لإسرائيل. تجمع المتظاهرون خارج سفارة جنوب إفريقيا لشكرهم على جلب إسرائيل إلى محكمة العدل الدولية. احتج متظاهرون أمام مقر الأمم المتحدة في بيروت دعماً لـ الأونروا.
في 30 أبريل، مستوحاة من الاحتجاجات في الجامعات الأمريكية، تجمع أكثر من 200 شخص حول أرض الحرم الجامعي في الجامعة الأمريكية في بيروت، وحصل المتجمعون على إذن من الإدارة للاحتجاج لمدة ساعتين حيث دعت الاحتجاجات إلى مقاطعة الشركات الإسرائيلية.
في 15 مايو/أيار، نُظمت مظاهرة مؤيدة للفلسطينيين في بيروت خلال الذكرى السادسة والسبعين للنكبة، وبدأت المظاهرة في الجامعة الأمريكية في بيروت وانتهت عند السفارة البريطانية.

### عمان
أشار دبلوماسيون أمريكيون إلى وجود دعوات للاحتجاجات في مسقط يومي 19 و20 أكتوبر.

### قطر
في 16 ديسمبر/كانون الأول، تجمع الآلاف في استاد المدينة التعليمية في الدوحة لإظهار دعمهم والمساعدة في جمع الأموال للفلسطينيين.

### سوريا
في 13 أكتوبر/تشرين الأول، تظاهر متظاهرون في دمشق بمن فيهم فلسطينيون من مخيم اليرموك من أجل الناس في غزة. في 27 أكتوبر/تشرين الأول، نظمت مسيرة في مخيم جرمانا لإظهار التضامن مع الفلسطينيين في غزة.

### تركيا
في 13 أكتوبر، تجمع آلاف المتظاهرين في ساحة بايزيد في إسطنبول لإظهار التضامن مع الفلسطينيين. اندلعت الاحتجاجات في أنقرة بعد مجزرة مستشفى المعمداني. شهدت القنصلية الإسرائيلية اقتحامًا قويًا من قبل المتظاهرين الذين أطلقوا الألعاب النارية نحو المبنى وأشعلوا الأعلام الإسرائيلية. علاوة على ذلك، حاولت مجموعة من المتظاهرين الدخول إلى قاعدة عسكرية أميركية. وفي إسطنبول، تجمع المتظاهرون خارج القنصلية الأمريكية للمطالبة بإغلاقها الفوري.
في 5 نوفمبر/تشرين الثاني، أطلقت الشرطة في مقاطعة أضنة خراطيم المياه والغاز المسيل للدموع لتفريق حشد كبير من المتظاهرين أثناء محاولتهم اقتحام قاعدة إنجرليك الجوية التي تضم القوات الأمريكية. في 6 نوفمبر، تظاهر المتظاهرون في أنقرة ضد زيارة وزير الخارجية الأمريكي أنتوني بلينكن ويحملون لافتات كتب عليها "القاتل بلينكن، اخرج من تركيا!" و"لا للإبادة الجماعية!" في 31 ديسمبر، تظاهر متظاهرون خارج السفارة الأمريكية في إسطنبول.
في فبراير 2024، احتل مسلح مصنع بروكتر وغامبل في جبزي، واحتجز سبعة عمال هناك كرهائن احتجاجًا على الغزو الإسرائيلي لغزة. وبعد أن غادر المصنع لاستخدام الحمام، قبض عليه وإطلق سراح الرهائن دون أن يصاب أحد، بما في ذلك المسلح، بأي إصابات.
في 7 أبريل 2024، ورد أن عشرات المتظاهرين في إسطنبول تعرضوا للضرب والاحتجاز على يد الشرطة بعد أن تجمعوا للدعوة إلى إنهاء التجارة المستمرة والعلاقات مع إسرائيل.
في 6 مايو 2024، نُظمت احتجاجات في إسطنبول للمطالبة بإنهاء الحرب ووقف إطلاق النار.

### اليمن
في صنعاء التي تسيطر عليها الحوثيين، لوح المتظاهرون بكل من علم اليمني والأعلام الفلسطينية وهتفوا "الموت لأمريكا" و"الموت لإسرائيل" وشارك عشرات الآلاف من الأشخاص في المسيرة لإظهار التضامن مع الفلسطينيين. في 12 يناير/كانون الثاني 2024، احتج عشرات الآلاف في ميدان السبعين في صنعاء ضد القصف الأمريكي البريطاني. احتج طلاب الجامعات في صنعاء ضد القصف الأمريكي البريطاني في 18 يناير. ورد أن المتظاهرين في 19 يناير/كانون الثاني 2024 قالوا: "نحن لا نهتم بكل ما تفعلونه بنا، وسنواصل دعمنا وصمودنا مع الفلسطينيين حتى توقف إسرائيل حربها على فلسطين".

## أمريكا الشمالية

### كندا

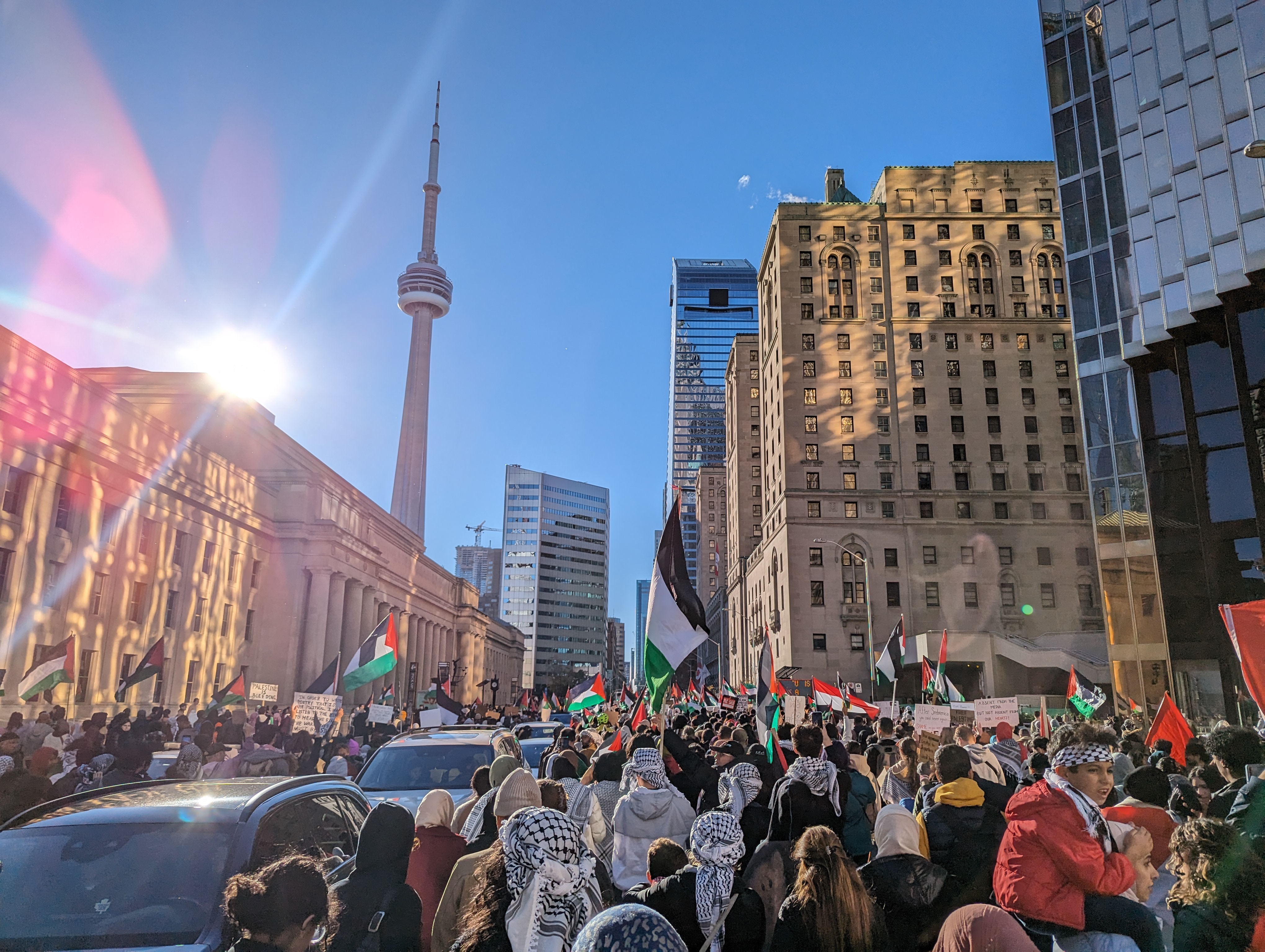
مسيرة 28 أكتوبر لدعم فلسطين في تورنتو، كندا

في 10 أكتوبر/تشرين الأول، نُظمت مسيرة كبيرة مؤيدة لإسرائيل في تورونتو، اجتذبت حشدًا بلغ 15000 شخص، بمن فيهم النائب ميليسا لانتسمان وعمدة المدينة أوليفيا تشاو. خرجت مسيرات فلسطينية في المدن الكبرى بما في ذلك أوتاوا، مونتريال، إدمونتون، كالغاري، ويندسور و فانكوفر. في 30 أكتوبر، نظمت الأصوات اليهودية المستقلة اعتصام للمطالبة بوقف إطلاق النار في 17 مكتبًا للسياسيين الكنديين، بما في ذلك مكتب وزير الخارجية ميلاني جولي.
في 12 نوفمبر، اجتذبت مسيرة مؤيدة لإسرائيل في تورونتو حشدًا من 5000 شخص.
في 15 نوفمبر/تشرين الثاني، قاطع المتظاهرون رئيس الوزراء جاستن ترودو في مطعم في فانكوفر قائلين: "يداك ملطختان بالدماء". كما طالب متظاهرون في سانت جونز إلى وقف إطلاق النار خلال القمة التي عقدت هناك بين ترودو ورئيس مفوضية الاتحاد الأوروبي أورسولا فون دير لاين. عطلت هيئة تشريعية ساسكاتشوان من قبل المتظاهرين الذين يطالبون بوقف إطلاق النار. نظم حوالي 20000 متظاهر مؤيد لإسرائيل مسيرة في تل البرلمان في أوتاوا في 4 ديسمبر. أونتاريو وصف رئيس الوزراء دوغ فورد الاحتجاجات المؤيدة للفلسطينيين في المقاطعة بأنها "مسيرات كراهية". أعلن المجلس الوطني لمسلمي كندا في 29 يناير 2024 أنه سيرفض الاجتماع مع ترودو بسبب فشل حكومته في حث إسرائيل على اتباع محكمة العدل الدولية أمر بعدم ارتكاب الإبادة الجماعية.
في 16 يناير/كانون الثاني 2024، في مسيرة مؤيدة للفلسطينيين في تورونتو، هتف المتظاهرون "اليمن، اليمن، تجعلنا فخورين، أدر سفينة أخرى"، مؤيدين اختطاف الحوثيين للسفن.

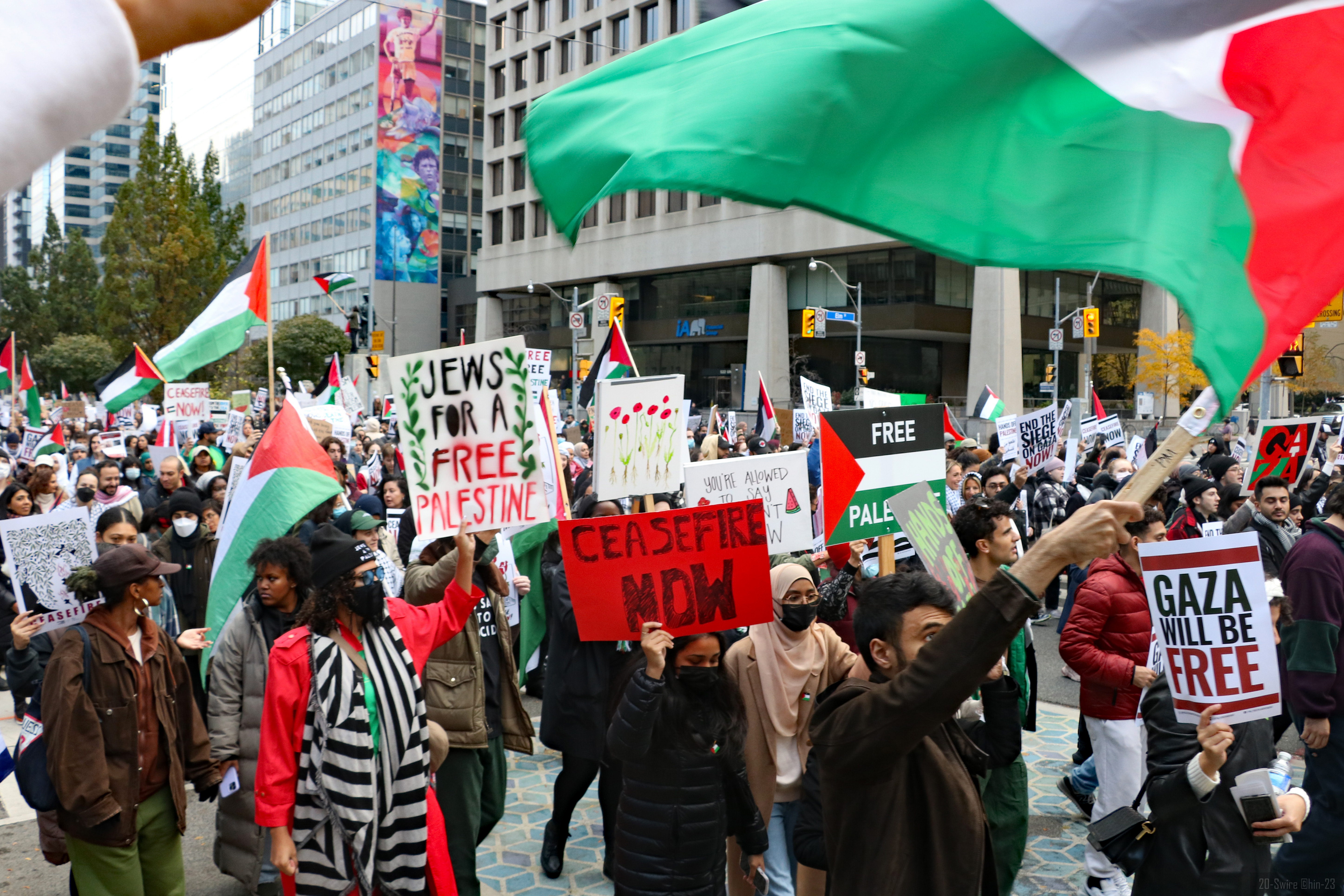
احتجاج مؤيد للفلسطينيين في تورونتو، 4 تشرين الثاني / نوفمبر 2023

في 5 مارس/آذار، ألقي القبض على رجل في تورونتو بعد مهاجمته متظاهرين مؤيدين للفلسطينيين خارج كنيس يهودي باستخدام بندقية المسمار بينما كان يصرخ "كل فلسطيني سيموت".
في 7 مارس/آذار، أصدرت محكمة في كيبك حظرًا مؤقتًا على الاحتجاجات المؤيدة للفلسطينيين على مسافة 50 مترًا من معبد يهودي وأربعة مباني أخرى للجالية اليهودية في مونتريال.
في 14 أبريل، هتف المتظاهرون في تورونتو هجوم جوي شنته إيران على إسرائيل، وهم يهتفون "الله أكبر!" ووصف أحد قادة الاحتجاج الضربات بأنها رد على الغارات الجوية الإسرائيلية في المنطقة، بينما قالت ميليسا لانتسمان، عضوة البرلمان الكندي، إن الهتافات أظهرت "لم يكن الأمر يتعلق أبدًا بوقف إطلاق النار". وشملت الهتافات الأخرى "الانتفاضة، الانتفاضة، تحيا الانتفاضة" و"من الماء إلى الماء، فلسطين عربية".
في 9 يونيو، شارك أكثر من 50,000 من المؤيدين لإسرائيل في مسيرة في تورنتو.

### كوبا
في 23 تشرين الثاني/نوفمبر، سار الآلاف في باسيو ديل برادو في هافانا تضامنًا مع القضية الفلسطينية، بما في ذلك الرئيس ميغيل دياز كانيل، الذي ارتدى كوفية إلى هذا الحدث، رئيس الوزراء مانويل ماريرو، ووزير الخارجية برونو رودريغيز بارييا، والعديد من طلاب الطب الفلسطينيين الذين كانوا في كوبا كجزء من برنامج التعاون. قبل المظاهرة، عرضت ألوان العلم الفلسطيني على نصب خوسيه مارتي التذكاري.

### المكسيك
احتشد أكثر من 3000 شخص تضامنًا مع إسرائيل في مدينة مكسيكو في 15 أكتوبر.
تجمع أنصار فلسطين عند السفارة الإسرائيلية في مكسيكو سيتي. في 5 نوفمبر/تشرين الثاني، سار الآلاف في مكسيكو سيتي من النصب التذكاري ملاك الاستقلال إلى زوكالو، وهم يهتفون، " كسر، قطع العلاقات مع إسرائيل" و"إنها ليست حرب، إنها إبادة جماعية". ضرب المتظاهرون المناهضون للحرب بينياتا مع وجوه جو بايدن ونتنياهو في احتجاج يوم 8 يناير في مكسيكو سيتي.
في 13 يناير 2024، وكجزء من "يوم العمل العالمي"، نزل الآلاف إلى شوارع مكسيكو سيتي تضامنًا مع فلسطين. في 18 فبراير، خرج مئات المتظاهرين المؤيدين للفلسطينيين إلى المكسيك لمدينة باسيو دي لا ريفورما تطالب بوقف إطلاق النار. في 28 مايو 2024، في أعقاب مذبحة تل السلطان، احتشد ما يقدر بنحو 200 شخص في حي لوماس دي تشابولتيبيك مدينة مكسيكو. نُظمت احتجاجات أمام السفارة الإسرائيلية وبلغت ذروتها في اشتباكات مع الشرطة. في 29 مايو/أيار، قام المتظاهرون المنددون بهجوم رفح بإلقاء زجاجات مولوتوف على السفارة، مما تسبب في أضرار طفيفة. وفي الشهر نفسه، أقيم مخيم تضامني في الجامعة الوطنية المستقلة في المكسيك من قبل الطلاب الذين يطالبون بقطع العلاقات الدبلوماسية مع إسرائيل.

### الولايات المتحدة
في 8 أكتوبر 2023، بعد يوم واحد من هجوم حماس على إسرائيل، احتشد مئات المتظاهرين المؤيدين للفلسطينيين في تايمز سكوير في مدينة نيويورك، ولوحوا بالأعلام الفلسطينية، وهم يهتفون "المقاومة مبررة"، و"عولمة الانتفاضة"، و"من النهر إلى البحر فلسطين ستتحرر"، و"بكل الوسائل"، و"المجد لشهدائنا". "حطموا الدولة الصهيونية الاستيطانية". نظم العشرات من المتظاهرين المؤيدين لإسرائيل أيضًا احتجاجًا مضادًا، حيث غنوا الأمل (نشيد) وهتفوا "لن يحدث ذلك أبدًا مرة أخرى" و"شعب إسرائيل يعيش" باللغة العبرية.
في الأيام العشرة التي تلت الهجوم، اعتقلت الولايات المتحدة أكثر من 400 احتجاج ووقفات احتجاجية. كان هناك ما يقدر بنحو 180.000 متظاهر ومتظاهر، مع أعداد متساوية تقريبًا حضروا الأحداث المتعلقة بالمخاوف الإسرائيلية والفلسطينية. حضر المسؤولون الأمريكيون المنتخبون بأغلبية ساحقة المزيد من الأحداث الداعمة لإسرائيل. ما يقدر بثلث إجمالي الاحتجاجات المناهضة للحرب قوبلت بـ احتجاجات مضادة، والتي كانت في بعض الأحيان عنيفة. بحلول الأسبوع الثاني من الحرب، ارتفع عدد المؤيدين لـ- فاق عدد الاحتجاجات الفلسطينية في الولايات المتحدة عدد الاحتجاجات المؤيدة لإسرائيل.
أعرب الطلاب في الولايات المتحدة عن مخاوفهم من فقدان فرص العمل المستقبلية بسبب المشاركة في الاحتجاجات ضد العمل العسكري في غزة. أكثر من 260 " إبلغ عن حوادث قمع" ضد الأشخاص المعارضين للحرب. فلسطين القانونية، وهي منظمة غير ربحية تمثل الأشخاص الذين فقدوا وظائفهم بسبب الاحتجاج من أجل الحقوق الفلسطينية، وصفت البيئة في الولايات المتحدة بأنها "مكارثية". تحالف إسرائيل في الحرم الجامعي ورد أنه متورط في تجسس سري ضد المنظمات الطلابية المؤيدة للفلسطينيين. الدقة في وسائل الإعلام أرسلت استقاء معلومات شخصية شاحنات إلى حرم الجامعات في جميع أنحاء الولايات المتحدة، وتعرض أسماء ووجوه الأشخاص الذين تعتبرهم مؤيدين للفلسطينيين. كاناري ميشن أنتجت القائمة السوداء لطلابًا متورطين في أنشطة مؤيدة للفلسطينيين النشاط. حث الاتحاد الأمريكي للحريات المدنية الكليات الأمريكية على حماية حرية التعبير المتظاهرين المؤيدين للفلسطينيين والمناهضين للحرب. نقابة المحامين الوطنية أدان جميع الهجمات على النشاط المؤيد للفلسطينيين في الجامعات.

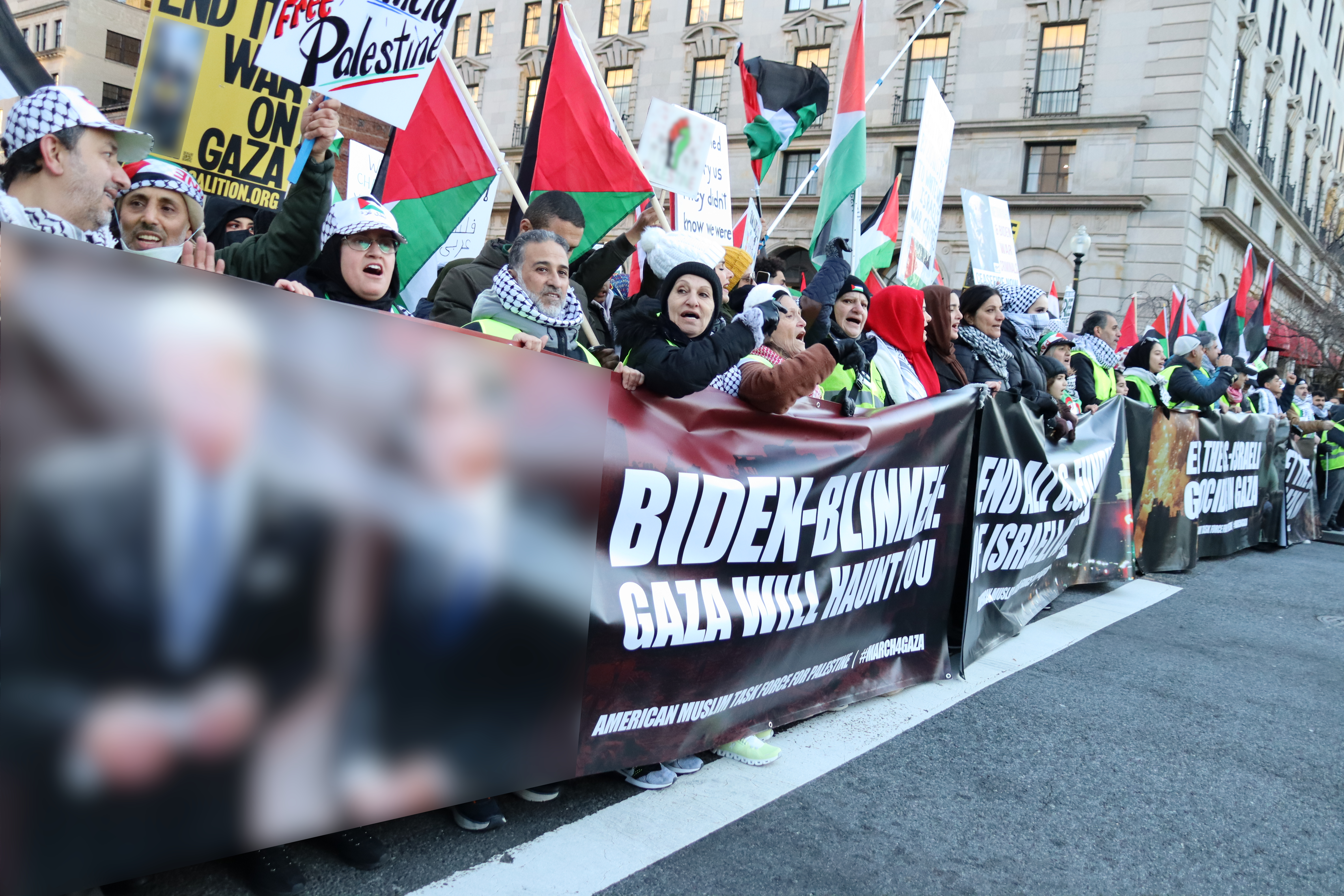
مسيرة إلى واشنطن من أجل غزة في يناير 2024

أفاد موظفو الكونجرس للممثلين الديمقراطيين عن تلقي عدد هائل من المكالمات ورسائل البريد الإلكتروني من الناخبين الذين يطالبون ممثليهم بدعم وقف إطلاق النار. لاحظ أحد الموظفين: "الهاتف لا يتوقف عن الرنين في أي وقت من اليوم." في 4 تشرين الثاني (نوفمبر) 2023، أقيمت المسيرة الوطنية إلى واشنطن: الحرية لفلسطين في ناشونال مول. قم أمريكيان على الأقل امرأة في أتلانتا وآرون بوشنل في واشنطن العاصمة بإضرام النار في نفسيهما احتجاجًا على دعم الولايات المتحدة لإسرائيل في الحرب الفلسطينية الإسرائيلية 2023، وتوفي الأخير في وقت لاحق. لم يتم الإعلان عن هوية المرأة التي أحرقت نفسها، ولكن ورد أنها في حالة حرجة اعتبارًا من 2 ديسمبر 2023. ووصفت الشرطة ذلك بأنه "عمل من أعمال الاحتجاج السياسي الشديد"، مؤكدة للجمهور أنه لا يوجد تهديد إرهابي للقنصلية الإسرائيلية. ووصف القنصل العام الإسرائيلي عنات سلطان دادون الفعل بأنه تعبير عن "الكراهية والتحريض تجاه إسرائيل". صاح بوشنل، وهو عضو نشط في القوات الجوية الأمريكية، "فلسطين حرة" وهو يحترق. نقل إلى المستشفى حيث توفي لاحقًا. احتجاجات يوم الضرائب نُظمت في العديد من المدن الكبرى في 15 أبريل 2024.

#### بورتوريكو
نظم مئات البورتوريكيين مظاهرات مؤيدة للفلسطينيين في سان خوان للتنديد بإسرائيل في أكتوبر وتشرين الثاني (نوفمبر) 2023. عندما زار نائب الرئيس الأمريكي كامالا هاريس الجزيرة في 22 مارس 2024، نظم عشرات الأشخاص من مجموعات استقلال بورتوريكو مظاهرة مؤيدة لـ احتجاج فلسطيني ينتقد إسرائيل والولايات المتحدة. يرى العديد من الناشطين البورتوريكيين أوجه تشابه بين الفلسطينيين وأنفسهم فيما يتعلق بالنضال ضد الاستعمار المتصور.

## أوقيانوسيا

### أستراليا
وفي ليلة 9 أكتوبر/تشرين الأول، حضر حوالي 1000 متظاهر مسيرة مؤيدة للفلسطينيين في سيدني، مطالبين الحكومة الأسترالية بوقف دعمها لإسرائيل. سار المتظاهرون عبر منطقة الأعمال المركزية إلى دار أوبرا سيدني، التي أضاءت بألوان العلم الإسرائيلي لخلق مساحة "لليهود حدادا على الضحايا". عن الهجمات في إسرائيل. للاحتجاج المؤيد للفلسطينيين الذي تضمن هتافات "غاز اليهود". أضاءت مجموعة صغيرة مادة متوهجة وأحرقوا الأعلام الإسرائيلية، وهتفوا "أين اليهود" و"الله أكبر" و"اللعنة على اليهود". أكد رئيس الوزراء من نيوساوث ويلز، كريس مينز، أن دار أوبرا سيدني "اجتاحتها أشخاص كانوا يطلقون الألقاب العنصرية والكراهية". اعتذرت حكومة سيدني لاحقًا عن الاحتجاجات وأكدت الشرطة الأسترالية أنها تحقق مع المشاركين وستسعى إلى توجيه اتهامات. نصح اليهود بتجنب المنطقة، واعتقل رجل بالقرب من الاحتجاج يحمل العلم الإسرائيلي لمنع خرق السلام. وفقًا للعديد من الشهود، فقد هتفوا أيضًا "الهولوكوست"، على الرغم من أنه وفقًا لتحليل صوتي لخبير الشرطة لمقطع فيديو من الحدث الذي كان يُعتقد في البداية أنه أظهر تلك المكالمة، فقد أظهرت بدلاً من ذلك هتافات "أين اليهود".
ونظمت مسيرة مماثلة أخرى في الضاحية الجنوبية الغربية لمدينة لاكيمبا. ظهرت تقارير عن العنف ومعاداة السامية من الاحتجاجات، والتي انتقدها السياسيون بما في ذلك مينز ورئيس الوزراء أنتوني ألبانيز.
كانت هناك مسيرة مؤيدة للفلسطينيين كل يوم أحد تبدأ أمام مكتبة ولاية فيكتوريا منذ 7 أكتوبر، بدءًا من 10 أكتوبر. احتجت المسيرات على طرد أنطوانيت لطوف، ومجموعة عمل اللاجئين، مما لفت الانتباه إلى الاحتجاز الإلزامي للاجئين ومجموعات حقوق العمال التي تقدم خطابات التضامن. تنتهي المسيرة عادةً في مبنى البرلمان، ولكن في 5 مايو/أيار، ستنتقل المسيرة إلى قاعة التجارة الفيكتورية، وتقود مسيرتها السنوية عيد العمال عبر المدينة والعودة إلى قاعة التجارة.
في 11 أكتوبر، تجمع الآلاف في وقفة احتجاجية أقيمت في سيدني لإظهار الدعم لإسرائيل وحضرها عدد من المسؤولين الحكوميين. في 20 أكتوبر/تشرين الأول، قام متظاهرون مؤيدون للفلسطينيين بإغلاق المدخل المؤدي إلى قاعدة التجسس الأمريكية في باين غاب، بالإقليم الشمالي، مطالبين بوقف إطلاق النار في غزة. في 31 أكتوبر، قامت مجموعة من النشطاء اليهود باحتلال مكتب وزير الدفاع ريتشارد مارليس في غيلونغ، مطالبين بإنهاء الحرب. الدعم العسكري لإسرائيل. في 8 نوفمبر، وضع النشطاء أنفسهم في ميناء ملبورن لمنع البضائع المتجهة إلى لإسرائيل.
في 10 نوفمبر/تشرين الثاني، احترق مطعم للوجبات السريعة في كولفيلد في حريق مشبوه، بعد أن صور مالكه هاش تايه وهو يقود مسيرة مؤيدة لفلسطين في ملبورن. بعد حرق المطعم، نظم حوالي 200 متظاهر مؤيد للفلسطينيين تابعين لمجموعة فلسطين الحرة في ملبورن مسيرة احتجاجية في كولفيلد، مما أدى إلى إخلاء كنيس يهودي قريب. وأثارت المسيرة المؤيدة لفلسطين مظاهرة مضادة شارك فيها حوالي 200 مؤيد لإسرائيل من الجالية اليهودية المحلية. وفصلت الشرطة بين المجموعتين لكنها لم تقم بأي اعتقالات.
في 12 نوفمبر/تشرين الثاني، حضر الآلاف مسيرات مؤيدة للفلسطينيين تدعو إلى وقف فوري لإطلاق النار في العديد من عواصم الولايات الأسترالية بما في ذلك سيدني وملبورن وبريسبان. بالإضافة إلى ذلك، نُظمت مسيرات مؤيدة لإسرائيل في سيدني وملبورن للمطالبة بالإفراج عن الرهائن الذين تحتجزهم حماس ولمعارضة معاداة السامية. في 16 نوفمبر، قدمت عريضة تحمل توقيع 40 ألفًا من العاملين في المجال الطبي إلى البرلمان تطالب بوقف إطلاق النار. قيد التشغيل في 21 نوفمبر، قبض على 23 ناشطًا مناهضًا للحرب في بورت بوتاني في سيدني لإغلاق طرقها الرئيسية.
في 23 تشرين الثاني (نوفمبر)، قام مئات الأطفال في سن الدراسة في ملبورن وأديلايد انسحبوا من الفصول الدراسية في إضراب مدرسي من أجل "فلسطين حرة حرة". في 26 نوفمبر، تحدثت السيناتور ليديا ثورب في تجمع حاشد لدعم فلسطين، قائلة إن السكان الأصليين الأستراليين متعاطفون مع نضال الفلسطينيين. المعلمون في فيكتوريا من المشاركة في أي احتجاجات مؤيدة لفلسطين ذات صلة.
قامت مجموعة من عشرات المتظاهرين المؤيدين للفلسطينيين في ملبورن بإغلاق مدخل الفندق أمام وفد من عائلات ضحايا الاختطاف والقتل من مذبحة 7 أكتوبر بعد أن علموا بموقعه. ردًا على ذلك، طلب الوفد المساعدة من مركز الشرطة المحلي. في 21 ديسمبر/كانون الأول، قام متظاهرون على قوارب الكاياك بمنع سفينة شحن مرتبطة بإسرائيل من دخول ميناء ملبورن.
في أواخر ديسمبر/كانون الأول 2023، ارتدى طاقم الطائرة على متن رحلة طيران كانتاس بين ملبورن وهوبارت شارات العلم الفلسطيني؛ الأمر الذي يتعارض مع سياسة شركة الطيران المتمثلة في ارتداء شارات غير معتمدة على زيهم الرسمي. وانتقد دفير أبراموفيتش، رئيس لجنة مكافحة التشهير، سلوك طاقم الطائرة ووصفه بأنه تخويف ومضايقة وانتهاك "لكل قاعدة من قواعد السفر الجوي". اجتذبت عريضة عبر الإنترنت تطالب بإقالة طاقم الطائرة 2000 توقيع. ردًا على التغطية الإعلامية، كررت كانتاس سياستها ضد الموظفين الذين يرتدون شارات غير معتمدة على زيهم الرسمي. منع المتظاهرون سفينة شحن إسرائيلية من دخول ميناء ملبورن في 22 يناير 2024. في 2 فبراير، أغلق المتظاهرون في ملبورن مدخل المصنع الذي ينتج أجزاء للطائرات العسكرية الإسرائيلية من طراز F-35.
في 25 أبريل/نيسان، نصب طلاب جامعة سيدني خيامًا وهتفوا بشعارات مؤيدة لفلسطين. بعد ذلك، عدة جامعات أسترالية أخرى تقيم مخيمات. في 8 مايو، الخضر زعمت عضو مجلس الشيوخ دوريندا كوكس أنها تعرضت "للمعاملة الخشنة" من قبل الشرطة أثناء الاحتجاج كجزء من طلاب من أجل فلسطين في غرب أستراليا في كازينو ومنتجع كراون بيرث، حيث كان رئيس الوزراء أنتوني ألبانيز كانت تتحدث في إفطار عمل، قائلة إن الشرطة طلبت من مجموعتها التحرك وزُعم أنها دفعتها وسط الحشد أثناء حديثها.

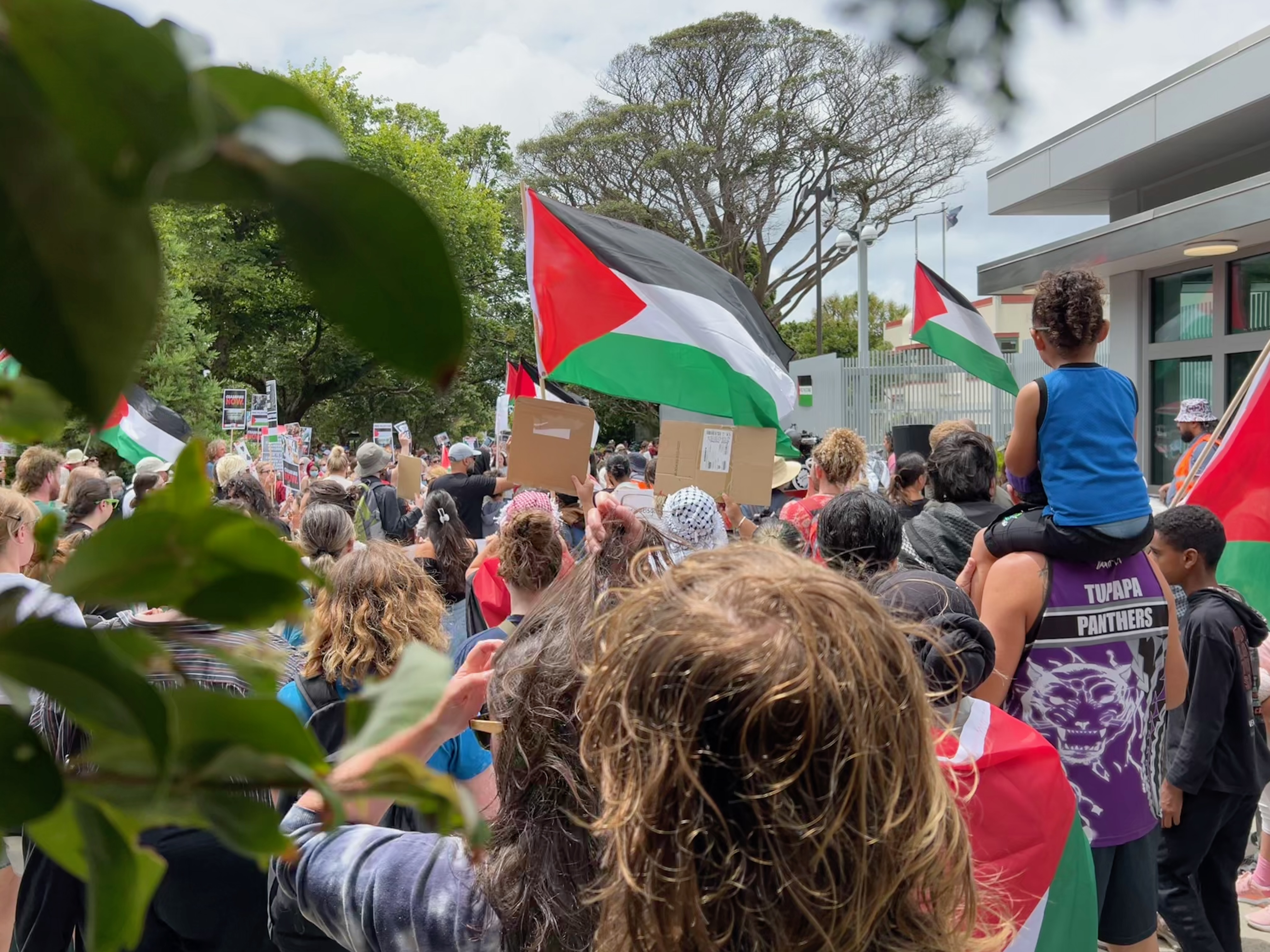
مسيرة احتجاجية في فلسطين من السفارة الأمريكية في ويلينغتون عام 2024

في 18 مايو، نظم النقابيون من أجل فلسطين احتجاجًا في مضمار سباق موني فالي في ملبورن، الذي كان يستضيف مؤتمر الدولة لـ حزب العمال الفيكتوري. أخرت أعمال الاحتجاج الخطب التي كان من المقرر أن يلقيها ألبانيز ورئيس وزراء فيكتوريا جاسينتا آلان. في 19 مايو، التضامن الفلسطيني عقد المتظاهرون ومجموعة الصهيونية المسيحية السفارة المسيحية الدولية في القدس (ICEJ) مسيرات متنافسة خارج برلمان ولاية فيكتوريا في ملبورن. قدرت الشرطة أن 7000 شخص حضروا مسيرة يوم الأحد للنكبة وتجمع "لن يحدث مرة أخرى الآن" الذي نظمه المركز الدولي للحقوقيين. وفصلت الشرطة بين المجموعتين واعتقلت ستة متظاهرين.

### جزر كوك
في 8 نوفمبر/تشرين الثاني، تجمعت مجموعة صغيرة من المتظاهرين خارج القاعة الوطنية في أفاروا خلال اجتماع منتدى جزر المحيط الهادئ لعام 2023 للمطالبة بوضع حد لقتل الأطفال الفلسطينيين في غزة.

### نيوزيلندا
في 15 أكتوبر/تشرين الأول، نظم متحف أوكلاند التذكاري للحرب عرضًا ضوئيًا بألوان علم إسرائيل للتعبير عن التضامن مع إسرائيل والمدنيين المتضررين من الهجمات الإرهابية. وردا على ذلك، تجمع نحو 100 من المؤيدين الفلسطينيين خارج المتحف وقاموا بتغطية الأضواء بالسترات والأعلام. ودخلوا في مشاجرة كلامية مع مجموعة من المؤيدين لإسرائيل. انتقد المدافعون المحليون المؤيدون للفلسطينيين، بما في ذلك المؤسس المشارك لمنظمة الأصوات اليهودية البديلة مارلين جارسون، وجانفري واكيم، وزعيم شبكة التضامن الفلسطينية أوتياروا (PSNA) جون مينتو العرض الضوئي للمتحف باعتباره حزبيًا و"غير حساس" للفلسطينيين. أصدر الرئيس التنفيذي للمتحف ديفيد ريفز بعد ذلك بيانًا يعتذر فيه "عن الضيق والأذى الذي لحق بأفراد مجتمعنا". انتقد اعتذار ريف من قبل المتحدثة باسم المجلس اليهودي النيوزيلندي جولييت موزس، التي وصفت الاحتجاج بأنه "مخيب للآمال للغاية" واعتذار المتحف بأنه خيانة.
في أوكلاند، تجمع مئات المتظاهرين في ساحة أوتيا في 21 أكتوبر/تشرين الأول، حيث لوح المتظاهرون بـ علم فلسطين بالإضافة إلى حمل لافتات كتب عليها "وقف إطلاق النار" و"فلسطين حرة" بالإضافة إلى ذلك، حضر الآلاف أيضًا مسيرات مماثلة في مراكز حضرية أخرى بما في ذلك هاميلتون، كرايستشرش، وانجانوي، نيو بلايموث، ويلينغتون، وبالميرستون نورث.

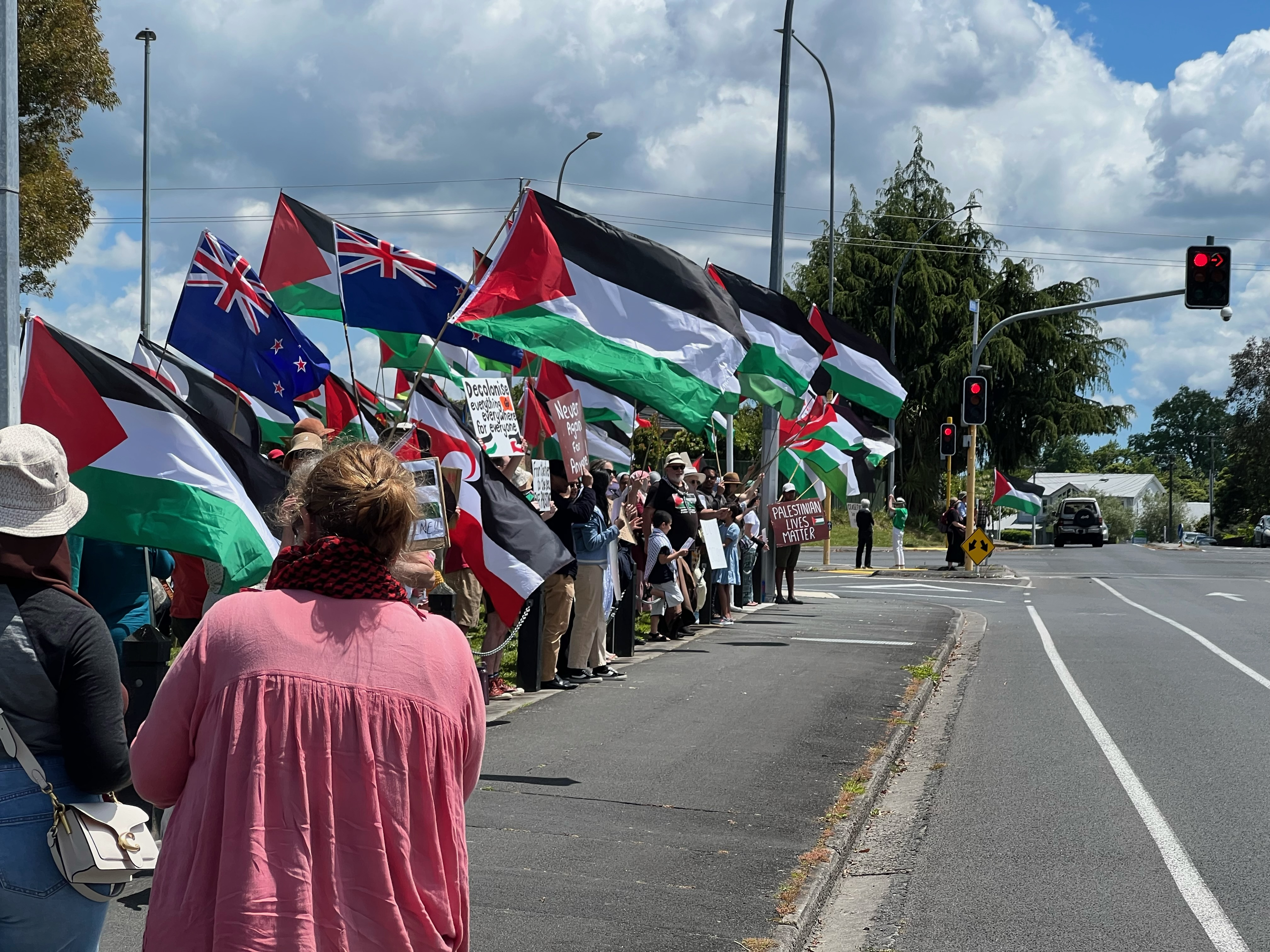
تقام الوقفات الاحتجاجية في فلسطين كل يوم سبت في فلين بارك، هاملتون

في 28 أكتوبر/تشرين الأول، شارك آلاف المتظاهرين في مسيرات تضامنية مع فلسطين في أوكلاند، هاملتون، نيبيار، بالمرستون نورث، وانجانوي، نيلسون، كرايستشيرش ودنيدن. ودعت هذه المسيرات إلى وقف فوري لإطلاق النار في الصراع بين حماس وإسرائيل ودخول المساعدات الإنسانية إلى غزة.
في 29 أكتوبر، نظم المتظاهرون المؤيدون لإسرائيل مسيرات في جميع أنحاء نيوزيلندا. وفي ميدان أوتيا في أوكلاند، دعا حشد كبير إلى إطلاق سراح الرهائن الإسرائيليين في غزة.
في 7 نوفمبر، تجمع حوالي 100 متظاهر متضامن مع الفلسطينيين خارج متحف أوكلاند التذكاري للحرب. وقاموا بتغطية أضواء المتحف بالسيلوفان الأحمر والأخضر وأضاءوا المبنى بألوان علم فلسطين.
في 11 نوفمبر، قام حوالي 300 متظاهر متضامن مع الفلسطينيين بمسيرة من محمية المتحف إلى المثمن في دنيدن. كما حمل العديد من المتظاهرين أيضًا أعلام فلسطين علم الماوري الوطني. حضر المسيرة المتحدث الرسمي باسم شبكة التضامن الفلسطينية أوتياروا ريناد التميمي، والمحاضر في جامعة أوتاغو الدكتور أوليفر جوتيل، وعمدة مدينة دنيدن السابق آرون هوكينز.
في 12 نوفمبر، تجمع المتظاهرون المتضامنون الفلسطينيون في ساحة أوتيا في أوكلاند لتكرار الدعوات لوقف إطلاق النار الإنساني في غزة. دعا مينتو، رئيس شبكة التضامن الفلسطينية أوتياروا، رئيس الوزراء كريس هيبكنز المنتهية ولايته ورئيس الوزراء القادم كريستوفر لوكسون إلى دعم الدعوات الدولية لوقف إطلاق النار. ألقت الشرطة القبض على ثلاثة أشخاص من بينهم رجل يُزعم أنه اعتدى على طفل يتراوح عمره بين خمس وست سنوات بعد مسيرة ساحة أوتيا.
في 14 تشرين الثاني/نوفمبر، قام أعضاء مجموعة التضامن الفلسطينية "تمكي من أجل فلسطين" برش الطلاء الأحمر على مكتب أوكلاند التابع لـ وزارة الخارجية والتجارة والقنصلية العامة الأمريكية في أوكلاند. في أوكلاند احتجاجا على مقتل مدنيين فلسطينيين. اعتقلت الشرطة في وقت لاحق شخصًا واحدًا فيما يتعلق بالتخريب. في 22 تشرين الثاني (نوفمبر)، قامت منظمة "تاماكي من أجل فلسطين" برش الطلاء الأحمر على مكاتب سبعة مكاتب في أوكلاند الحزب الوطني النيوزيلندي|الوطني أ سي تي نيوزيلندا من السياسيين، بمن فيهم رئيس الوزراء المعين كريستوفر لوكسون وزعيم الحزب ديفيد سايمور لرفضهم الدعوة إلى إجراء انتخابات وقف إطلاق النار في غزة أو إدانة تصرفات إسرائيل.
في 23 نوفمبر، قام المتظاهرون المؤيدون للفلسطينيين بحصار موانئ أوكلاند في محاولة لتعطيل نقل البضائع الإسرائيلية. كما دعا هؤلاء المتظاهرون إلى وقف إطلاق النار في غزة ومقاطعة التجارة مع إسرائيل. ألقت الشرطة القبض على ستة متظاهرين لتعطيل عمليات الموانئ.
وفي 25 نوفمبر/تشرين الثاني، ألقت الشرطة القبض على لوسي روجرز، وهي متظاهرة مضادة، بزعم محاولتها "استعداء" المتظاهرين المؤيدين للفلسطينيين في أوكلاند. كان روجرز محامي دفاع جنائي كان يحمل لافتة كتب عليها "الإدانة الانتقائية للإبادة الجماعية أمر شرير" واتهم الشرطة باستخدام انتهاك قوانين السلام لإسكات التعبير المشروع.
في 5 ديسمبر/كانون الأول، تجمع مئات المتظاهرين المؤيدين للفلسطينيين خارج برلمان نيوزيلندا لحث وزير الخارجية وينستون بيترز على المطالبة بوقف فوري ودائم لإطلاق النار في غزة. نظم الاحتجاج من قبل منظمة العدالة من أجل فلسطين وأصوات يهودية بديلة وتزامنت مع افتتاح البرلمان واحتجاج يوم العمل الوطني للماوري. بالإضافة إلى ذلك، دعت أحزاب العمال، وحزب الخضر في أوتياروا في نيوزيلندا وحزب تي باتي ماوري إلى وقف إطلاق النار.
في 7 ديسمبر/كانون الأول، نظم زعيم كنيسة القدر بريان تاماكي مظاهرة مؤيدة لإسرائيل ضمت 400 شخص على أرض البرلمان النيوزيلندي. عارض تجمع تاماكي الدعوات لوقف إطلاق النار وقدم التماسًا إلى النائب البرلماني ACT سيمون كورت يدعو إلى تصنيف حماس وحزب الله كمنظمات إرهابية وطرد أعضاء البرلمان الذين يدعمونهم. ردًا على ذلك، نظم أعضاء تحالف بونيكي المناهض للفاشية احتجاجًا مضادًا خارج المحكمة العليا في نيوزيلندا في لامتون كواي.
في نيلسون، نظم أفراد المجتمع الفلسطيني احتجاجات أسبوعية في أيام السبت على مدى ثلاثة أشهر. في 11 يناير، اعتدى رجل على المتظاهرة المؤيدة للفلسطينيين كيري سورنسن-تايرر في ضاحية ريمويرا في أوكلاند، وضربها على جسدها. وجه بعمود. في 12 يناير، ألقت الشرطة القبض على الرجل بتهمة "التسبب في إصابة بإهمال متهور".
في أواخر يناير 2024، قام أعضاء مجموعة نشطاء الشؤون الخارجية تي كواكا، والشرطة الوطنية الاشتراكية والشباب الفلسطيني أوتياروا (PYA) بمسيرة خارج قاعدة ديفونبورت البحرية في أوكلاند للاحتجاج على دعم نيوزيلندا للتحالف الأنجلو أمريكي اليمن 2024 غارات جوية ضد أهداف الحوثيين وحث حكومة نيوزيلندا على الدعوة إلى وقف إطلاق النار لأسباب إنسانية في غزة.
في 6 شباط/فبراير 2024، قام 60 متظاهرًا متضامنًا مع الفلسطينيين بعرقلة حركة المرور خارج ميناء ليتيلتون، ودعوا الحكومة إلى الدعوة إلى وقف إطلاق النار في غزة وانتقاد الإجراءات الإسرائيلية. كما قاموا بسد نفق وسكب سائل على الطريق. وألقت الشرطة القبض على سبعة أشخاص لقيامهم بعرقلة حركة المرور. انتقد سكرتير شبكة التضامن الفلسطينية نيل سكوت الشرطة بسبب معاملتها القاسية المزعومة للمتظاهرين ودعا إلى إجراء تحقيق في رد الشرطة.
في 18 فبراير/شباط، واجه المتظاهرون الفلسطينيون وحقوق المتحولين جنسيًا رئيس الوزراء لوكسون خلال مهرجان مثلي الجنس الكبير خارج السنوي في ضاحية بوينت شوفالييه في أوكلاند، مما دفعه إلى الانسحاب.
في 15 مارس، قام 20 متظاهرًا متضامنًا مع الفلسطينيين باعتصام مكتب وزارة الخارجية والتجارة النيوزيلندية في أوكلاند، مطالبين بإنهاء الأعمال العدائية ودعوا حكومة نيوزيلندا إلى منح تأشيرات إنسانية خاصة لضحايا الحرب الفلسطينيين.
في 1 مايو 2024، نظم أعضاء فرع جامعة أوكلاند في طلاب من أجل العدالة في فلسطين احتجاجًا على أرض الجامعة تضامنًا مع الاحتجاجات المؤيدة للفلسطينيين في الجامعات عام 2024. في 4 مايو، نظم حوالي 30 متظاهرًا، من بينهم الناشط المخضرم جون مينتو احتجاج تجمع مفاجئ خارج مقر إقامة وزير الخارجية ونستون بيترز للمطالبة بإعادة نيوزيلندا إلى منصبها. تمويل الأونروا وعلاقات دبلوماسية حادة مع إسرائيل. في 7 مايو/أيار، صوت مجلس مقاطعة وانجانوي، بما في ذلك رئيس البلدية أندرو تريب، لصالح الدعوة إلى وقف دائم لإطلاق النار في غزة وأدان "جميع أعمال العنف والإرهاب ضد المدنيين من جميع الأطراف".
في 12 مايو، سار 1000 متظاهر في اتفاقية التنوع البيولوجي بأوكلاند لإحياء ذكرى يوم النكبة. في 16 مايو، تظاهر عدة أشخاص احتجت مجموعات بما في ذلك الأصوات اليهودية البديلة، والعدالة الطلابية من أجل فلسطين بونيكي، عمل السلام ويلينغتون، وتحالف بونيكي المناهض للفاشية خارج نادي ويلينغتون، الذي كان يستضيف حدثًا للاحتفال بتأسيس إسرائيل. اتهم المذيع ومؤسس المنصة شون بلونكيت المتظاهرين السلوك التخويف والاعتداء.
في 20 مايو، أعلن ممثل المسلسل التلفزيوني السابق "شورتلاند ستريت" ويل ألكساندر أنه سيبدأ إضرابًا عن الطعام احتجاجًا على دعم حكومة نيوزيلندا المزعوم للإبادة الجماعية المزعومة التي ترتكبها إسرائيل ضد الفلسطينيين في غزة. في 21 مايو، 60 طالبًا و خيم متظاهرون من غير الطلاب في مباني جامعة كانتربري في كرايستشيرش للمطالبة بسحب الجامعة من إسرائيل.
في 23 مايو، احتج الطلاب والموظفون تضامنًا مع فلسطين في العديد من الجامعات بما في ذلك جامعة كانتربري، وجامعة أوكلاند، جامعة وايكاتو، جامعة فيكتوريا في ويلينغتون، جامعة أوتاغو وجامعة ماسي. في 29 مايو، أقر مجلس مدينة دنيدن اقتراحًا يحث الحكومة النيوزيلندية على إنشاء تأشيرات خاصة للاجئين الفلسطينيين بهامش 14 صوتًا مقابل صوت واحد.

## أمريكا الجنوبية

### الأرجنتين
نظمت مسيرة مؤيدة لإسرائيل في بوينس آيرس في 9 أكتوبر حضرها عمدة المدينة هوراسيو رودريغيز لاريتا والمرشحة الرئاسية باتريشيا بولريتش.

### البرازيل

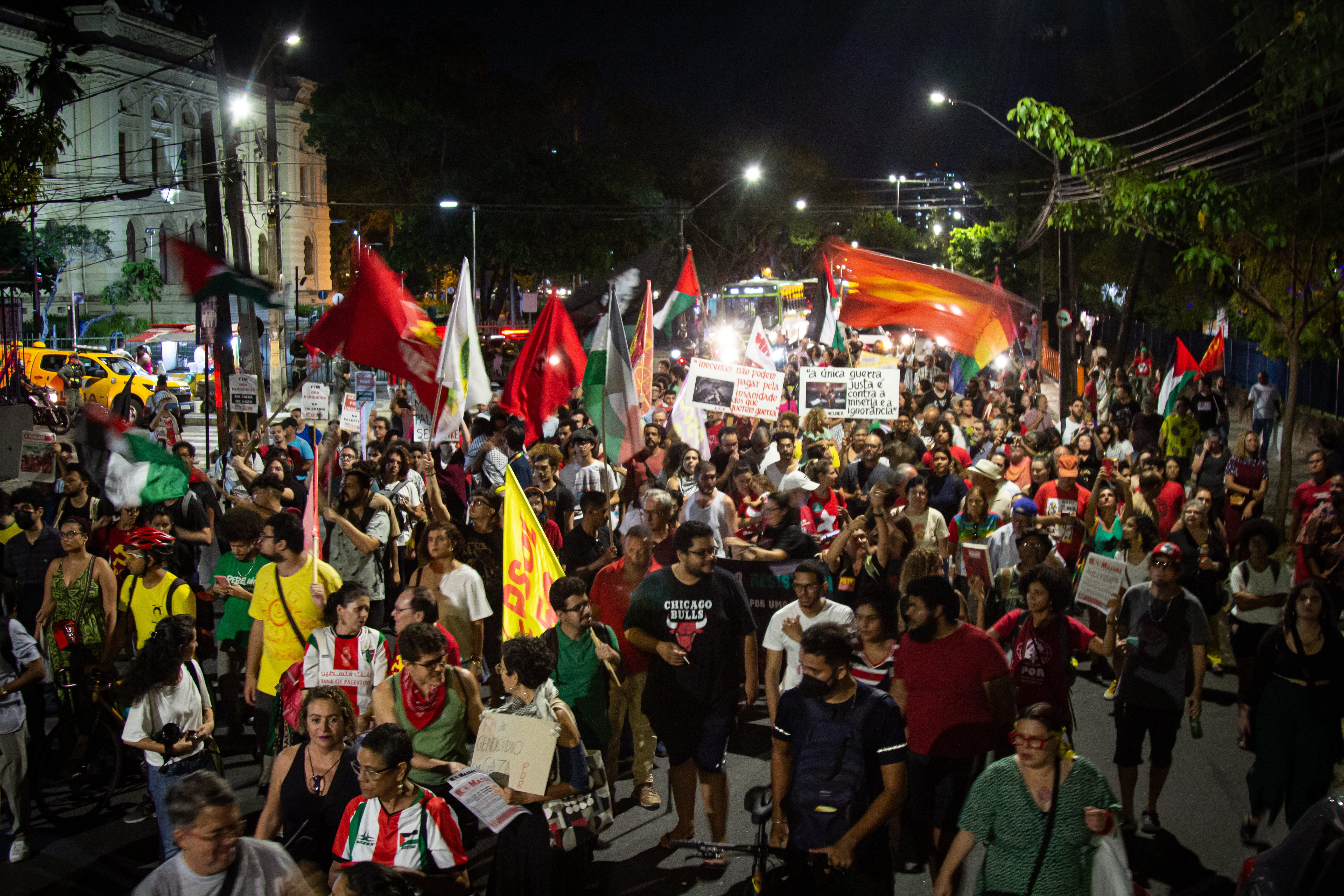
احتجاج على الحرب في غزة، ريسيفي، البرازيل، 19 تشرين الأول / أكتوبر

في 10 أكتوبر، أعضاء الجالية الفلسطينية احتج خارج المتحف الوطني في برازيليا. وفي 15 تشرين الأول / أكتوبر، احتشد أفراد من الجالية الإسرائيلية في كوباكابانا، ريو دي جانيرو. في 13 يناير 2024، نظمت مسيرة مؤيدة لفلسطين في شيمو باولو الدعوة إلى وقف إطلاق النار كجزء من"يوم العمل العالمي".
في شباط/فبراير 2024، تجمع الآلاف للمشاركة في مسيرة مؤيدة لإسرائيل نظمها الرئيس السابق جايير بولسونارو للاحتجاج على تصريحات الرئيس لولا دا سيلفا التي شبهت غزة بـ الهولوكوست.

### تشيلي
أقيم حفل خيري في حديقة بادري هورتادو في سانتياغو في 25 أكتوبر لجمع الأموال للمستشفيات في الأراضي الفلسطينية والتعبير عن التضامن مع المدنيين في غزة. وكان من بين الفنانين الفائزة بـ جائزة غرامي اللاتينية آنا تيجو.
في 15 فبراير 2024، نُظمت احتجاجات في بروفيدينسيا، مقاطعة سانتياغو، للمطالبة بإنهاء العدوان الإسرائيلي على غزة وقطع العلاقات مع إسرائيل. في مارس 2024، دعا المتظاهرون الرئيس غابرييل بوريتش يطرد السفير الإسرائيلي من تشيلي.

### كولومبيا
نُظمت مظاهرة أمام السفارة الإسرائيلية في بوغوتا دعمًا لفلسطين، أحرق خلالها المتظاهرون العلم الإسرائيلي.

### أوروغواي
في 10 أكتوبر/تشرين الأول، تظاهر حوالي ألف شخص دعمًا لإسرائيل في بونتا دل إيستي. حضره مراقب مقاطعة مالدونادو إنريكي أنتيا وممثلي الديانات الأخرى. بالإضافة إلى ذلك، تمت إضاءة تمثال اليد في بونتا دل إيستي بألوان العلم الإسرائيلي. في ليلة 11 أكتوبر، نُظمت مظاهرة في مونتيفيديو دعمًا لإسرائيل، ضمت حوالي 3000 شخص في رامبلا في حي بوسيتوس. التجمع، والتي أطلقت عليها منظمات مختلفة من المجتمع اليهودي في أوروغواي "ضد الإرهاب" حضرها عدد من المسؤولين الحكوميين، بما في ذلك نائب الرئيس بياتريس أرجيمون.

### فنزويلا
وفي كراكاس، احتشد المتظاهرون لإظهار التضامن مع فلسطين.

## في جميع أنحاء العالم

### مجموعات المناصرة
في 13 نوفمبر/تشرين الثاني، وقعت 30 منظمة، بما في ذلك منظمة العفو الدولية، والكنيسة اللوثرية الإنجيلية، وأوكسفام، على رسالة مفتوحة إلى إدارة بايدن، يحثهم على عدم نقل قذائف مدفعية 155 ملم إلى إسرائيل. تتطلب الرسالة التي أشارت إلى القانون الإنساني الدولي التمييز بين مدنيين وعسكريين، ولكن في غزة، "واحدة من أكثر الأماكن اكتظاظا بالسكان في العالم، فإن قذائف المدفعية عيار 155 ملم عشوائية بطبيعتها".
في 2 فبراير 2024، أصدر أكثر من 800 مسؤول في الخدمة من الولايات المتحدة وأوروبا "بيان عبر الأطلسي" يعارض دعم حكوماتهم لحرب إسرائيل في غزة، قائلين إن الولايات المتحدة والاتحاد الأوروبي يخاطران بالمساهمة في "الانتهاكات الجسيمة للقانون الدولي، جرائم حرب وحتى التطهير العرقي أو الإبادة الجماعية".

### الفنانين
أعرب الفنانون في جميع أنحاء العالم عن دعمهم الصريح لإسرائيل وفلسطين.

#### مؤيد لفلسطين ومناهض للحرب
في 21 أكتوبر/تشرين الأول، كتبت مجموعة من المشاهير رسالة مفتوحة إلى الرئيس الأمريكي بايدن يدعون فيها إلى وقف فوري لإطلاق النار. واجه الممثلون الذين أعربوا عن دعمهم لفلسطين تداعيات معاداة السامية المتصورة، بما في ذلك ميليسا باريرا وسوزان ساراندون. وقد قارن باريرا غزة بمعسكر اعتقال، في حين قال ساراندون في تجمع حاشد: "هناك الكثير من الناس يخشون أن يكونوا يهودًا في هذا الوقت، ويتذوقون ما يشعر به كونك مسلمًا في هذا البلد. "
واعتذرت لاحقًا ووصفت صياغتها بأنها "خطأ فادح". واجه الفنانون في جميع أنحاء أوروبا تداعيات بسبب تصريحاتهم التضامنية مع الفلسطينيين. أجل معرض الرسام آي ويوي في معرض ليسون ‏ إلى أجل غير مسمى بعد أن غرّد عن الصراع بأن "الشعور لقد تم في بعض الأحيان نقل الشعور بالذنب تجاه اضطهاد الشعب اليهودي لتعويض العالم العربي. ماليًا وثقافيًا ومن حيث التأثير الإعلامي، كان للجالية اليهودية حضور كبير في الولايات المتحدة. أبلغ أصحاب المعارض أن هواة الجمع كانوا يطلبون إزالة الفنانين الذين ينتقدون إسرائيل من العروض. آدم برومبيرج، فنان يهودي من جنوب إفريقيا، واجه عمليات إلغاء واتهامات بمعاداة السامية لدعمه لفلسطين. إسقط الموسيقي البريطاني روجر ووترز من قبل إدارة حقوق بي إم جي بسبب تصريحاته المناهضة لإسرائيل.

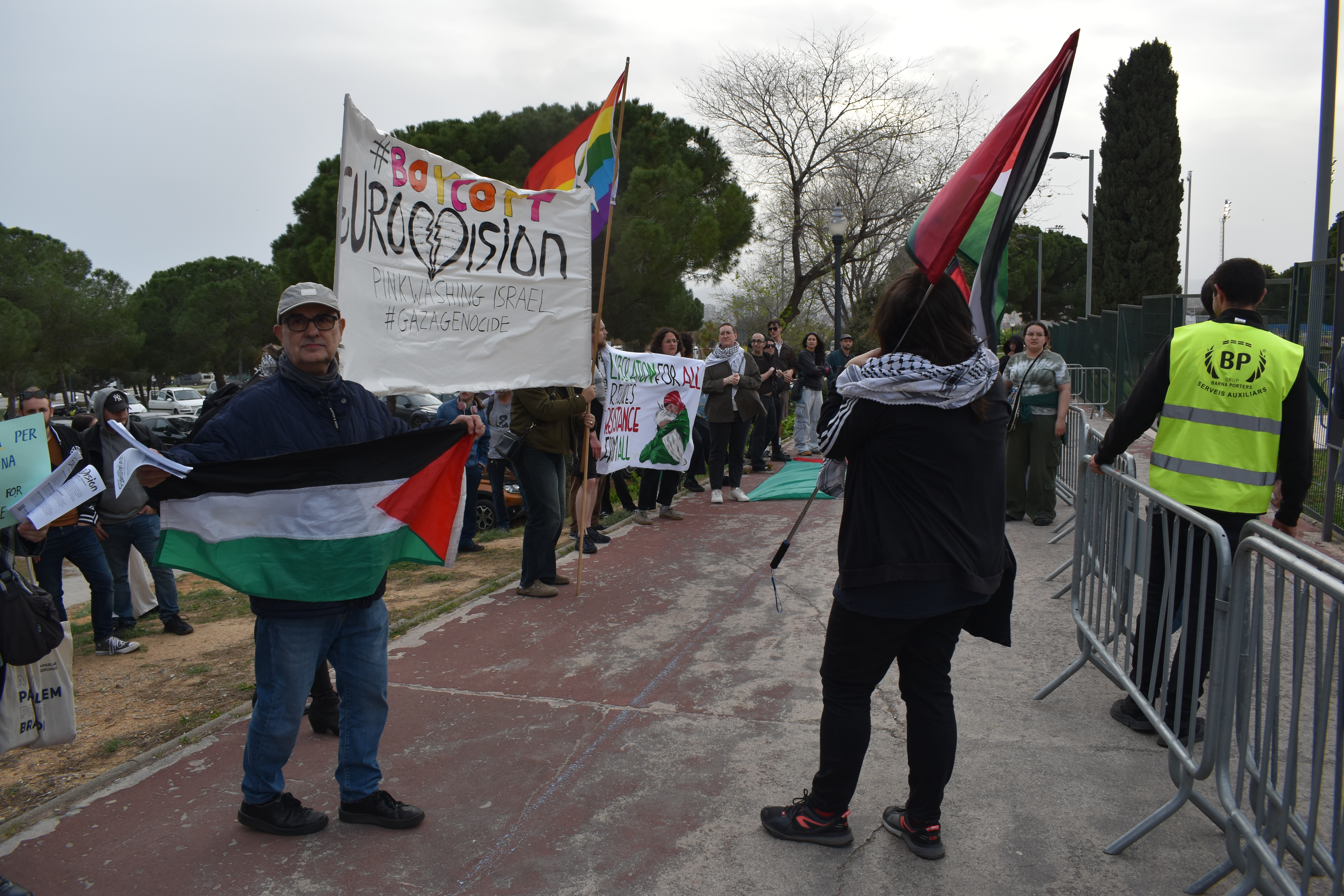
مظاهرة ضد إسرائيل يوروفيجن المشاركة في برشلونة، أبريل 2024

في مقابلة مع الديمقراطية الآن!، ذكر المؤلف تا-نيهيسي كوتس أن "الشيء الأكثر إثارة للصدمة" بشأن الصراع هو أنه لم يكن معقدًا، مقارنًا تجربته كـ أمريكي من أصل أفريقي بـ تلك الخاصة بالفلسطينيين. اتهمت رسالة مفتوحة كتبها 350 مؤلفًا معرض فرانكفورت للكتاب بـ "إسكات" الأصوات الفلسطينية بعد تأجيل منح جائزته السنوية للمؤلف الفلسطيني عدانية شبلي. ألغى المصور نان غولدن مشروعًا مع نيويورك تايمز بسبب تواطؤها مع إسرائيل. تنحي الممثلة التونسية هند صبري عن منصبها في برنامج الأغذية العالمي سفير النوايا الحسنة بشأن الحصار الغذائي الإسرائيلي على قطاع غزة.
يستقيل من منصبه كسفير للنوايا الحسنة لبرنامج الأغذية العالمي بسبب الفشل في غزة أدانت أنجلينا جولي تصرفات إسرائيل في غزة. وقع لورنس أبو حمدان وكاثرين ديفيد وجوديث بتلر على رسالة مفتوحة لبدء مقاطعة فنية وأكاديمية للمؤسسات الألمانية. حمل كين لوتش لافتة كتب عليها "غزة - أوقفوا المذبحة" في جوائز الأكاديمية البريطانية للأفلام الـ77.
دعت مجموعة مكونة من 1300 فنان، من بينهم ممثلون أوليفيا كولمان، هارييت والتر، وجولييت ستيفنسون إلى وقف إطلاق النار وأدانت المؤسسات الثقافية الغربية بسبب "قمع وإسكات ووصم الأصوات ووجهات النظر الفلسطينية". دعا المخرج الأمريكي مايكل مور صراحةً إلى معارضة "المذبحة في غزة". في 13 ديسمبر، حثت جمعية المؤلفين والملحنين الأيسلندية الخدمة الإذاعية الوطنية الأيسلندية على الانسحاب من مسابقة الأغنية الأوروبية 2024 ما لم يتم منع إسرائيل من المشاركة. تعهد أكثر من 1000 فنان بـ التوقف عن العمل مع المعرض البريطاني أرنولفيني بعد قراره بإلغاء حدثين للأفلام الفلسطينية. في 13 ديسمبر، انسحبت مؤسسة هاينريش بول من حفل جائزة هانا أرندت لـ ماشا جيسن، بسبب إلى مقالتهم ذا نيو يوركر التي تقارن سكان غزة باليهود الأوروبيين المعزولين. واجه أولي ألكساندر جدلاً عندما وقع على عريضة تنتقد الفصل العنصري الإسرائيلي والإبادة الجماعية الفلسطينية.
خلال خطاب قبول الجائزة، قالت الروائية أرونداتي روي: "إذا لم نقل شيئًا عن المذبحة الوقحة التي ترتكبها إسرائيل ضد الفلسطينيين، حتى عندما يتم بثها مباشرة في فترات الاستراحة الأكثر خصوصية في حياتنا الشخصية، فإننا متواطئون فيها". الفنانون في فرنسا وإيطاليا والمكسيك وجنوب أفريقيا وألمانيا والولايات المتحدة وبلجيكا وبريطانيا، بما في ذلك كاريل تشيرشل ودومينيك كوكي، احتجوا دعمًا للفنانين المعتقلين في مسرح الحرية في الضفة الغربية. نحتت النحاتة الفلسطينية سناء فرح بشارة تمثالًا برونزيًا للطفل يسوع في حاضنة كنيسة المهد في بيت لحم. حضر المطربان الأمريكيان تايلور سويفت وسيلينا غوميز حفل جمع التبرعات لغزة الذي نظمه رامي يوسف.

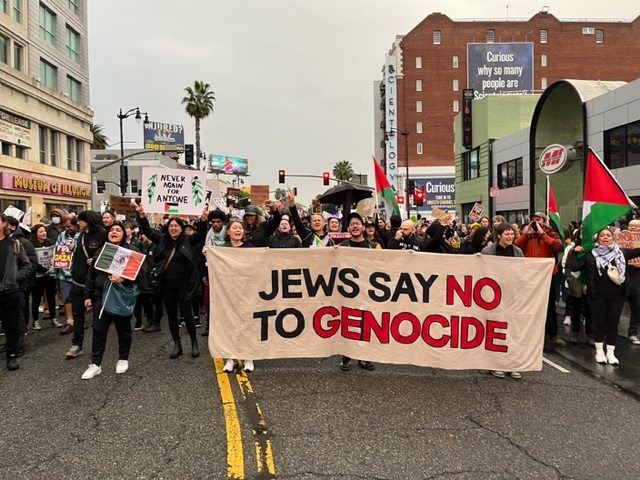
احتجاج مؤيد للفلسطينيين على هوليوود بوليفارد في لوس أنجلوس ضد الإبادة الجماعية و هوليووددور في تجريد المسلمين من إنسانيتهم ، 15 نوفمبر 2023

في 10 يناير 2024، أفادت صحيفة أخبار الفن أن متحف إسكنازي للفنون في جامعة إنديانا قد ألغى معرضه الاستعادي لمسيرته المهنية للرسامة الفلسطينية سامية حلبي بسبب "مخاوف تتعلق بالسلامة"، فأجابت: "أنا لست غريبة عن العنصرية والتمييز الجنسي في عالم الفن". ألغى شارع 92 ي محاضرة لـ فيت تان نوين، الذي أدان سابقًا العنف الإسرائيلي ضد سكان غزة. دعا 1400 فنان وموسيقي فنلندي إلى منع إسرائيل من تقديم عروضهم في عام 2024 مسابقة يوروفيجن. وفقًا لـ جويش كرونيكل، نشرت فرقة كولدبلاي فيديو موسيقي "الحرية لفلسطين" على صفحتهم الرسمية على الفيسبوك. مجموعة من الممثلين، من بينهم نجوم صراع العروش لينا هيدي وتشارلز دانس، يقرأان الدعوى القضائية التي رفعتها جنوب أفريقيا أمام محكمة العدل الدولية للتوعية بمحنة الفلسطينيين.
في 15 يناير 2024، صرحت الكاتبة البوسنية لانا باستاشيتش بأنها قطعت علاقاتها مع دار النشر الألمانية فيشر فيرلاج بسبب فشلها في التحدث علنًا ضد "الإبادة الجماعية" في غزة. يُقال إن أفرادًا من الجمهور انسحبوا من عرض الممثل الكوميدي الأمريكي ديف شبيل بعد أن انتقد دعم الولايات المتحدة لجرائم الحرب الإسرائيلية. إلغيت عروض الممثل الكوميدي الأمريكي داود نعيميار بسبب منشوراته المؤيدة للفلسطينيين على وسائل التواصل الاجتماعي. إميلي جاسر، انتقدت المخرجة الفلسطينية الأمريكية، "المضايقات وحملات التشهير التي لا أساس لها، و إلغاء العروض" للفنانين الفلسطينيين. رندا جرار، كاتبة فلسطينية أمريكية، إزيلت من حدث مركز القلم الأمريكي في لوس أنجلوس بسبب تعطيل الحدث؛ ولم تتم إزالة خمسة أشخاص آخرين كانوا يحتجون أيضًا ضد المتحدث، مايم بياليك.

### الاحتجاجات العالمية
في 11 ديسمبر 2023، تمت الدعوة إلى إضراب عالمي، حيث شجع النشطاء المشاركين على الامتناع عن الذهاب إلى العمل أو المدرسة أو القيام بأي مشتريات. العالم يتجه إلى إضراب عالمي من أجل وقف إطلاق النار في غزة قام مؤيدو الإضراب بإغلاق مدخل نيويورك تايمز.
في 13 يناير 2024، في اليوم المائة منذ بداية الحرب، نُظمت احتجاجات من أجل وقف إطلاق النار في جميع أنحاء العالم، بما في ذلك لندن وباريس وفيينا وبرلين وجوهانسبرغ وعمان وواشنطن العاصمة وبغداد وشيكاغو.
نظم صحفيو وكالة فرانس برس احتجاجات في جميع أنحاء العالم لدعم زملائهم في غزة، حيث قال مدير الأخبار العالمية لوكالة فرانس برس: "أرادت غرفة الأخبار في وكالة فرانس برس التعبير عن دعمها المخلص لزملائنا في غزة الذين يعملون في ظروف مزرية وتحت خوف دائم من القصف».